# Дерев'яні храми України

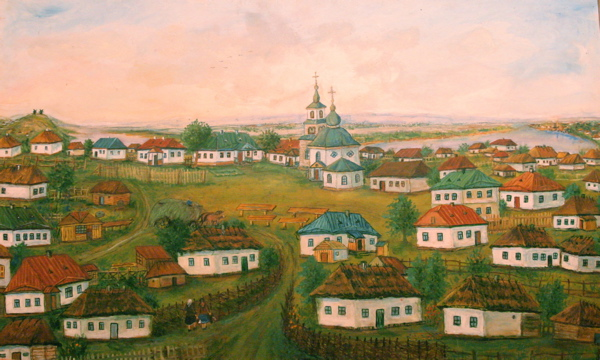
Храми в селі Трипілля

Дерев'яні храми України — пам'ятки дерев'яної сакральної архітектури в Україні.
В Україні та на її етнічних землях розташовано близько 3000 дерев'яних культових споруд[джерело?].
Більшість збережених на сьогодні дерев'яних церков на території України розташовані в її західній частині, але й на лівому березі Дніпра туристам є на що поглянути. Абсолютна більшість дерев'яних храмів України належать парафіям УПЦ МП та УГКЦ, лише 11 дерев'яних костелів у Львівській області належать римо-католикам, деякі храми — ПЦУ. Дерев'яні церкви в Україні є важливими духовними осередками та унікальними архітектурними пам'ятками.

## Історія розвитку

Історія дерев'яних церков мало досліджена, нею цікавляться здебільшого архітектори, а не історики. Точний період виникнення дерев'яних храмів на території України не відомий. Найімовірніше, що дерев'яні храми існували ще до християнства на території України як язичницькі святилища. Такі святилища існували в Карпатах, де місцеві майстри обробляли деревину смереки і будували з неї домівки та храми. Існує гіпотеза, що для язичницьких жерців храми слугували також і астрономічними обсерваторіями, через що й будували їх завжди на найвищому місці.
В епоху запровадження християнства дерев'яні храми споруджували переважно у лісистій та лісостеповій місцевості, де було багато деревини. Першу письмову згадку про дерев'яну церкву святого Іллі-пророка у місті Києві на Подолі знаходимо в угоді київського князя Ігоря із візантійською імперією 944 року. Археологічні розкопки на території села Крилос, Галицького району виявили два кам'яні фундаменти колишніх дерев'яних церков XII та XIII століття
Найстарішими дерев'яними церквами України вважають церкву святого Миколи із села Середнє Водяне, у якій 2 зруби збереглися із 1428 року, та церкву святого Миколи із села Колодне у Закарпатській області 1470 року. Ці церкви поєднали у собі готичний стиль тієї епохи та угорські мотиви дерев'яної архітектури.
Найстарішим дерев'яним храмом Подніпров'я є церква святого Архистратига Михаїла із села Дорогинка Фастівського району Київської області 1520-х років, що нині перебуває в київському музеї-скансені «Пирогів». Це типова українська тридільна трибанна церква.
Із збережених церков України на території Галичини та Карпат налічують 10 церков, збудованих наприкінці XV століття. Із XVI-XVII століття в Україні збереглося близько 150-ти церков. Найбільше збережених дерев'яних храмів побудовані у XVIII-XIX столітті. У цей період дерев'яні церкви набули популярності на Галичині, Поділлі, Гуцульщині та Наддніпрянщині і Поліссі. Значний вплив на побудову дерев'яних культових споруд в Україні вплинула епоха Українського бароко, особливо на Великій Україні.
З початку XX століття дерев'яні храми на окупованих територіях України майже не споруджувалися у зв'язку із панування антирелігійного більшовицького режиму.
Також були випадки, коли церкви зводилися вже за радянської влади, на початку 1920-х років — до таких належать церква Різдва Богородиці (1921, перебудована 1987) у Лебедині Бориспільського району, церква у Кучакові того ж району (1922, зруйнована у 1960-і) та церква Параскеви П'ятниці у Макарівці Бобровицького району (1922). Покровську церкву у прикиївському селі Бортничі було зведено у 1944—1945 роках на місці спаленої нацистами у 1943 році. Троїцьку церкву у прикиївському селі Троєщина було споруджено у 1943—1944 роках на місці спаленої нацистами (1965 р. храм перенесено на сучасне місце).
Спасо-Преображенський храм с. Новиця — найбільший дерев'яний храм на західній Україні, зведено у 1938 році. На жаль,  храм ущент згорів у ніч на 11 червня 2018 року.
Будували подекуди храми за нацистської окупації — 1942 р. споруджено храм у селі Жукотин, 1943 р. споруджено храм у Верхньому Синьовидньому (обидва — Львівщина).
На Галичині та Волині збереглися церкви, зведені за часів Другої Речі Постолитої. Після повного сформування території УРСР, дерев'яні церкви будували переважно на Поліссі та Волині Московською Православною Церквою. Поодинокі випадки будівництва траплялись на Львівщині — Березівка (1947), Мости (1947), Гуманець (1948), Монастирок (1948), Пустельники (кін. 1940-х), Завидча (1940-і), Соколя (1940-і), Купче (1960).
У 1960-70 роки, в Україні створюються скансени у Пирогів поблизу Києва та Шевченківський гай у Львові, скансени в Чернівцях, Ужгороді та Переяславі, у які були перенесені більше десятка старих дерев'яних церков з усієї України.
За незалежності України дерев'яні церкви продовжують споруджувати майже по всій території України. Багато новозбудованих церков є аналогами колишніх зруйнованих церков, відтворюють їхній вигляд. Побудова дерев'яних церков стала актуальною у західній частині України для невеликих парафій певної релігійної конфесії. Після проголошення незалежності, в Україні утворились та удосконалились нові скансени «Старе село» у Колочаві Закарпатської області, архітектури та побуту Прикарпаття у Крилосі Івано-Франківської області та інші невеликі музеї архітектури та побуту. Також планується створити музей сакральної архітектури Тернополі, куди також перенесуть декілька дерев'яних церков. Створені також музеї у таких дерев'яних храмах: Святого Юра в Дрогобичі (відділ музею «Бойківщина»), Святодухівська церква у Рогатині, Успіння Богородиці у Новоселиці та святої Параскеви в Олександрівці.

## Архітектурна структура
Архітектурна побудова православних та греко-католицьких дерев'яних храмів України формувалась впродовж багатьох століть за певними канонічними традиціями, а саме із 3 частин: бабинець, нава та вівтар. Бабинець — частина храму, у якому переважно є вхід у храм, місце де перебували переважно жінки старшого віку. Нава є найбільшою частиною храму, переважно схожий за формою із іншими частинами храму. Вівтар за розміром переважно такий самий як і бабинець, там перебуває священник під час літургії, царські ворота та церковний іконостас. Кожну частину храму окремо називають зрубом. Храми, що складаються із 3 частин називають тридільними, зустрічаються і храми із 5 сторін — п'ятидільні і зберігся лише один дев'ятидільний храм із дев'ятьма зрубами.
Для міцності та стійкості дерев'яної церкви її будували на кам'яних фундаментах. Зустрічаються окремі церкви, у фундамент яких вмуровували кам'яні надгробні плити на старі кам'яні хрести. Поверх фундамента складають висушені колоди дуба або смереки однакової довжини та товщини.
Квадратні зруби церкви при куполі зазвичай переходять у восьмикутну форму. Куполи у церквах можуть мати кілька заломів. Найбільше заломів зустрічається у бойківських церквах. Церкви переважно покривають дерев'яним гонтом, що забезпечує церкві теплозбереження та надає автентичності екстер'єру споруди. Покриття замінюють кожних 30-40 років для запобігання гниття та цвітіння деревини.

### Основні форми плану
Усі дерев'яні церкви можна поділити на чотири типи:
1. Найпростіший тип — це прямокутна будівля у вигляді хати, яка поділялася на три частини: бабинець, церкву, вівтар. Іноді така будівля була ускладнена добудовою притвору з заходу або ризниці біля вівтаря.
2. Найбільш поширений тип українських церков — це тризрубні. На території України та поза її межами переважає саме такий тип церкви. Як виняток церкви могли бути двозрубні або чотиризрубні.
3. П'ятизрубні церкви. Цей тип церкви був також досить поширений в Україні. Ці пятизрубні будівлі хрещатої форми ставилися додаванням до нави ще двох зрубів з півночі та півдня. Семизрубні будівлі були винятком (в с. Березні на Чернігивщині (1761 р.)
4. Дев'ятизрубна будівля — це також рідкий тип найбільш розвиненої форми української дерев'яної церкви. Таку хрещату будівлю утворювали додаванням до п'ятизрубної будови в чотирьох її кутах ще по одному зрубові. Прикладом такої будівлі з дев'ятьма вежами є запорозька церква в Самарі (1772-79 рр.)
Зруби в церквах могли бути більш архаїчної прямокутної форми або пізнішої, розвинутої під впливом стилю бароко, восьмикутної форми. Таку форму надавали зрубам через відрізання від прямокутника кутів. Зруби могли бути на один поверх, але частіше їх ускладнювали у формі веж, додаванням двох, трьох та чотирьох ярусів. В бойківських та лемківських церквах ярусів могло бути ще більше. Перехід від нижчих ярусів до вищих йшов через зменшення і міг бути утворений таким перекриттям: у формі зрізаної чотирьохбічної або восьмибічної піраміди (інколи з заломом) або у вигляді зрізамого конуса з заломом.

#### Форма куполів
Форма купольних завершень української церкви була нижчої або вищої грушеподібної форми. Такі куполи не виходять за межі вісьмериків або циліндрів-барабанів, на яких вони стоять. На третину або четвертину довжини зверху до низу на куполі робився перехват, а найширша частина була посередині купола. Купол української церкви закінчувався шпилем.
Шпилеве завершення церков в Україні складалося з таких частин: кулька — маківка, півмісяць ріжками догори та мистецько вироблений з заліза ажурний хрест.

### Тризубоподібна форма
Більшість дерев'яних храмів України, збудованих до XIX ст., є тридільними, рідше п'ятитидільними. За формою здебільшого нагадують тризуб: три приділи рядком один за одним, по центру найвища баня. Цим українська народна сакральна архітектура відрізняється від «московського» стилю архітектури, де нижня частина храму виглядає як неподільна чотирикутна споруда-куб, а нагорі в неї може бути кілька бань.
Єдиний в Україні дев'ятидільний дерев'яний храм у Новомосковську Дніпропетровської області також при погляді спереду нагадує тризуб. І навіть п'ятидільні церкви, як дерев'яні, так і муровані храми архітектурного стилю «козацьке бароко» XVII—XVIII століть, теж зберігали візуальний вигляд тризуба при погляді спереду чи збоку (хрестоподібна споруда виглядає як 5 поєднаних окремих споруд, кожна з яких має свою баню з хрестом).
Не є тризубоподібними за формою дерев'яні тридільні церкви Закарпаття, деяких місцевостей Галичини, що пояснюється впливом готичного римо-католицького стилю архітектури, а також храми Буковини, які схожі на звичайну хату, оскільки за часів окупації Османською імперією турки не дозволяли будувати інакше.
Також окремий архітектурний напрямок становить велика група храмів, зведених за синодальним указом Московського Патріархату в XIX ст. із певними місцевими рисами, що теж є пам'ятками дерев'яного сакрального будівництва. Синодальний указ, запроваджений на Волині після 1830 року, забороняв будівництво святинь у національних традиціях. Були створені типові проекти московської архітектурної школи. Але їх упроваджували тільки тоді, коли старі храми поступово руйнувалися, і було потрібно будувати нову церкву. Упродовж XIX століття ще повсюдно зберігалися давні тризубоподібні храми, проте, згідно з тим указом, і старі церкви приводили до відповідного, московського, вигляду (приклад — церква в селі Новий Білоус на Чернігівщині). Тому навіть збережені давні святині отримали новий вигляд, а первісний затримався в тих селах, де просто не було коштів на перебудову храму.
Внаслідок такої уніфікації в російському стилі на Лівобережній Україні майже не залишилось тризубоподібних храмів. Наприклад, за даними сайту «Дерев'яні храми України», у Чернігівській області налічується близько 30-ти дерев'яних церков. Серед них збереглось лише три архітектурних пам'ятки тризубоподібної форми. Усі ці три рідкісні храми знаходяться в Менському районі: у селах Городище, Синявка, Степанівка.

### Дзвіниця
Дзвіниці українських церков ставилися завжди окремо від церкви, так як вони ймовірно під час татарських наїздів виконували роль сторожових веж. Дзвіниця була у вигляді вежі з двох або трьох квадратних зрубів покладених один на одного. В міру віддалення від землі зруби зменшувались. Закінчувались дзвіниці чотирьохгранним шатровим дахом, а пізніше чотирьохсхильним шатровим дахом з грушеподібною главкою.

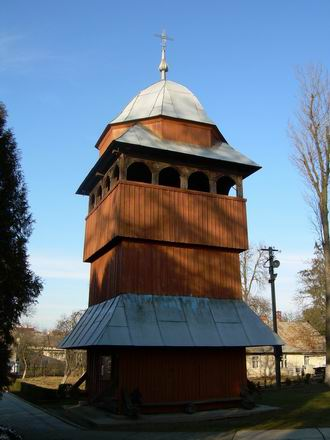
Дерев'яна дзвіниця церкви у м. Яворів
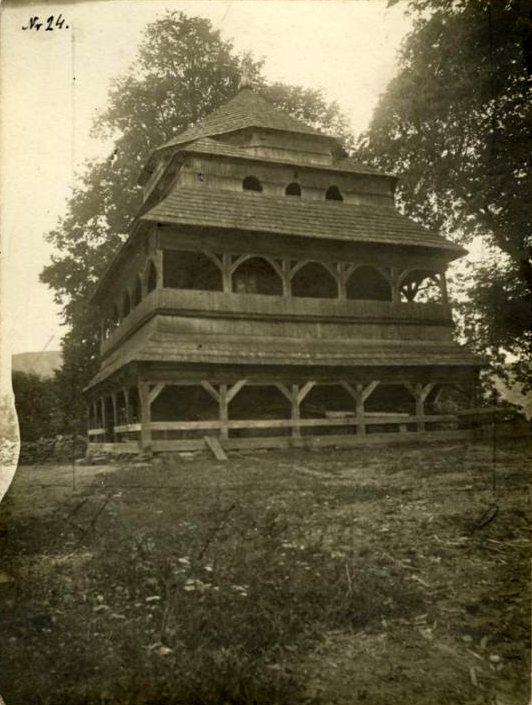
Дзвіниця. Ясениця-Замкова, Старосамбірський район
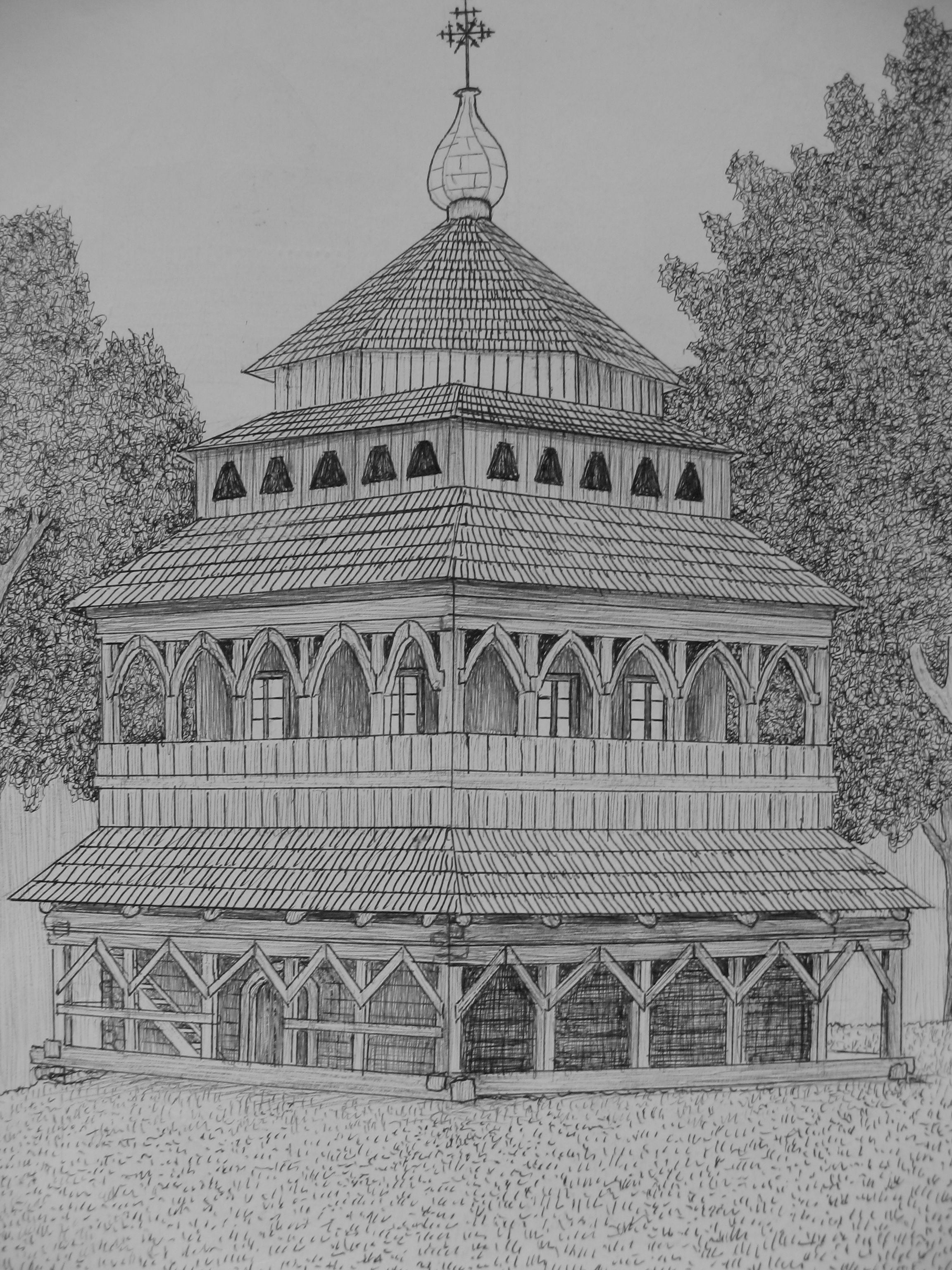
Дзвіниця. Ясениця-Замкова, Старосамбірський район

### Інтер'єр

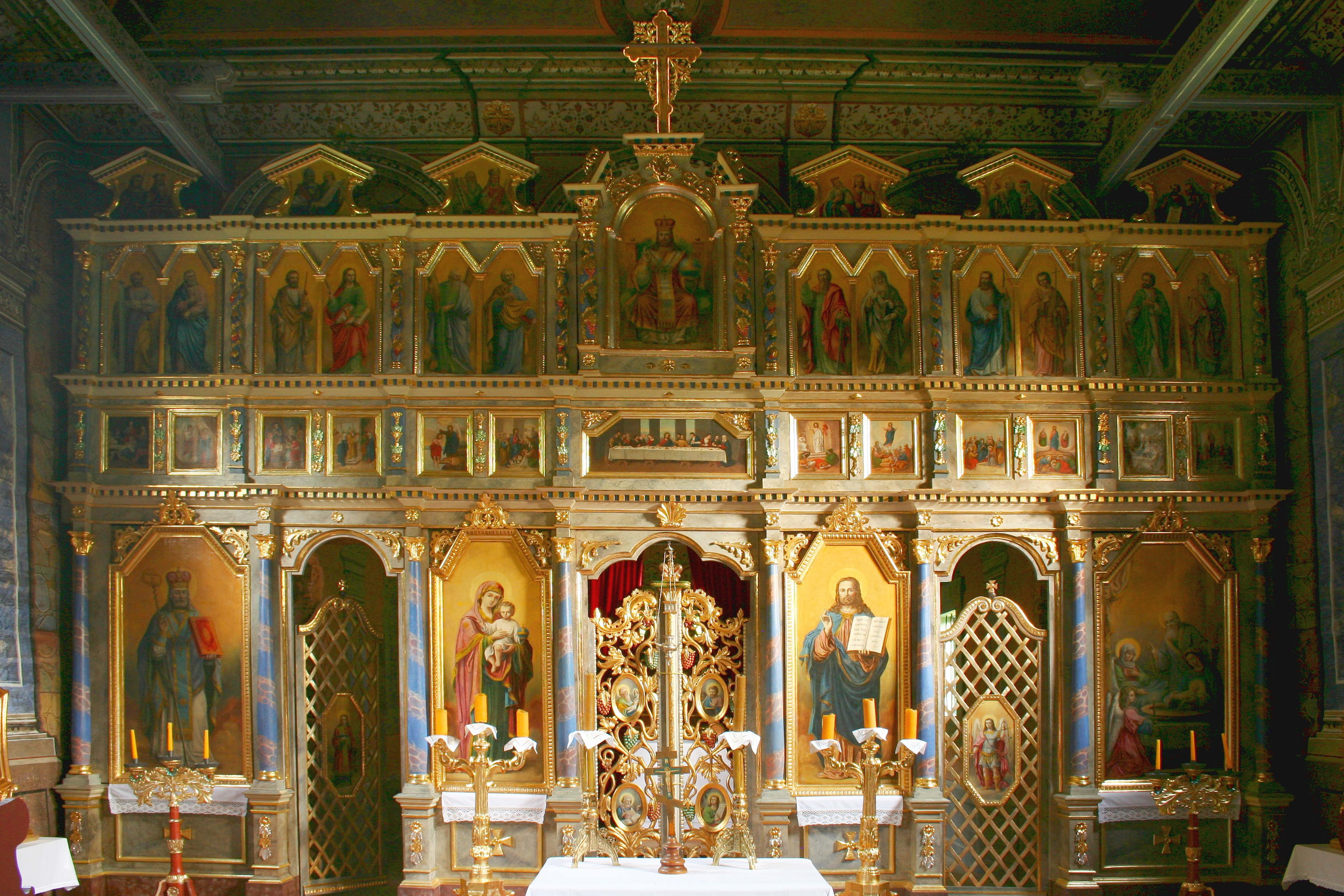

Старі іконостаси були на пять, шість і зрідка сім поверхів. Стіни всередині церков не прикрашались, тому що вся увага була звернута на іконостас. Іконостас відповідав архітектурі церкви: кожний його наступний ярус був легший за попередній, а самий верхній відрізнявся легким ажуром, як і вся баня церковна закінчувалася ажурним хрестом.
Іконостас української церкви складався з двох основних частин: нижньої — деісус (з грец. молитва) і верхньої, яка розповідала історію біблії. По середині деісус знаходилися — царські ворота. По праву сторону від царських воріт знаходився образ Спаса, а по ліву — Богоматері. Ці образи називалися — намісними, так як були обов'язковими в кожному іконостасі. По обидві сторони від цих образів знаходилися празнички — образи, які відносилися до святих чи празників, на честь яких була посвячена церква. Верхня частина іконостасу складалася з кількох рядів образів, які були присвячені розповідям з біблії. Над царськими воротами знаходився образ «Тайної вечері». З лівої сторони знаходилися образи, які розповідали життя Ісуса Христа: Хрещення Господнє, Преображення Господнє, Вхід Господній у Єрусалим, Воскресіння Христа, Вознесіння, а з правої сторони знаходилися образи, які розповідали життя Богородиці, такі як : Введення в храм Пресвятої Богородиці, Благовіщення Пресвятої Богородиці, Успіння і т. ін. Ці образи були невеликі, подовгуватої форми і в старих церквах на свята їх знімали та ставили перед царськими воротами на підставці, яку називали тетрапод.
В другому ряді верньої частини іконостасу містився більший образ Ісуса Христа на троні — «Архієрей». По обидвох сторонах цього образу містилися образи 12 апостолів, по правій та лівій стороні знаходилися завжди образи св. Петра та св. Павла, далі євангелісти (Матвій, Марко, Лука, Іван) і решта апостолів. В третьому ряді, над образом Ісуса знаходився образ Богоматері з дитям Ісусом — «Премудрість». По обидвох боках від цього образу містилися образи пророків, в одному ряді дванадцять, або у більших церквах в два або три ряди.
На царських воротах були розміщені зліва образи отців церкви св. Степана, св. Лаврентія, по середині — св. Григорія Богослова та св. Василія Великого і на право (південь) — св. Козьми та св. Дем'яна.
Нижній поверх, на якому розміщені так звані намісні ікони Спаса, Богоматері, празникові оздоблювали сохами, прикрашеними виноградною лозою, листям та квітами. Основною оздобою іконостасу була виноградна лоза, галузки якої розповзалися по всьому іконостасі між образами. Всі іконостаси були мистецько вирізьблені. Високим розвитком крім різьбярства відзначалося і церковне малярство. Крім іконостасів інколи були розписані і стіни церкви. Малювали не тільки образи, а і жанрові сцени, портрети. Раніше по монастирських школах було багато шкіл малярства, основний вплив на які мав Афон. На відміну від мініатюр російської церковної традиції, образи в українських церквах були великі. Найкраще збереглися такі зразки на Буковині, Галичині, Прикарпаттю, Закарпаттю. Старі образи завжди були візантійського стилю. Інколи іконостаси прикрашались не тільки образами, а й різьбленими статуями. Були вони також і на Лівобережній Україні і на Слободянщині.
Первісний інтер'єр у більшості дерев'яних храмів не зберігся. Лише у окремих дерев'яних храмах Закарпаття, Львівщини та Прикарпаття збереглися настінні розписи на дереві…

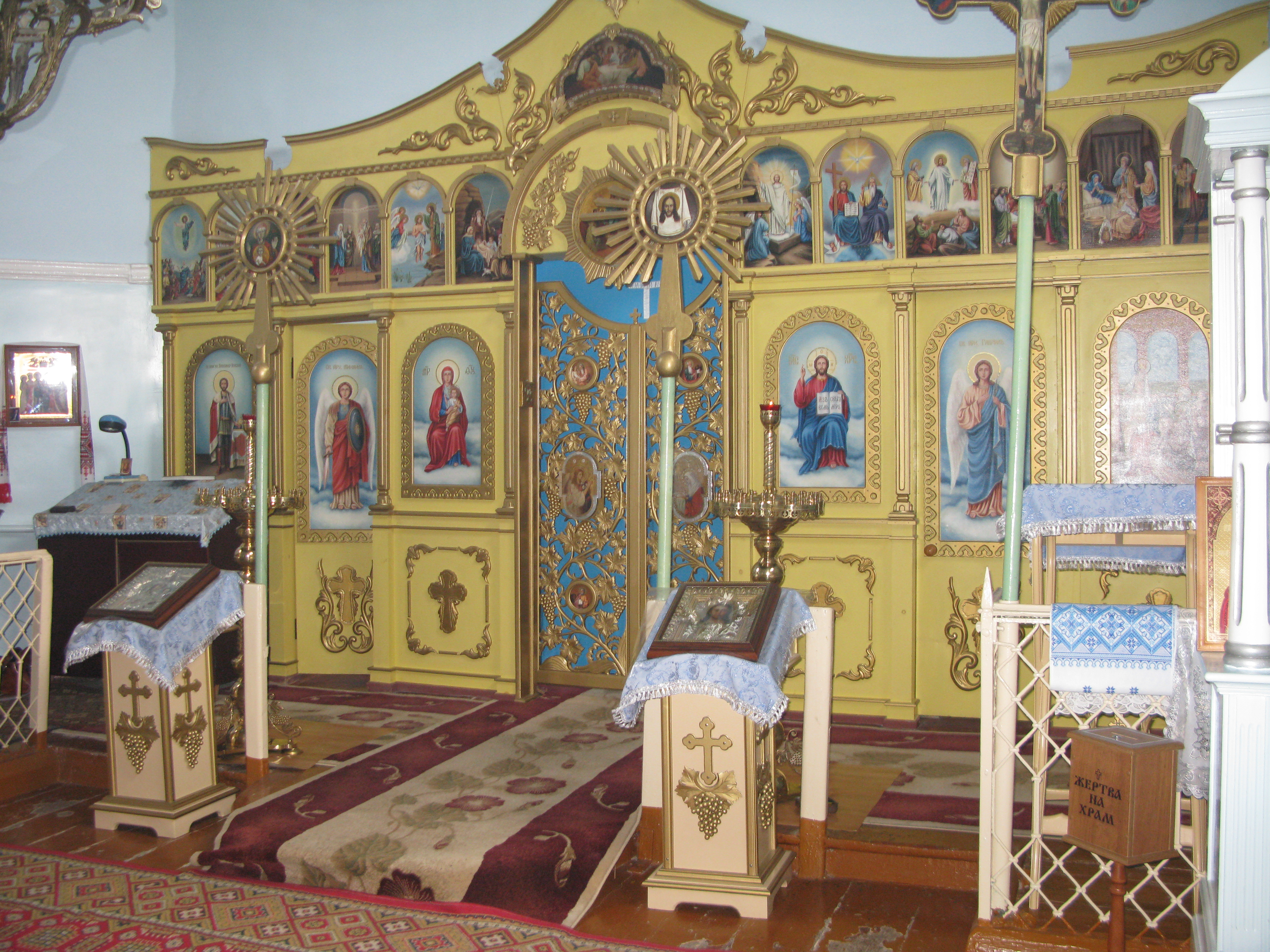
Іконостас Свято-Введенської церкви в Бериславі
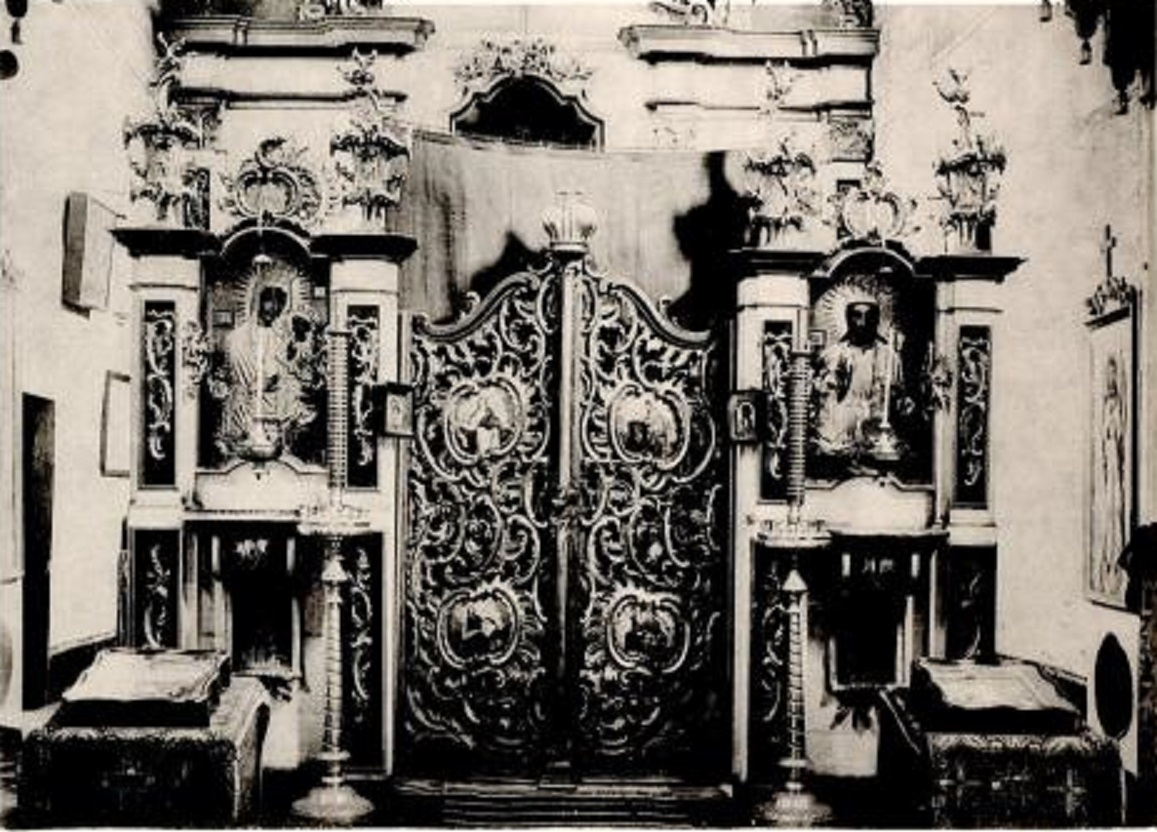
Іконостас Михайлівської церкви в Чемерисах Волоських

### Стилі побудови

#### Поділля
Для Поділля типовою є трьохверха церква з високими основними зрубами та восьмикутниками на них. Характерною рисою подільських церков є вертикальна обшивка дошками, ґонтовий верх, «опасання» та ґаночок при вході. Подільська церква стояла на просторому місці, посередині села. Церкви всі будували за однаковим планом: у вигляді поздовжнього хреста, з урізаними бічними сторонами. Верх церкви складали три бані, з яких середня була вища. Від бань вниз до половини стін церкви йшов стрімкий ґонтовий дах. В церквах з багатою громадою, дахи церков малювали на червоно та навколо церкви ставили штахети. Церковне подвір'я було обсаджене липами. Навпроти головних дверей церкви, стояла вежа з дзвонами, покрита гонтом. В давні часи біля церков були цвинтарі. На другій стороні дороги на тій же площі, навпроти церкви стояла корчма.

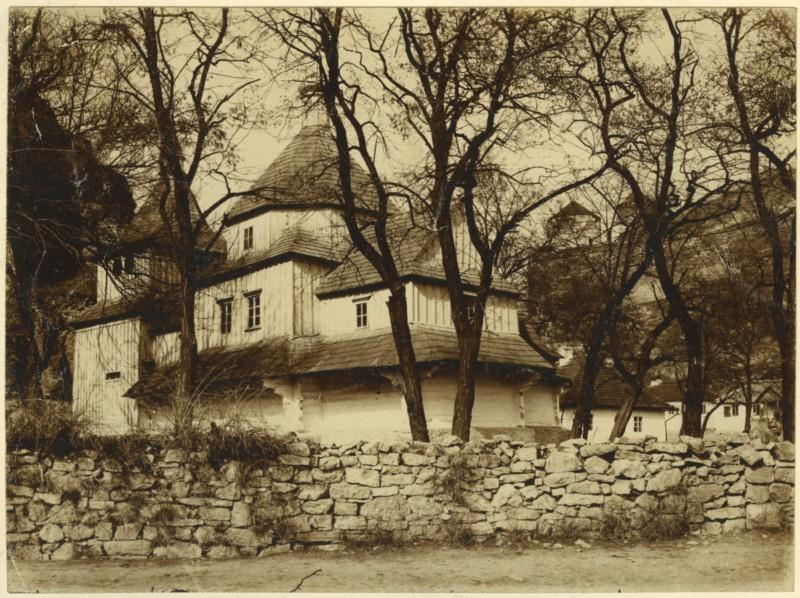
Хрестовоздвиженська церква (Кам'янець-Подільський)
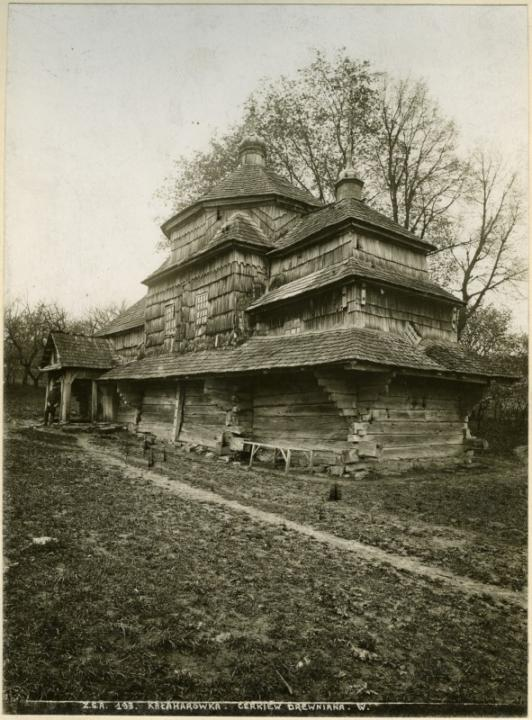
Калагарівка. Церква 1784 р.
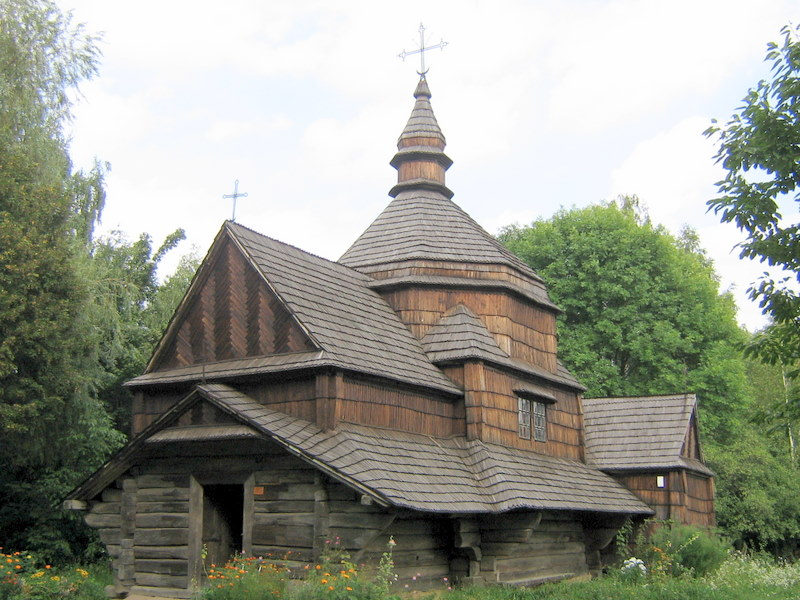
Церква, перенесена у Музей народної архітектури та побуту України,  з c. Зелене (Гусятинський район)
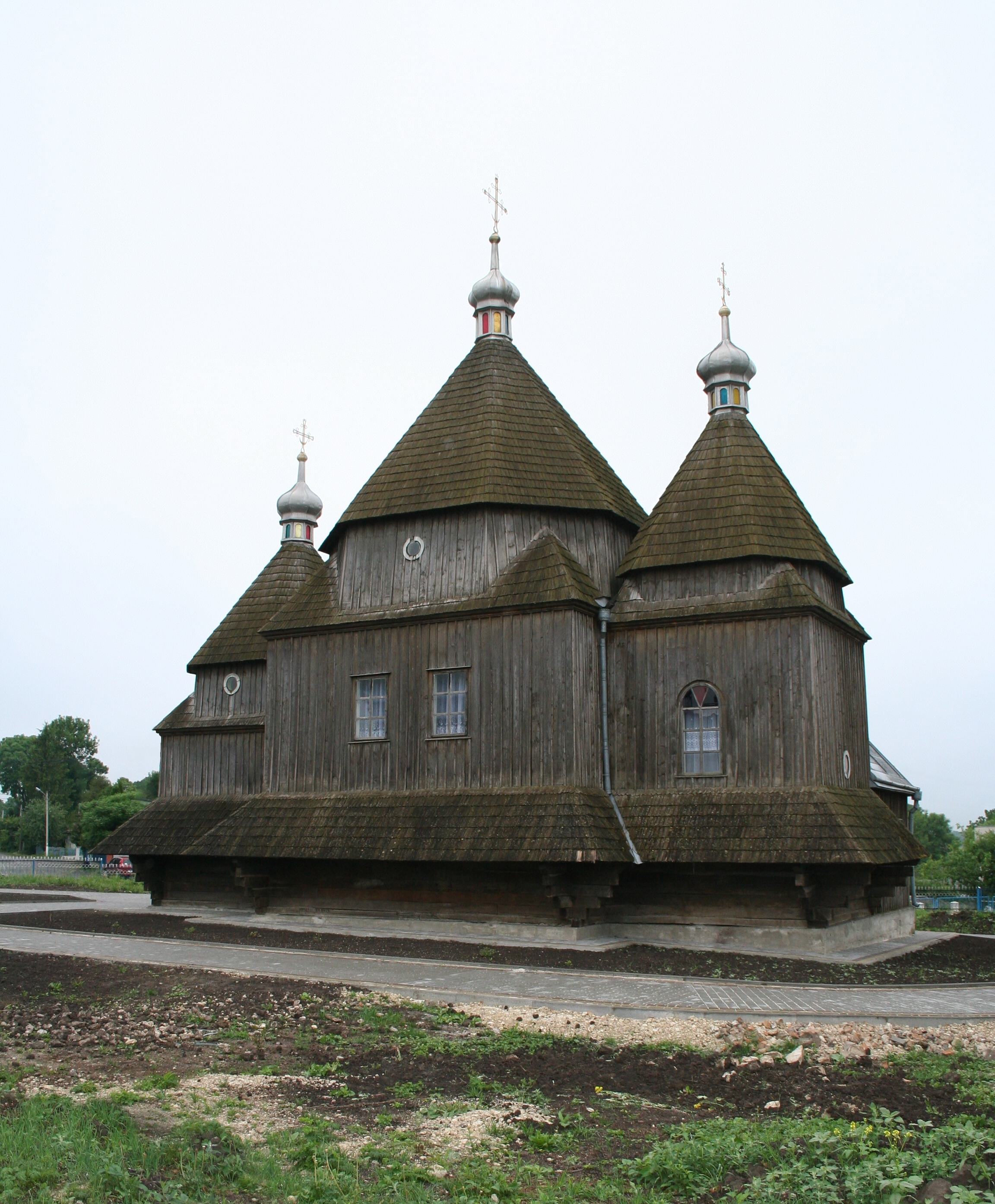
Іоанобогословська церква 1744 року, з села Скорики, Підволочиський район,Тернопільська область.
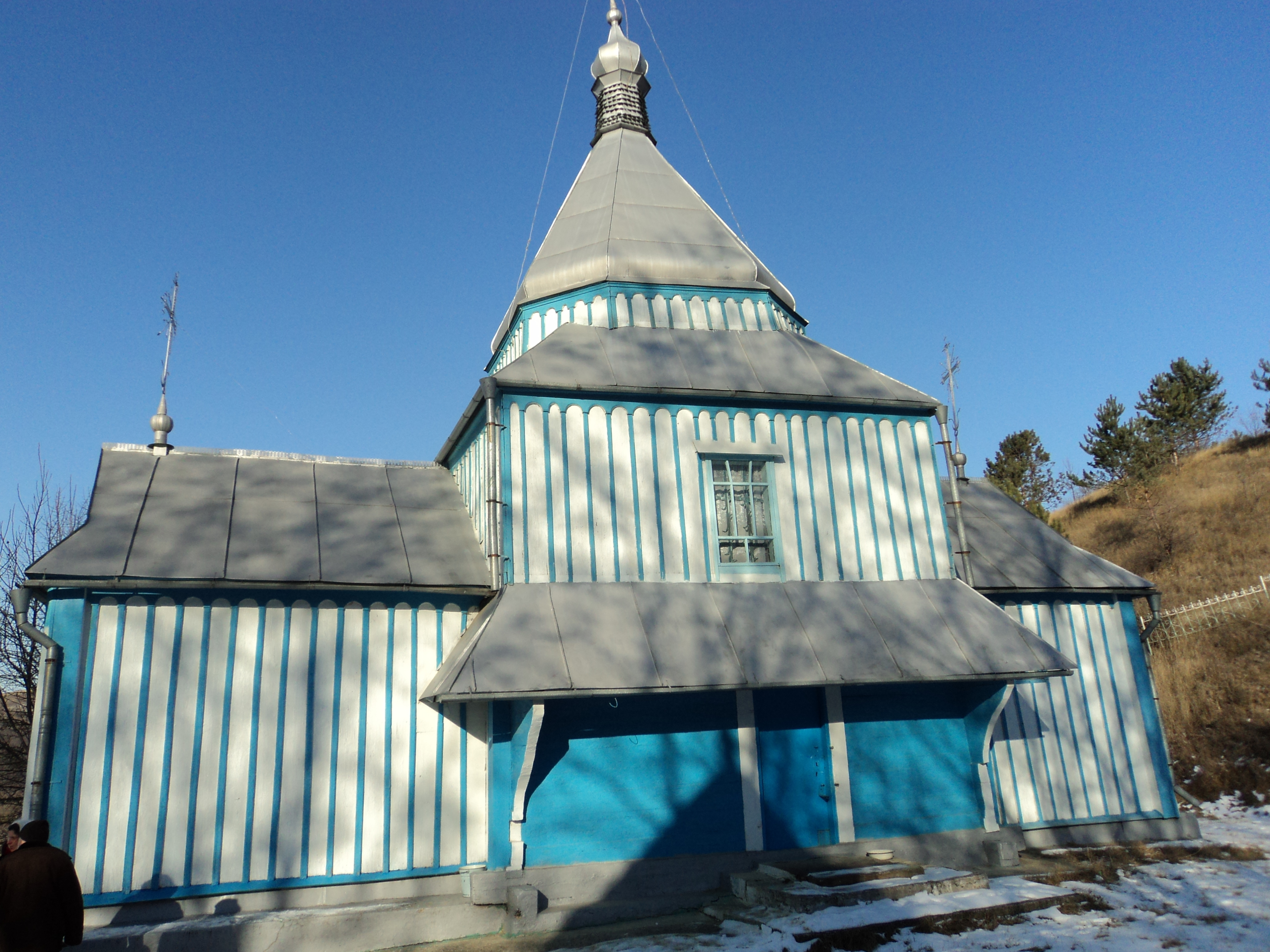
Церква Іоана Богослова (c. Бернашівка, 1767 р.)
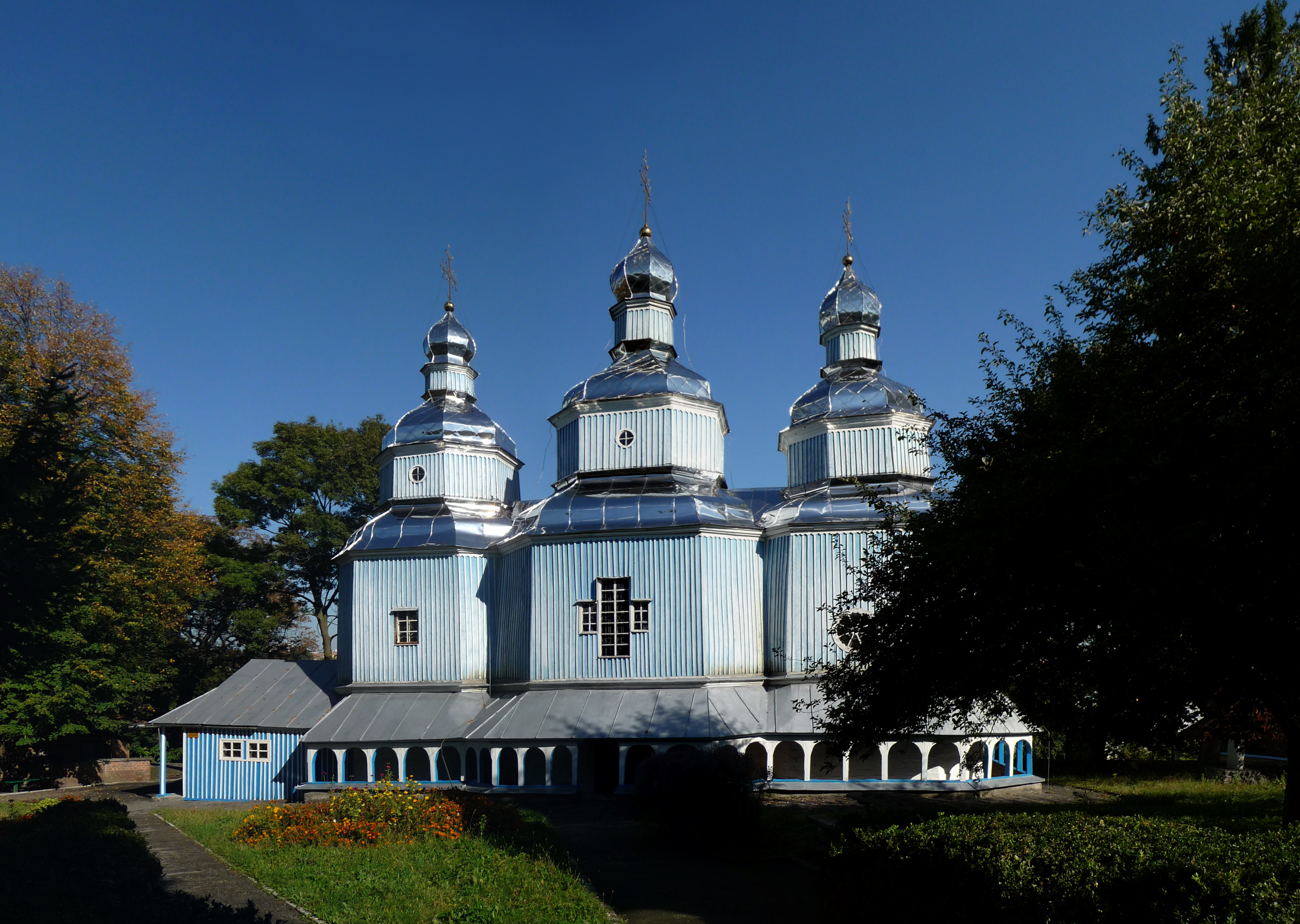
Миколаївська церква 1746 р. Вінниця.
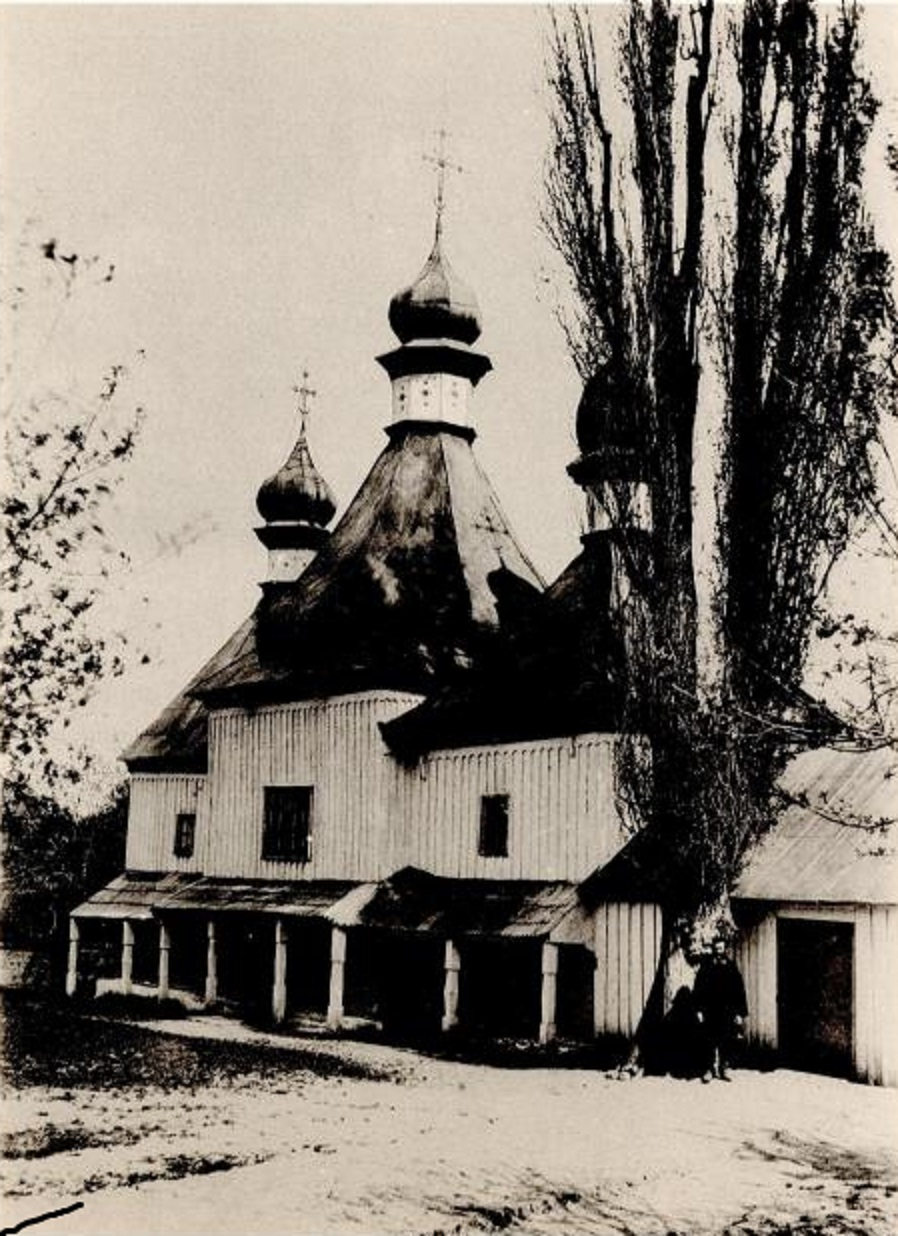
Георгіївська церква на Старих Хуторах (Вінниця) 1724
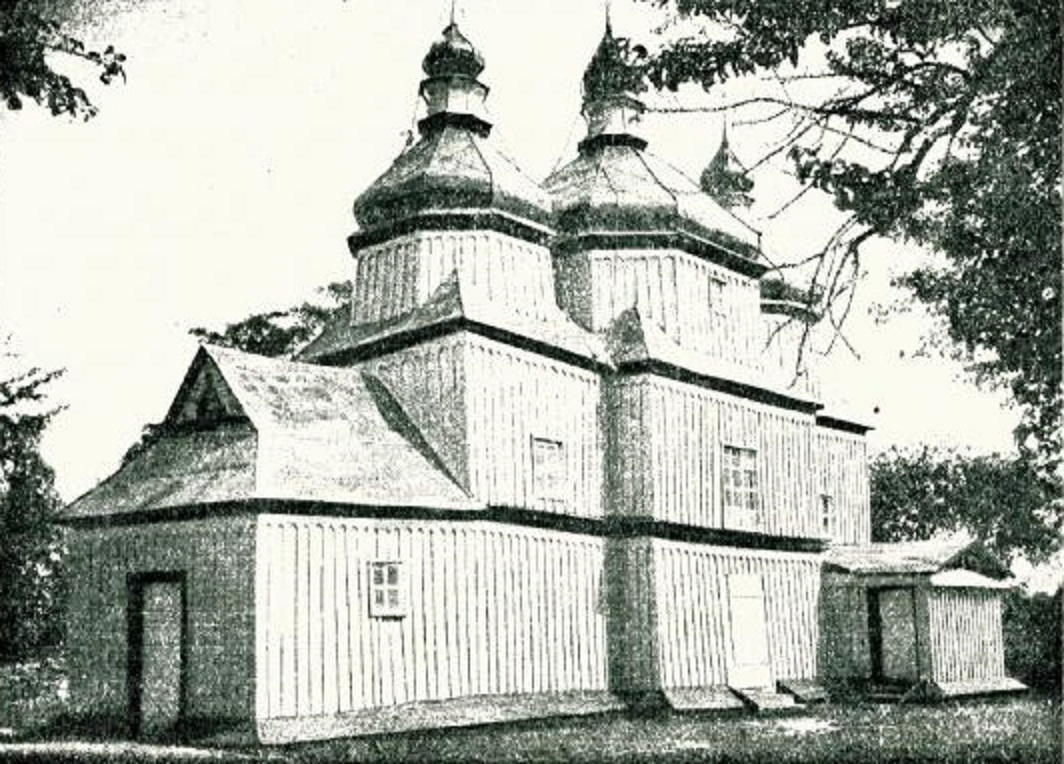
Іванобогословська церква на Малих Хуторах (Вінниця) 1783
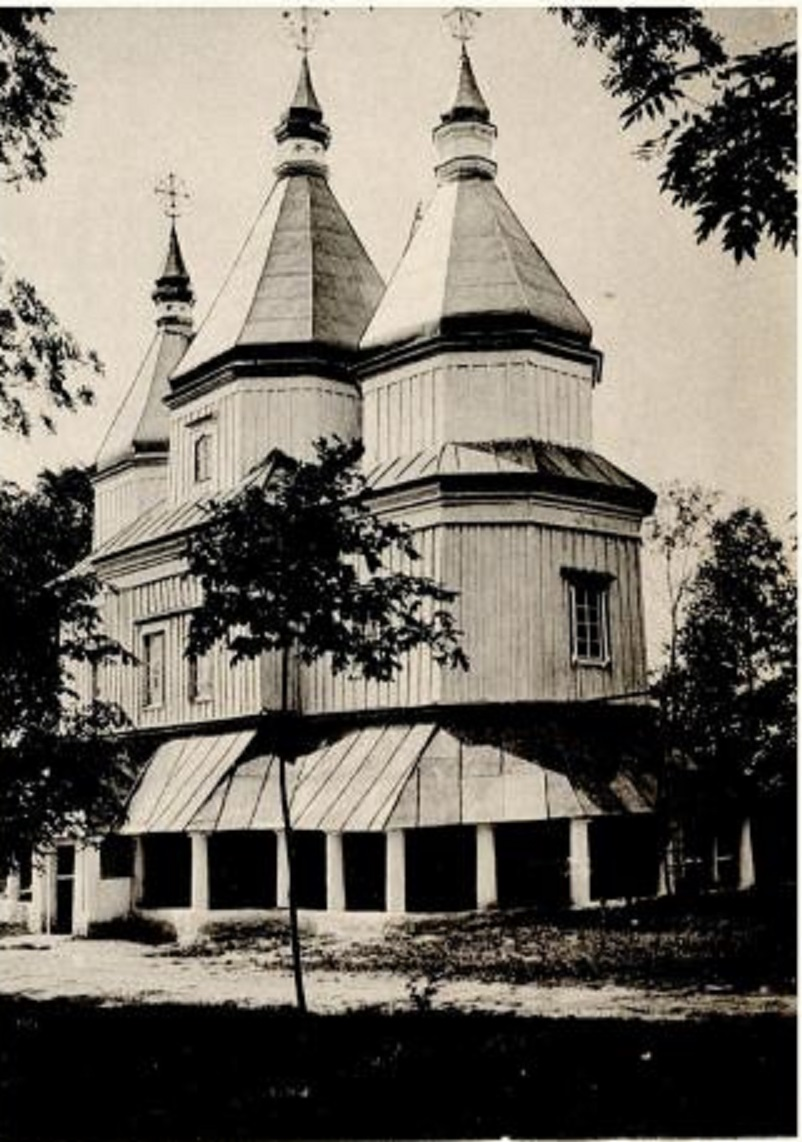
Успенська церква в Дашківцях[уточнити] 1768
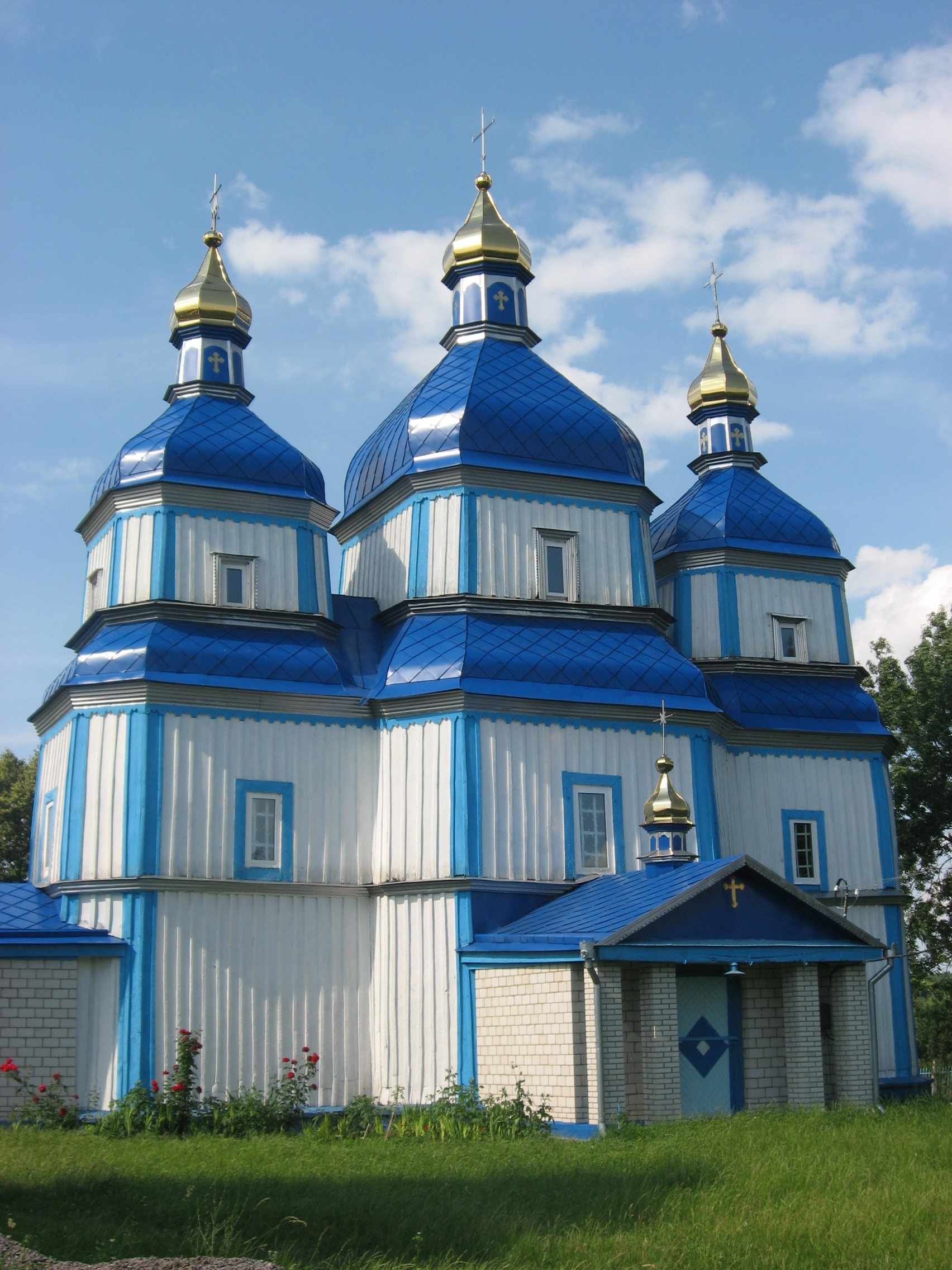
Церква Різдва Богородиці (1764 р. с. Печера)
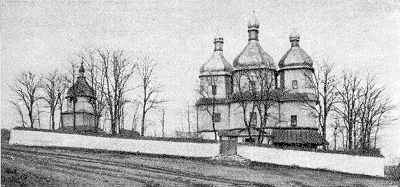
Свято-Успенська церква (1767 рік, с. Марківка)

#### Галичина
По периметру церкви із колод споруджують стіни заввишки переважно до 2 метрів. По периметру всього храму роблять піддашшя для захисту церкви від дощу та снігу. Піддашшя завширшки понад півметра вмонтовують на вертикальній площині під кутом від 15° до 50°. Часто під піддашшям розміщувались лави для відпочинку. Вище піддашшя стіни зберігали свій периметр та форму, проте стіни бабинця та вівтаря мали меншу висоту від стін нави. Зазвичай 1 метр вище від піддашшя будували дах бабинця та вівтаря. У церквах Галичини чотирикутна форма даху переходила у восьмикутну і утворювала купол. Так само і у наві, проте висота купола більша.

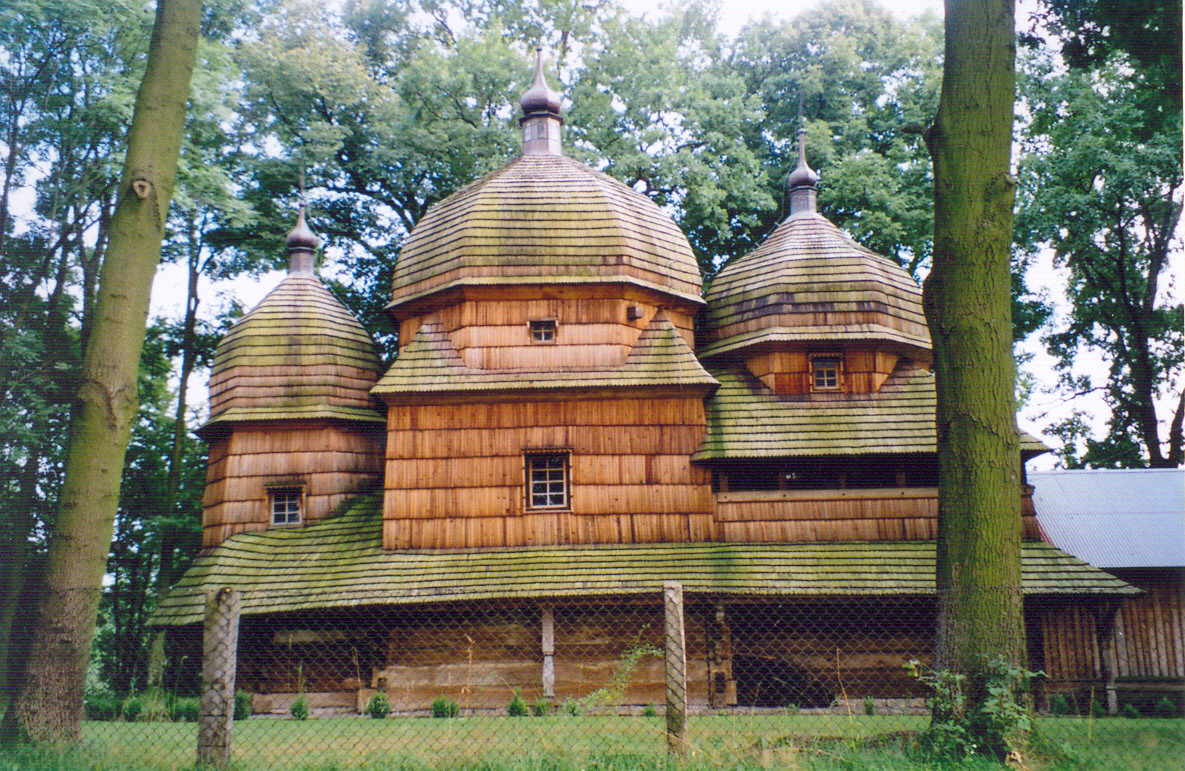
Церква Різдва Пресвятої Богородиці (Хотинець)
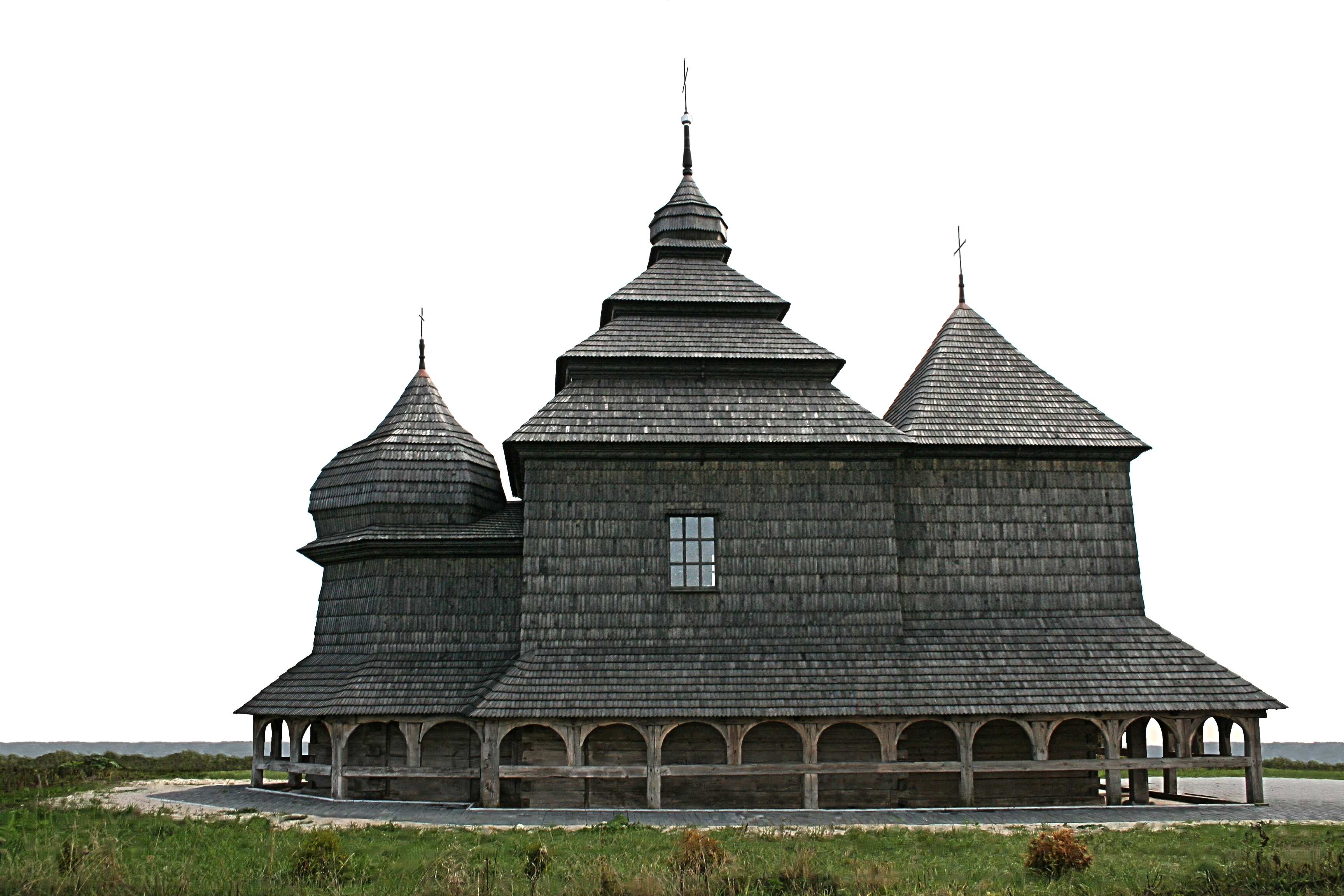
Михайлівська церква 1697 року, село Кути
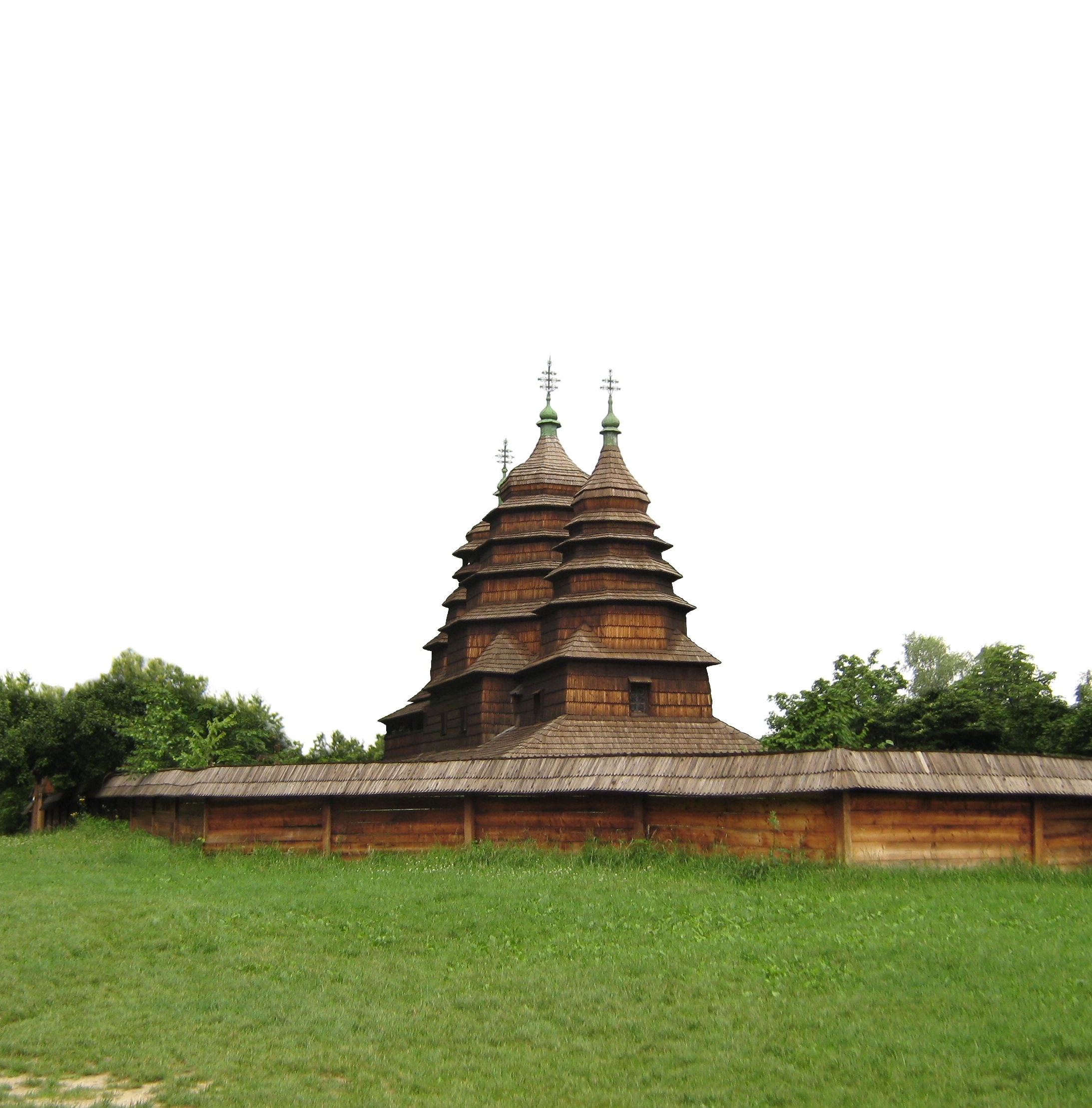
Церква з села Кривка Турківського району
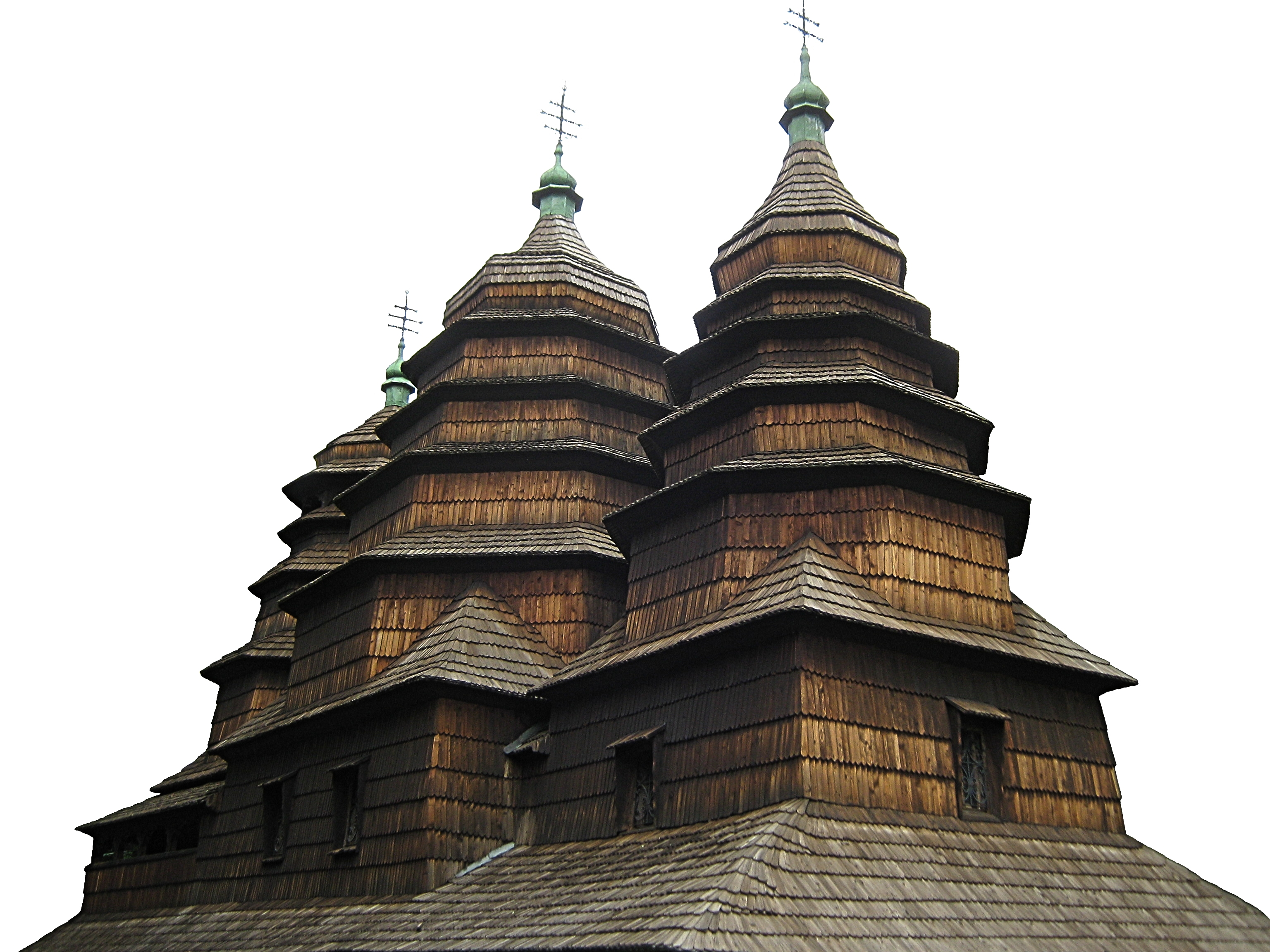
Церква з села Кривка Турківського району
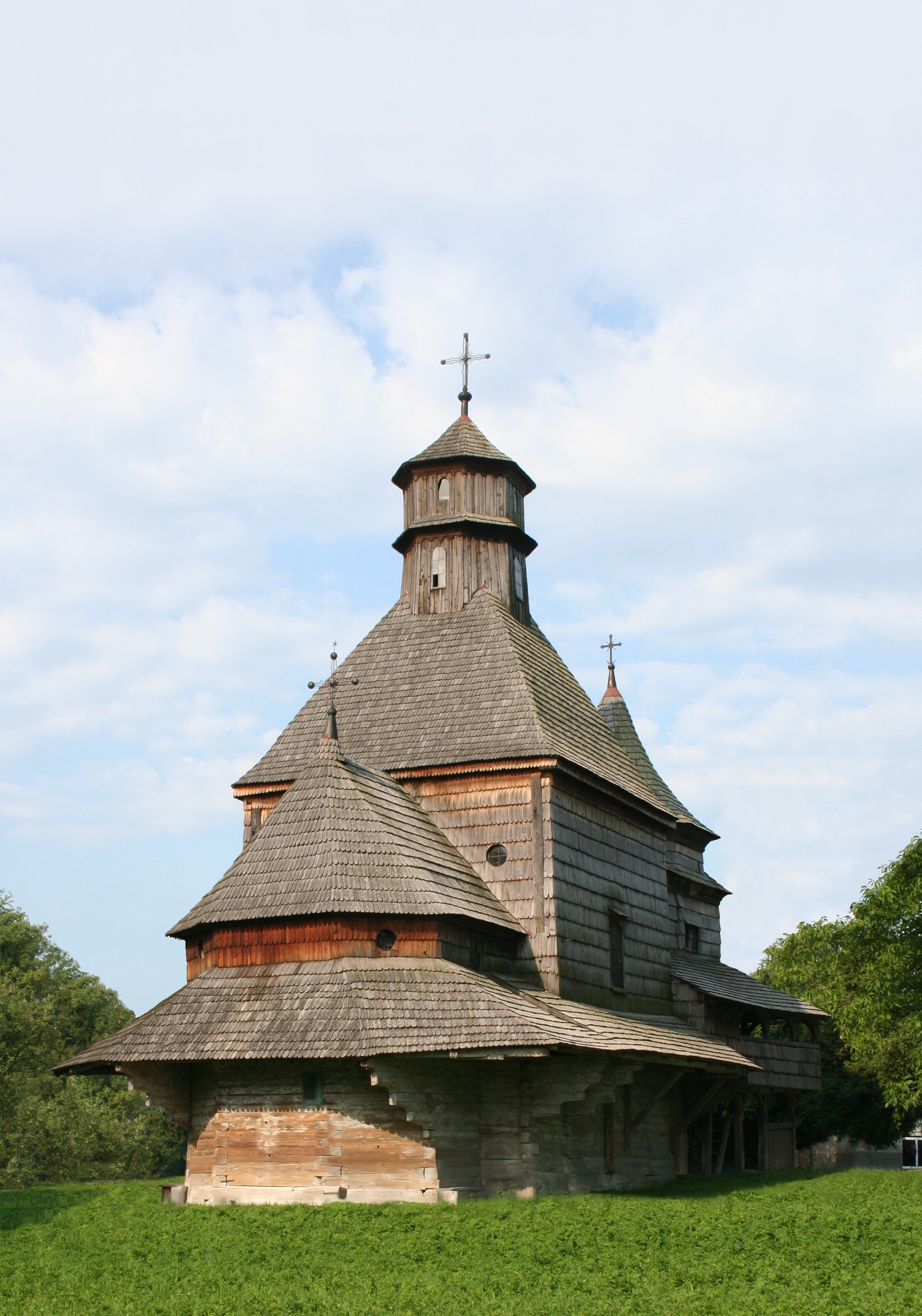
Церква Чесного Хреста, місто Дрогобич
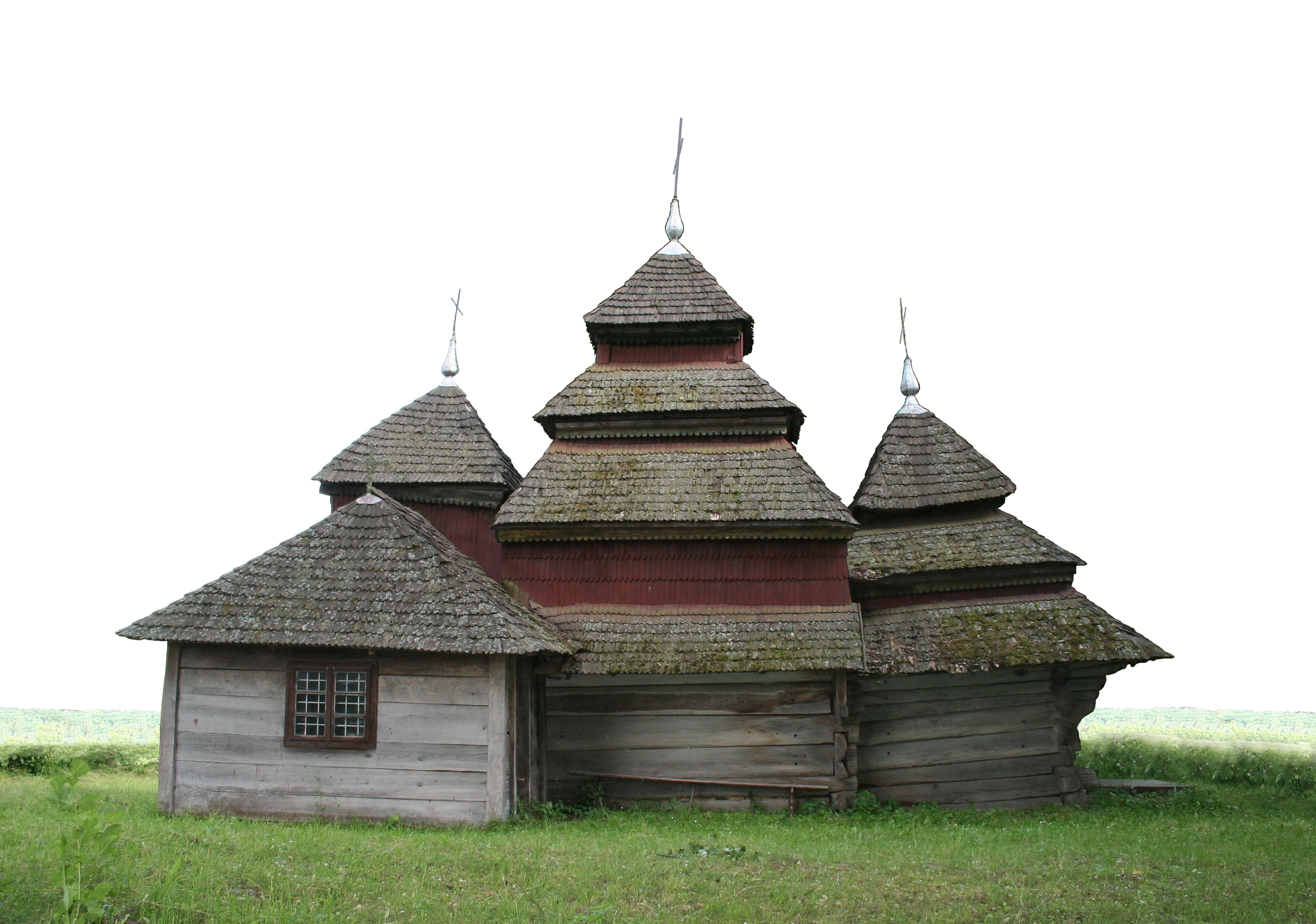
Церква Богоявлення Господнього 1693 року, с. Кугаїв
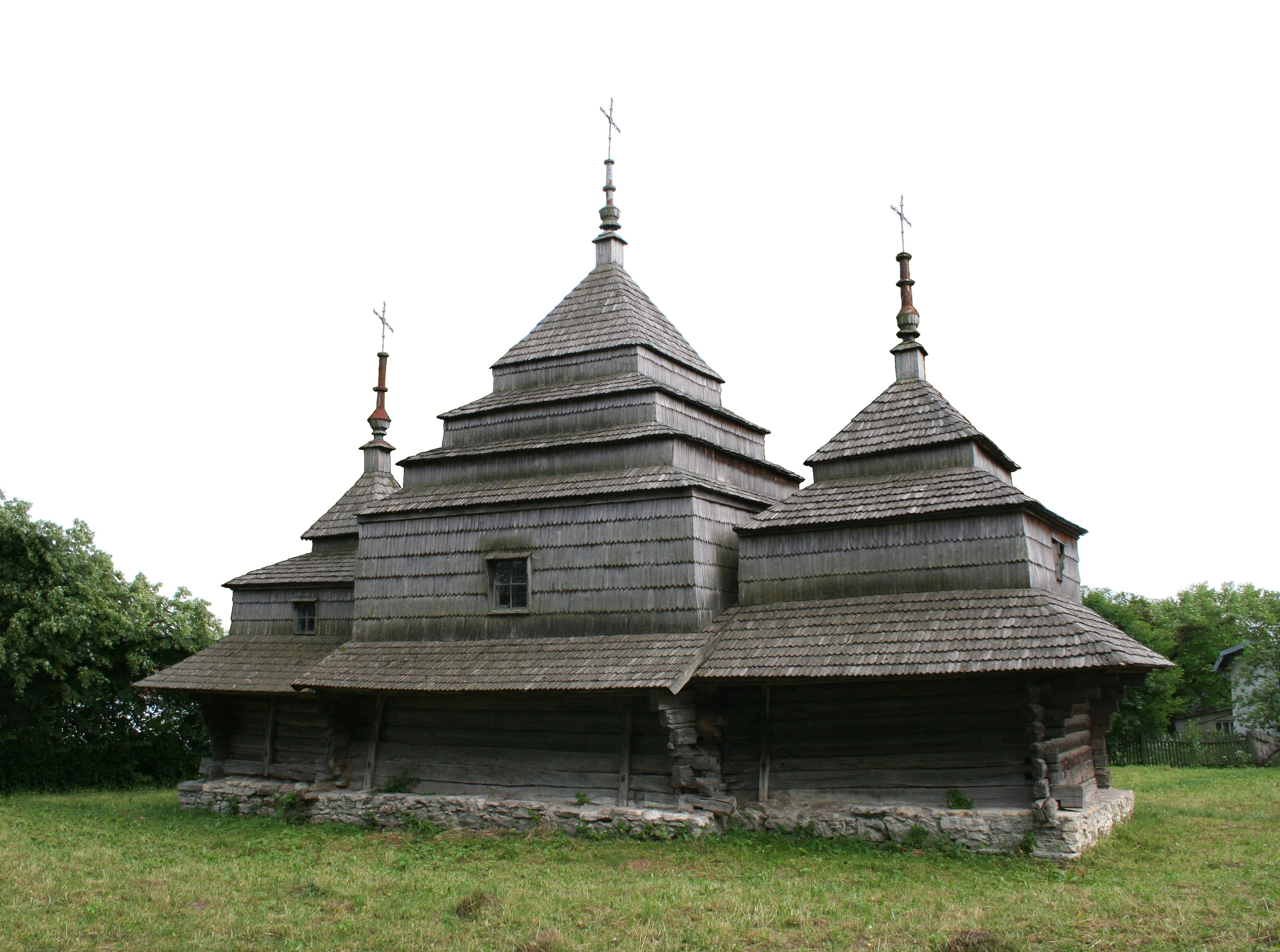
Церква св.Василя XVI ст.,село Черче
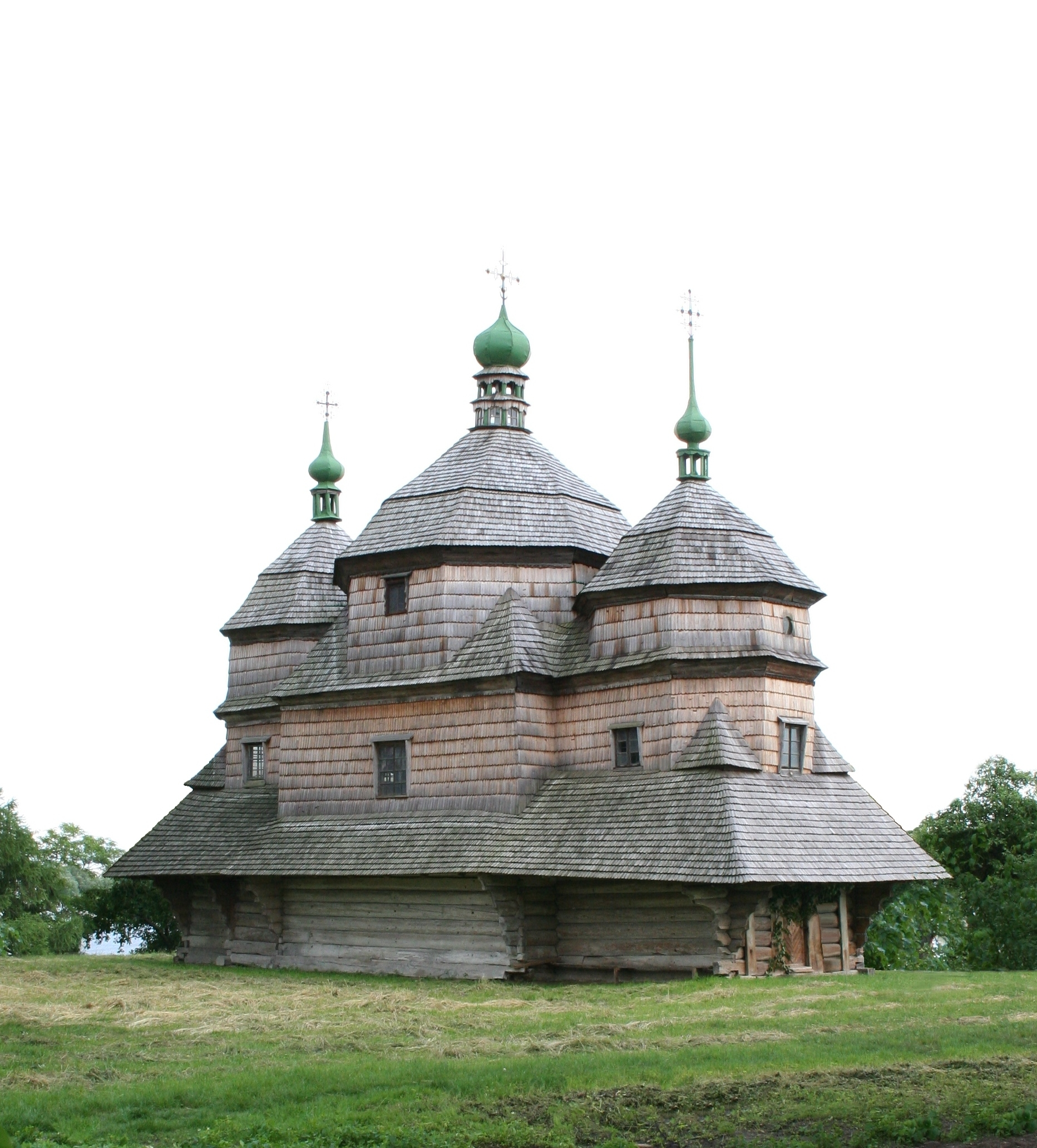
Церква св. арх. Михайла 1754 року, місто Комарно

#### Гуцульщина
Характерні особливості гуцульських церков, крім хрещатого заложення, є такі. Середній квадратни зруб переходить угорі у вісімку, перекриту високим восьмибічним стіжковим перекриттям із невеликим заломом (заокругленням) коло гзимсу. Над чотирма іншими зрубами звичайно буває звичайний хатній дах із фронтончиками, як на гуцульських хатах; на даху часто бувають маківки. Муровані хрещаті церкви відомі на сучасних теренах України у Херсонесі (Таврія) IV—VI ст., але в старокнязівську добу не зустрічаються. Пізніше хрещаті церкви знову з'являються в Україні в XVII ст. (Спас на Берестові в Києві 1638 — 43 рр., (перебудова); церква в Нискиничах на Волині 1653 р.).
Ставили гуцульські церкви (Дім божий) — майстри. Гуцульська церква має в поземному плані рівнобічний хрест. Церква була розміщена завжди вівтарем на схід, а бабинцем на захід. При вході містився бабинець, де стояли жінки, навпроти бабинця був вівтар, бічні крила називалися — притвори. З заходу, перед входом був ганчик. Висота церкви середнього зрубу була рівна довжині всієї церкви. Низ гуцульської церкви складався з брусів, які стояли на кам'яному підмурку. Характерною особливістю гуцульської церкви є скісне «опасання» шириною до 2 м, під яке люди ховалися від дощу або стояли там, коли в самій церкві знаходилося багато людей. Частина церкви над опасанням називалася — верхопасання, цю частину покривали зверху поздовжніми дошками (кожухували), для того, щоб в церкву не проникав холод та для кращого захисту брусів від дощу. Частину церкви над основним зрубом називали осьміркою, зверху над осьміркою розміщувалася — теж восьмикутна баня. Над банею була розміщена на восьми дерев'яних стовпах — ліхтарня, яка закінчувалася маківкою, над маківкою на стовпі був розміщений великий (дерев'яний) хрест. Гуцульські церкви були п'яти — або трьохбанні. До церкви заходили через ґанок, де на стінах вішали капелюхи або шапки та залишали топірці (бартки), табівки. Збоку біля церкви розміщувалася чотирьохкутна дзвіниця, крита як і церква гонтом.
У церквах із вісімкою перехід від квадратової форми зруба до восьмибічної досягається за допомогою клинів-межилучників чи т. зв. пендетивів трикутної форми, — цей спосіб чисто візантійський і в Україні він був відомий із перших часів християнства. Цікаво, що в дерев'яному будівництві інших, навіть слов'янських народів цей спосіб перекриття не зустрічається. Вісімка з клином-межилучником постійно вживається в церквах Гуцульщини.

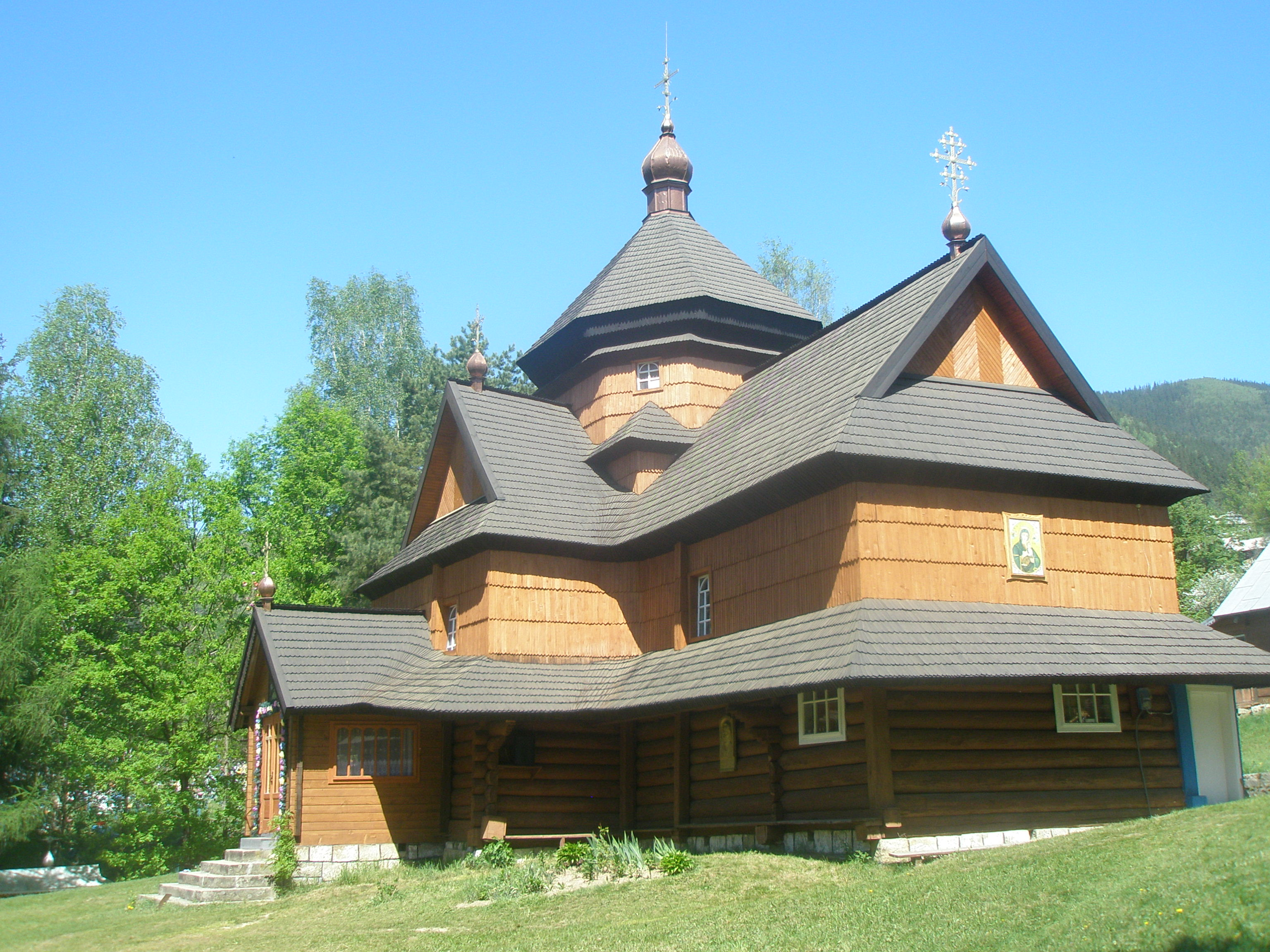
Церква в Криворівні (1719)
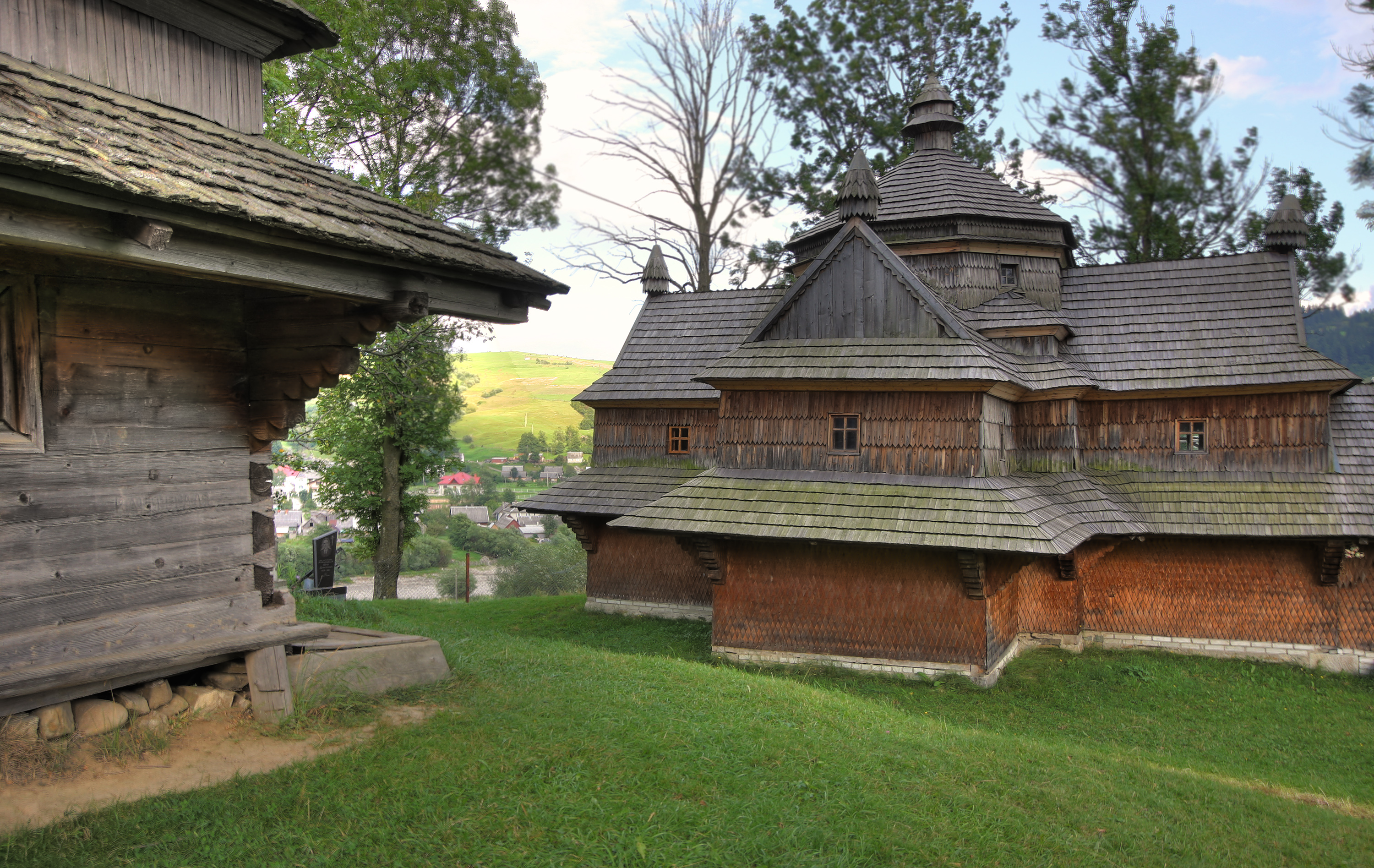
Ясіня. Вознесенська церква.
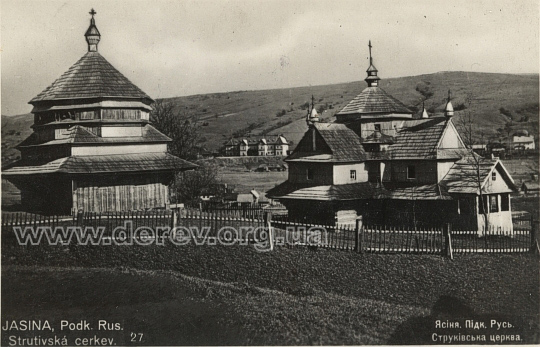
Ясіня
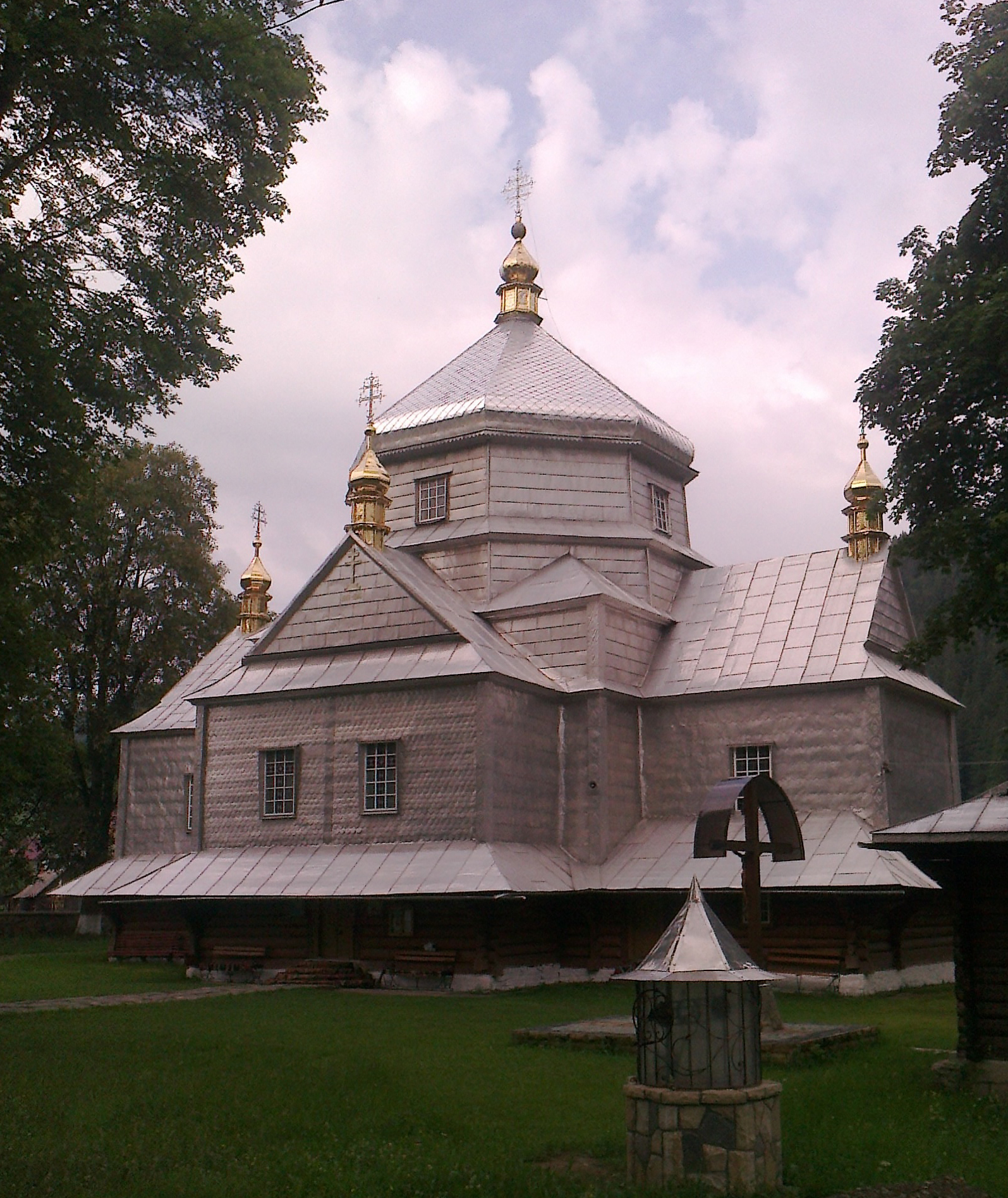
Троїцька церква в Микуличині
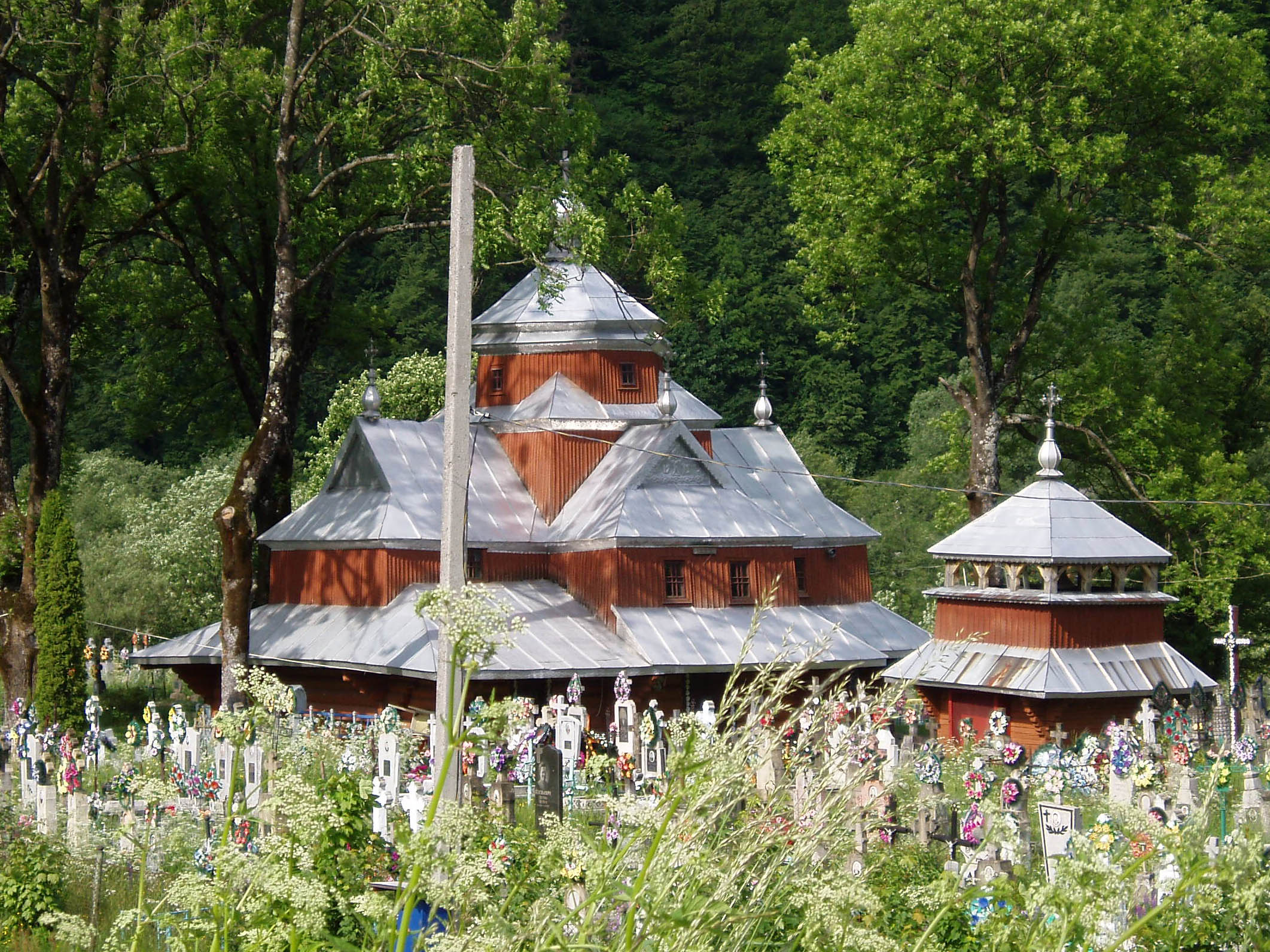
Яремче. Церква св. Іоана Милостивого (1663 р.)
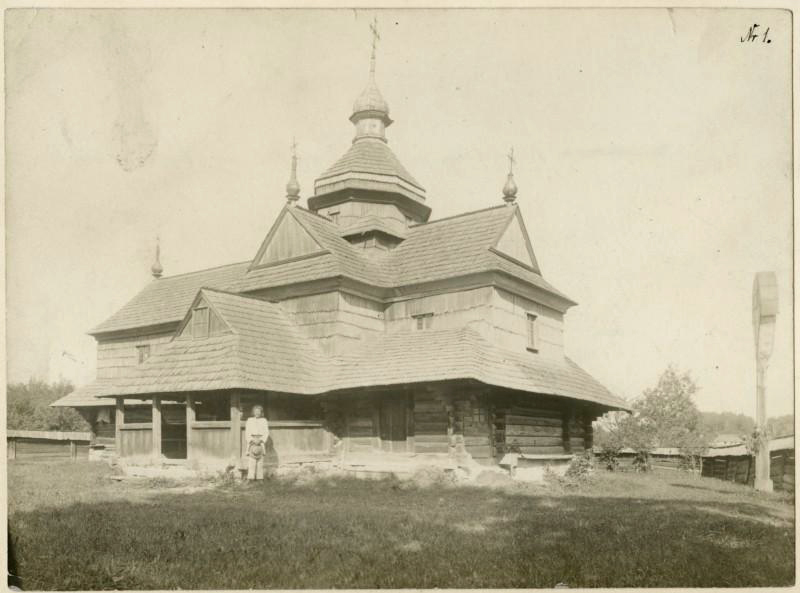
Церква у селі Черганівка, Косівського району, Івано-Франківської області.
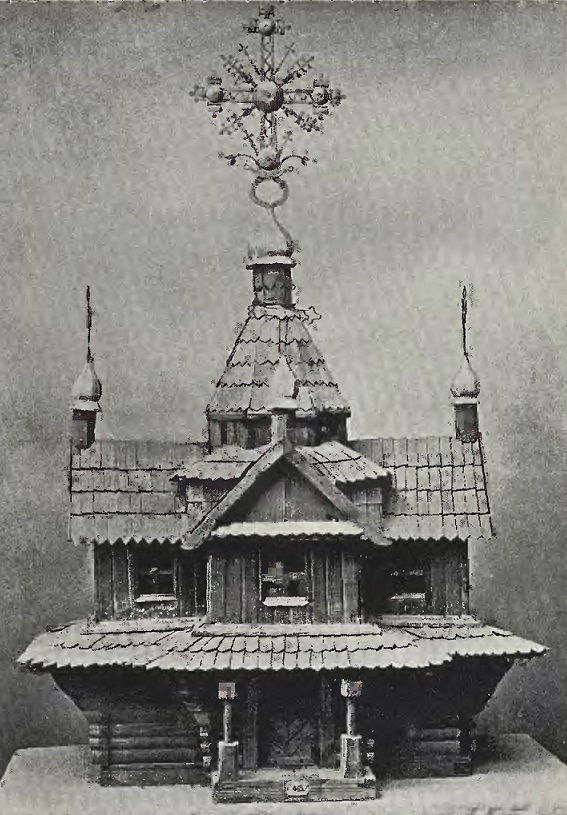
Модель гуцульської церкви
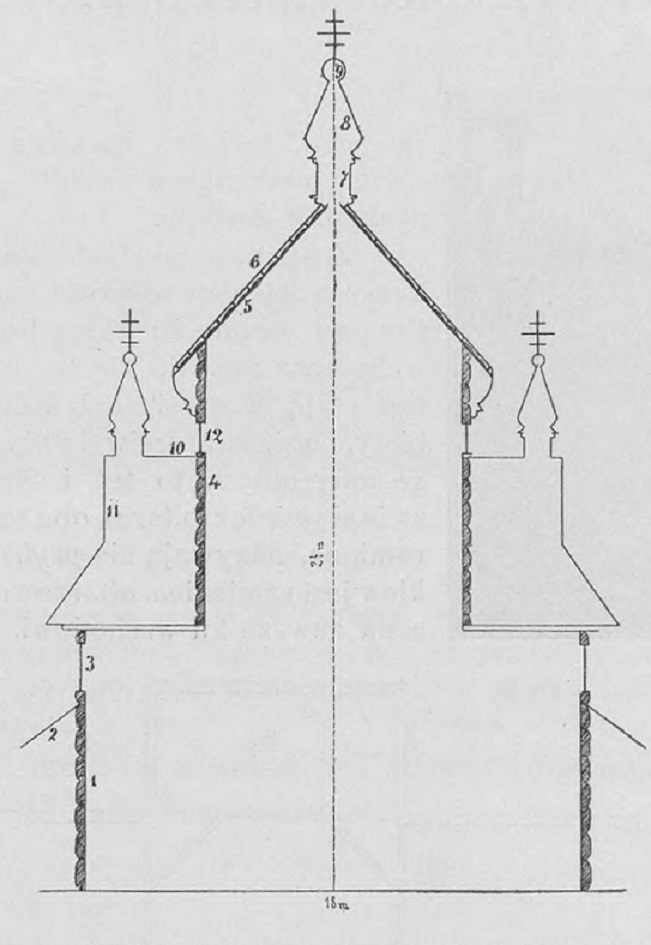
Розріз гуцульської церкви
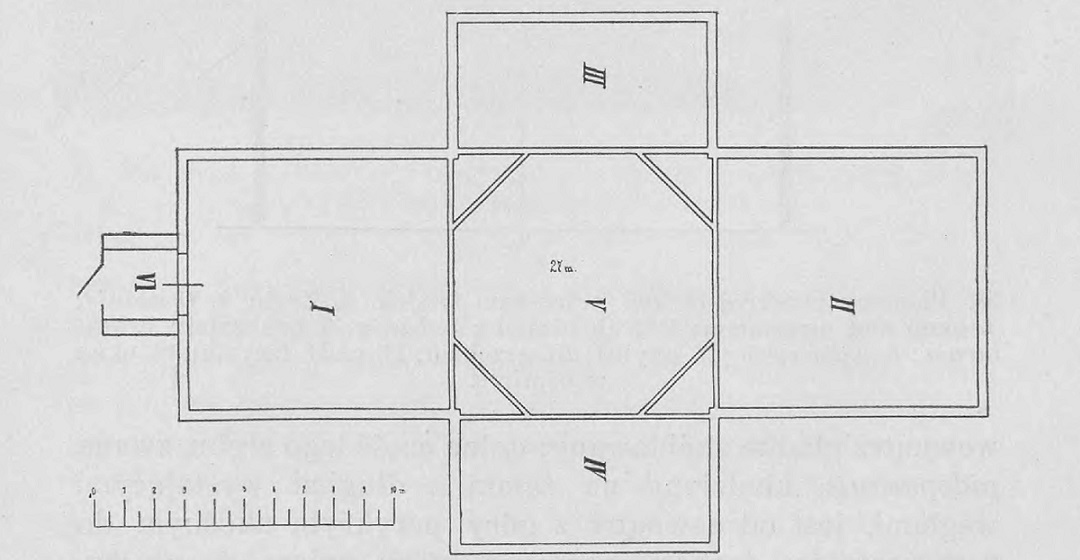
План гуцульської церкви
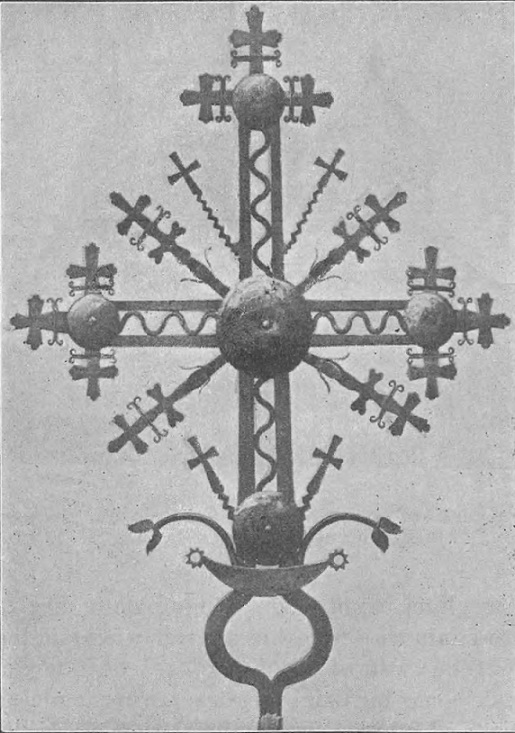
Хрест на гуцульській церкві

#### Бойківська церква
Бойківська дерев'яна церква складається з трьох частин: вівтаря, нави і бабинця. Кожна частина прикрита окремим дахом високої конструкції з багатьма заломами. В типовій бойківській церкві дах головної, тобто центральної нави, здіймається найвище, а інші, що прикривають вівтар і бабинець, будуються дещо нижче і на одному рівні. Як в гуцульських, так і в бойківських церквах дзвіниці стоять окремо, на певній віддалі від самої церкви.
У бойківському типі, церкова складається з трьох прямокутників наближених до квадрату, зложених ширшими боками з заходу на схід (Топільниця, c. Кострина, c. Вишка, c. Суха). Цей тип церкви розвивався пізніше збільшенням кількості ярусів пірамідального накриття (церкви в c. Бутля, c. Кривків, c. Матків). Далі пірамідальне накриття замінювалося осьмибічним, яке насаджували спочатку тільки на центральну частину (с. Верхнє Гусне), а пізніше на всі три частини. Хоча бойківський тип церков був цілком усталений і конструктивно цілісний, але народна творчість все ж таки знайшла вихід для свого безупинного поступового розвитку. А саме: зміна архітектурних форм йшла в напрямку помножування ступінчастого перекриття від двоповерхового (Топільниця, Лениця, Збої) до триповерхового (Бориня, Якимчиці, Ужок, Кострики, Сухе та ін.), чотириповерхового (Перехресне, Таламат) і п'ятиповерхового (Середня Турка, Верхній Студений). Далі на пірамідальному накритті з'явилися вісімки, які у свою чергу помножувалися, так що постав складний тип бойківських будов — від п'ятиповерхових (Бутля) до шестиповерхових (Вижне Висоцько, Кривка), семиповерхових (Вижня Бутелка, Вижне Висоцько, Комарники) й нарешті восьмиповерхова — в Ясеніві. Своє завершення цей тип будов знайшов у сферичних банях, які насаджувалися на всіх трьох вежах (Кривка, Бутелка, Вижня). Одначе вісімка й баня є вже наслідком загального розвитку перекриття дерев'яної церкви.
Опасання у бойківських церквах могло бути на сохах або без них. Опасання без сохів називалося на підгір'ю — підсубідкою, а простір між банями називався — кошем.
В бойківських церквах східний і західний верхи, хоча не зовсім однакові, але зрівноважені й симетрично оточують центральну баню, як це характерно для всіх триверхих українських церков, починаючи з XVI ст. Тим часом лемківські церкви цієї зрівноваженості не мають, а як у готичні часи, західний верх, що служить дзвіницею, є найвищим, центральна частина — нижча, а східна (вівтар) зовсім низька й мала.
Переважна більшість бойківських церков побудована у XVIII ст. — лише одна, можливо в 1641 р. (Перехресне на Закарпатті) — але в найстарших церквах сусідніх із Бойківщиною місцевостей, навіть на Галицькій рівнині й Волині, зустрічаються риси «бойківського», тобто первісного типу церков із пірамідально-ступінчастим перекриттям (Церква Святого Духа (Потелич) XVI ст., Підвисоке 1604 р., Знесіння коло Львова 1605 р., Крехів коло XVI ст., Терки 1661 р., Воля Висоцька кін. XVII ст., Водники 1729 р.

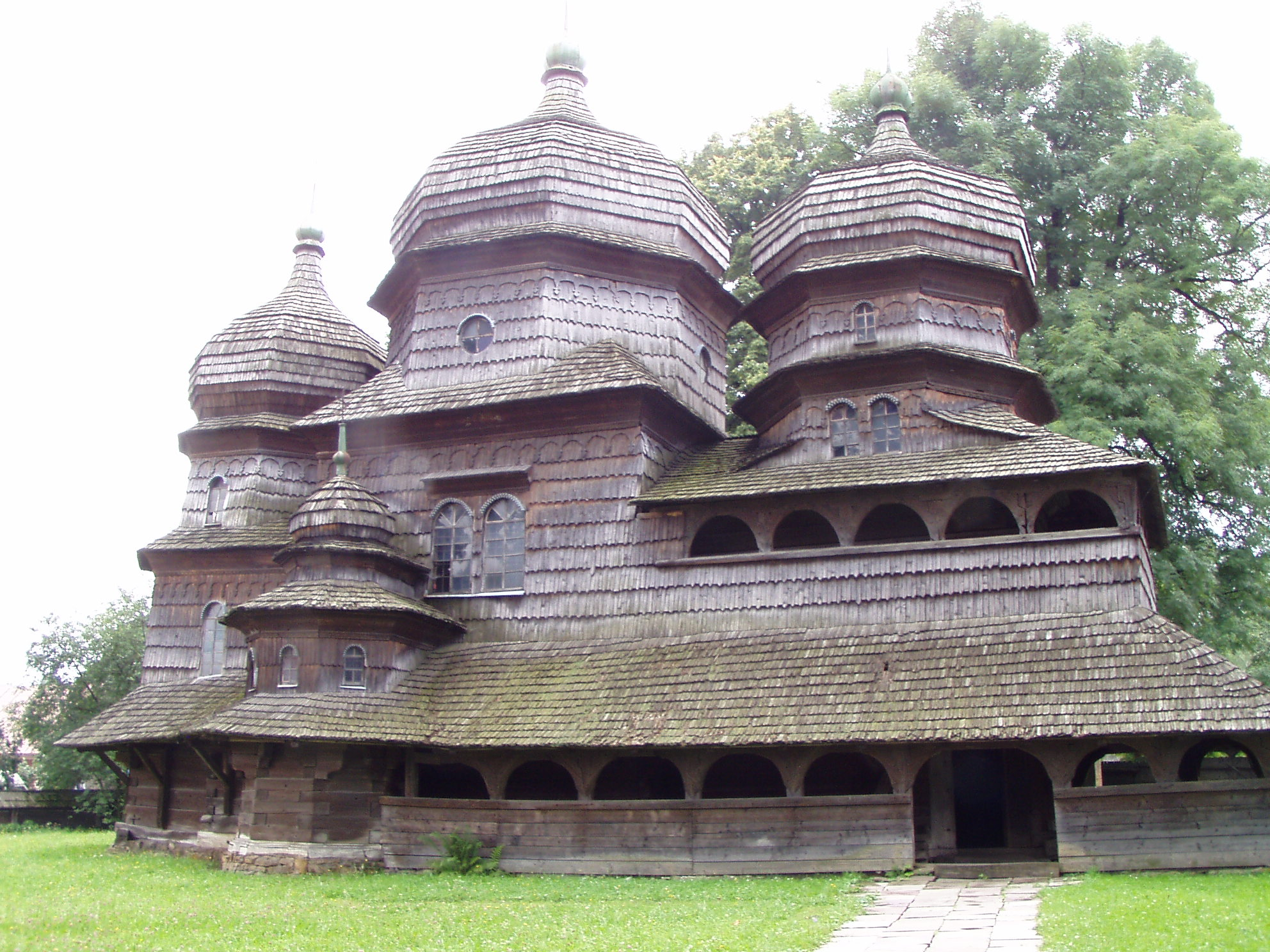
Церква святого Юра (Дрогобич)
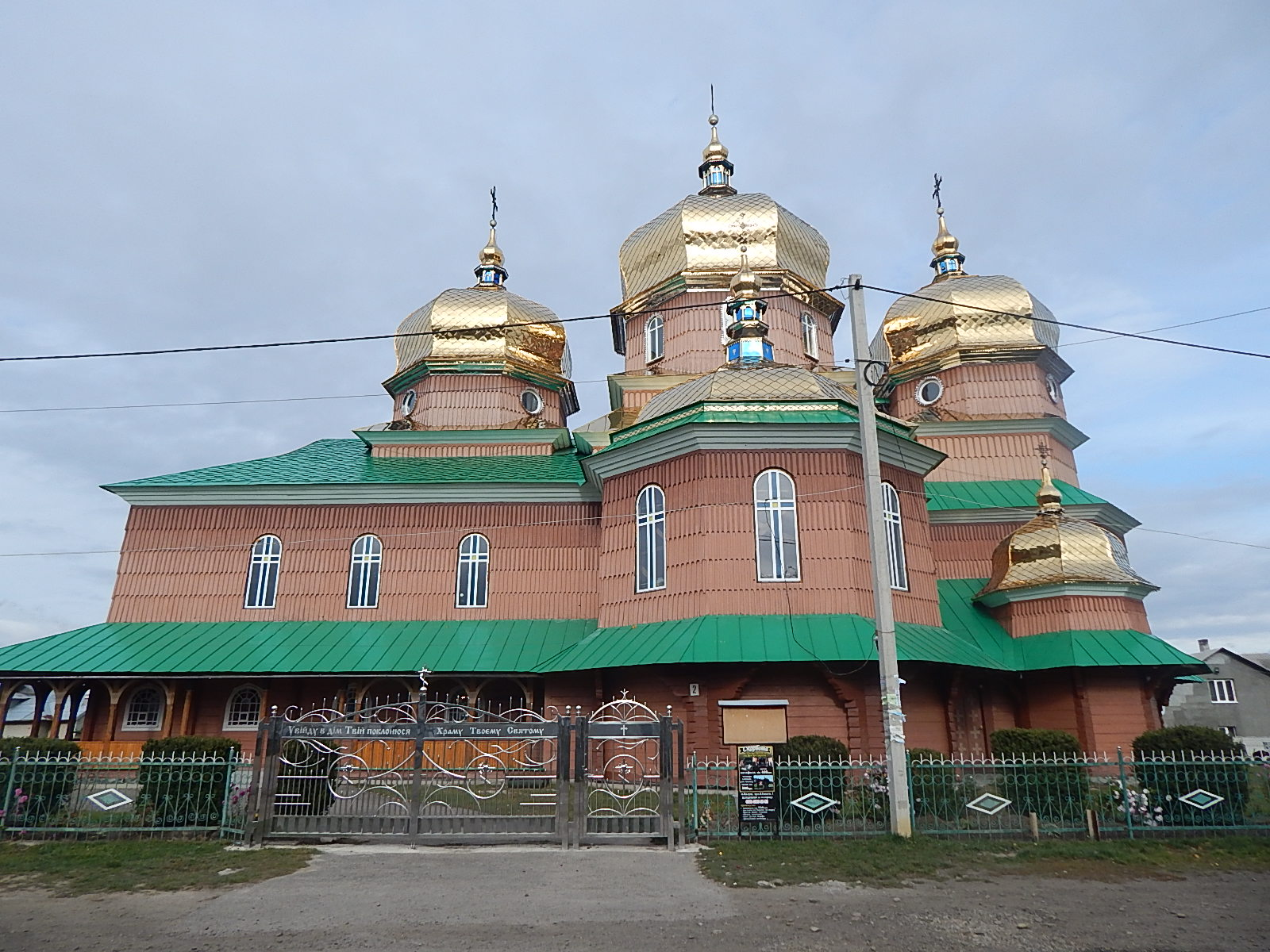
Спасо-Преображенський храм с. Новиця - найбільший дерев`яний храм західної України
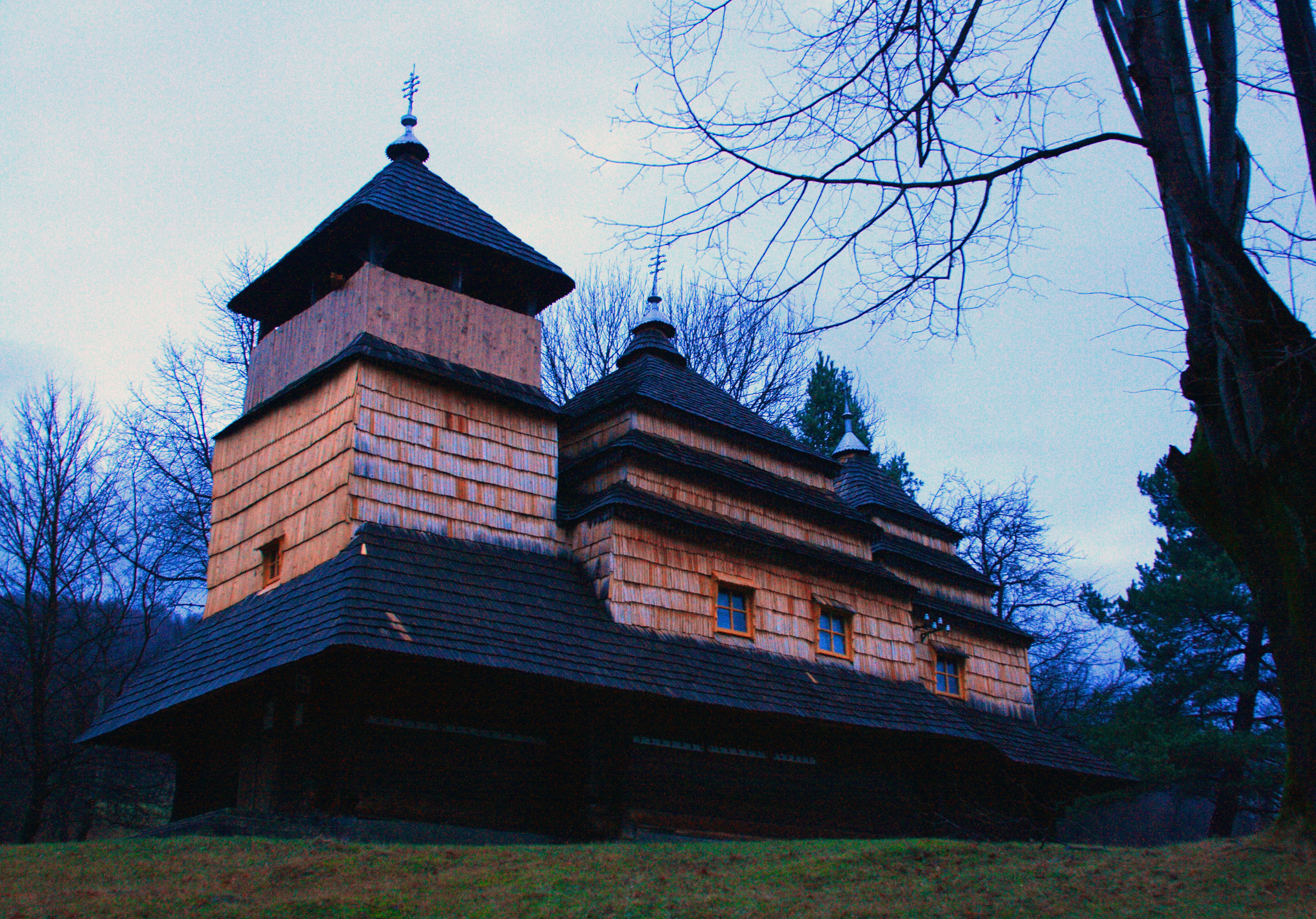
Церква Покрови Пресвятої Богородиці (Кострина) Закарпаття
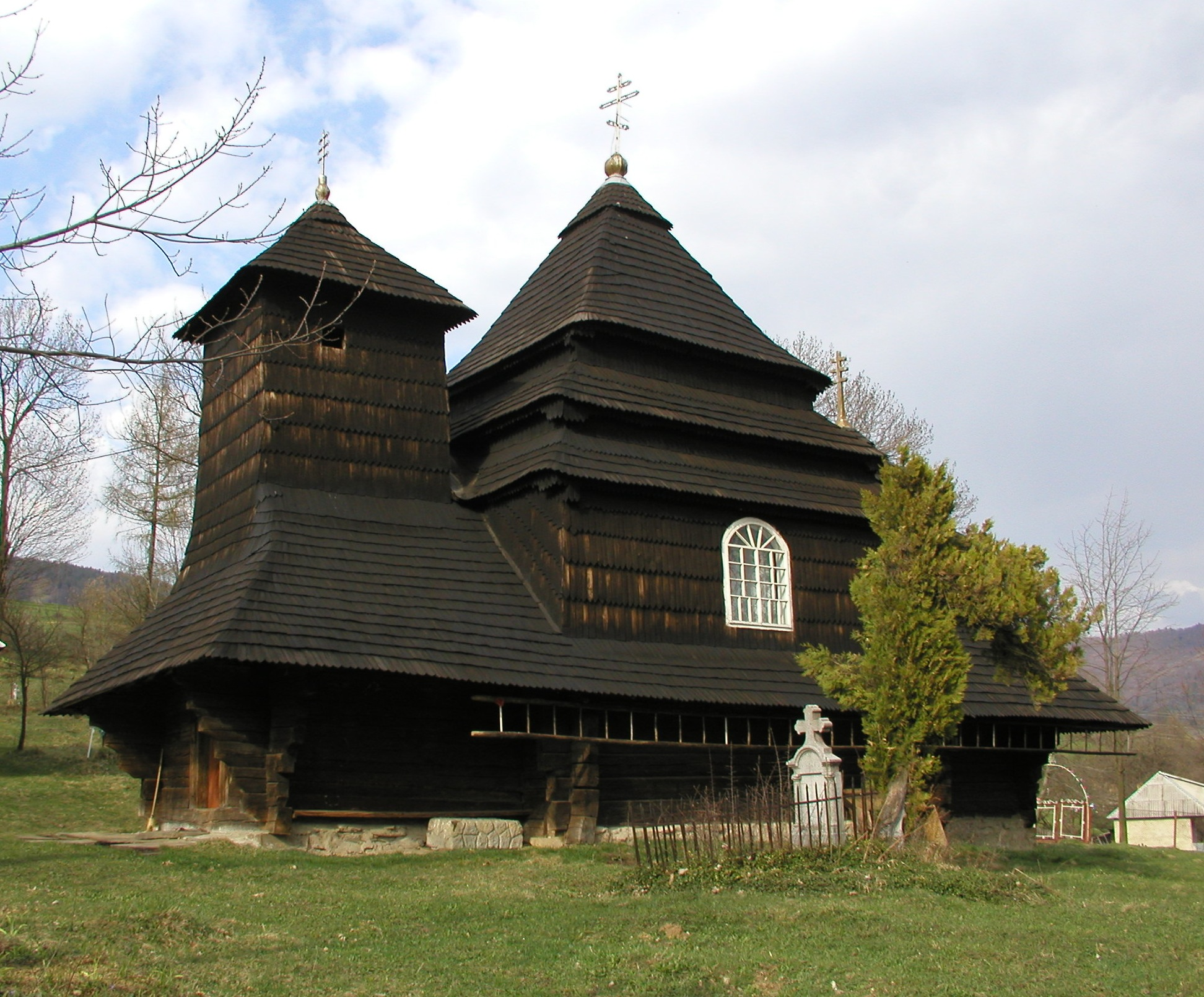
Церква святого Михайла (Ужок) Закарпаття
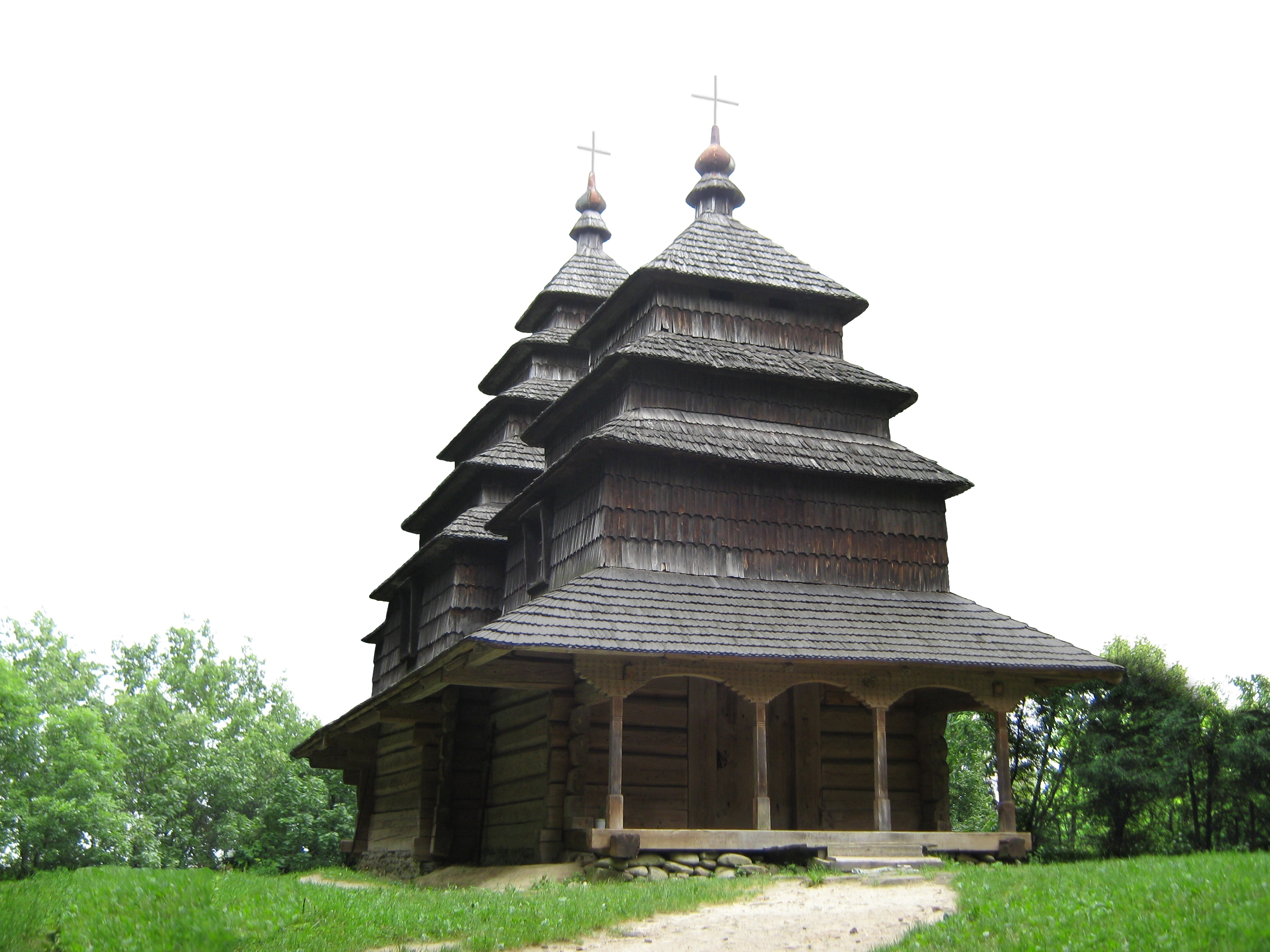
Бойківська церква 1863 року, з села Тисовець, Сколівського району, Львівської області.
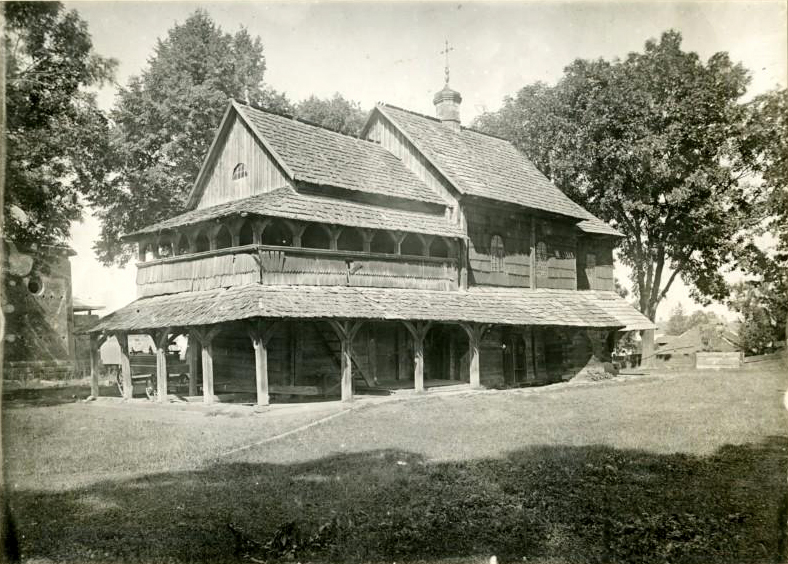
Церква (1648) (Долина).
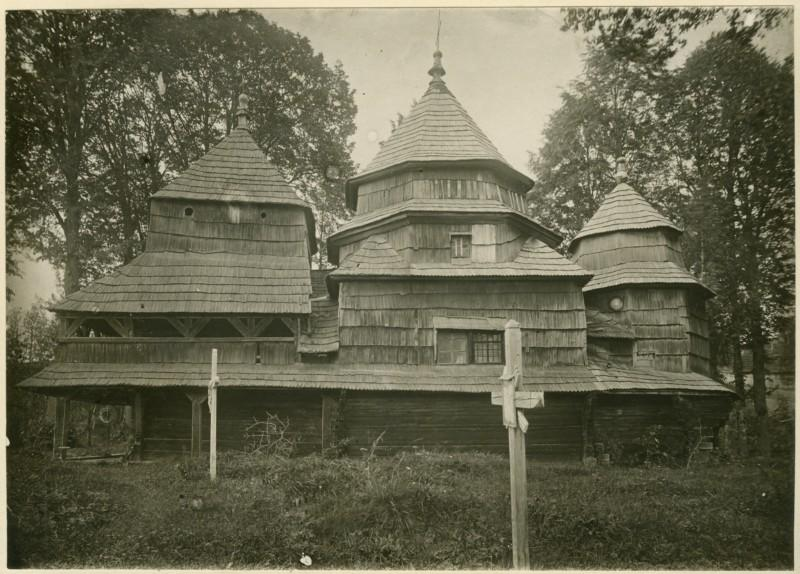
Церква святого Миколая (Турка), Львівська область
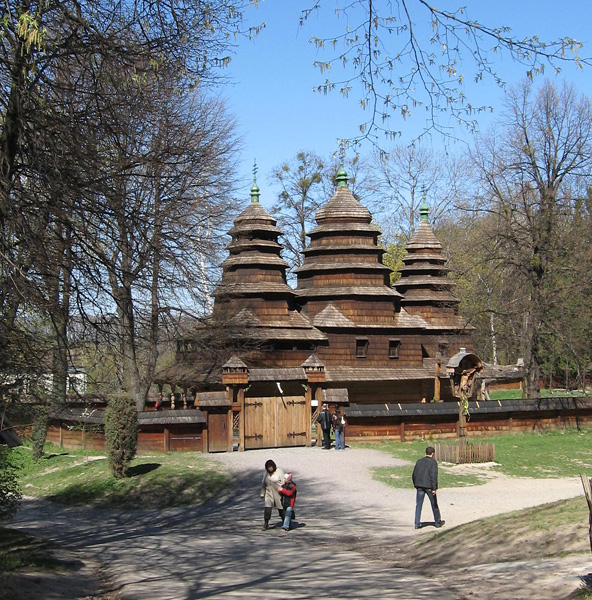
Церква святого Миколая з c. Кривків, Шевченківський гай Львів.
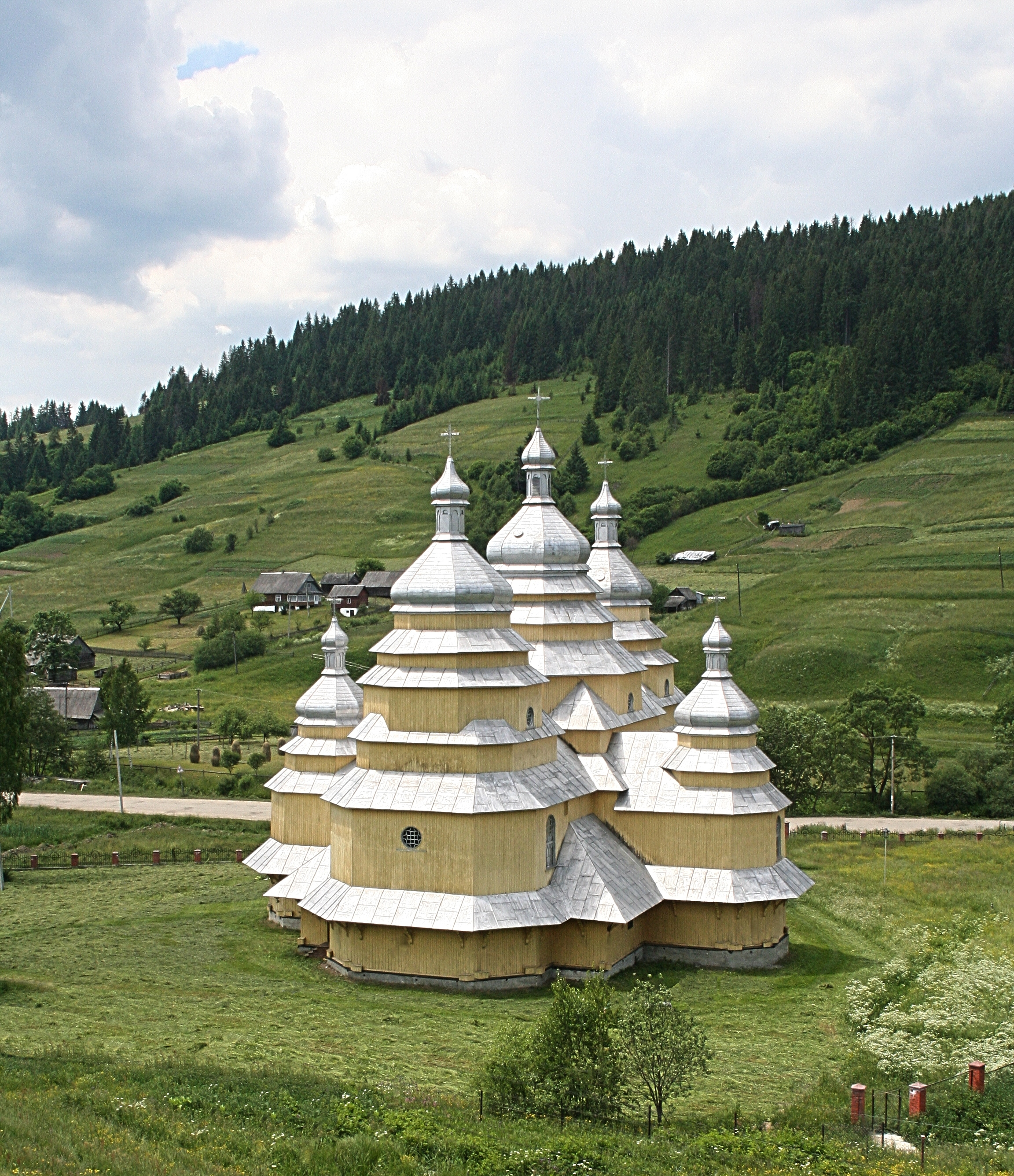
Бойківська церква, з села Волосянка, Сколівський район, Львівщина
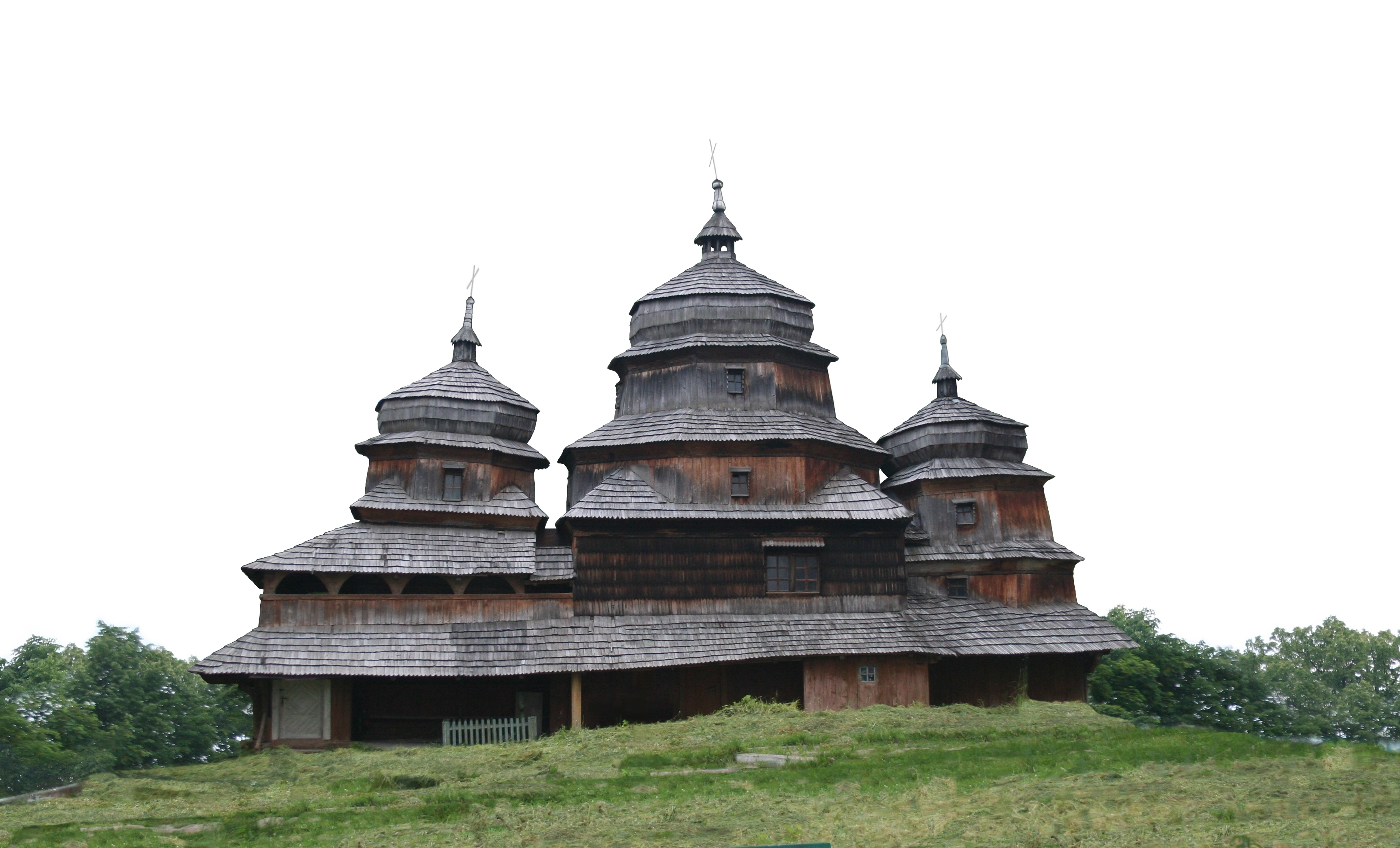
Михайлівська церква 1663 року, з села Ісаїв, Турківського району, Львівщина
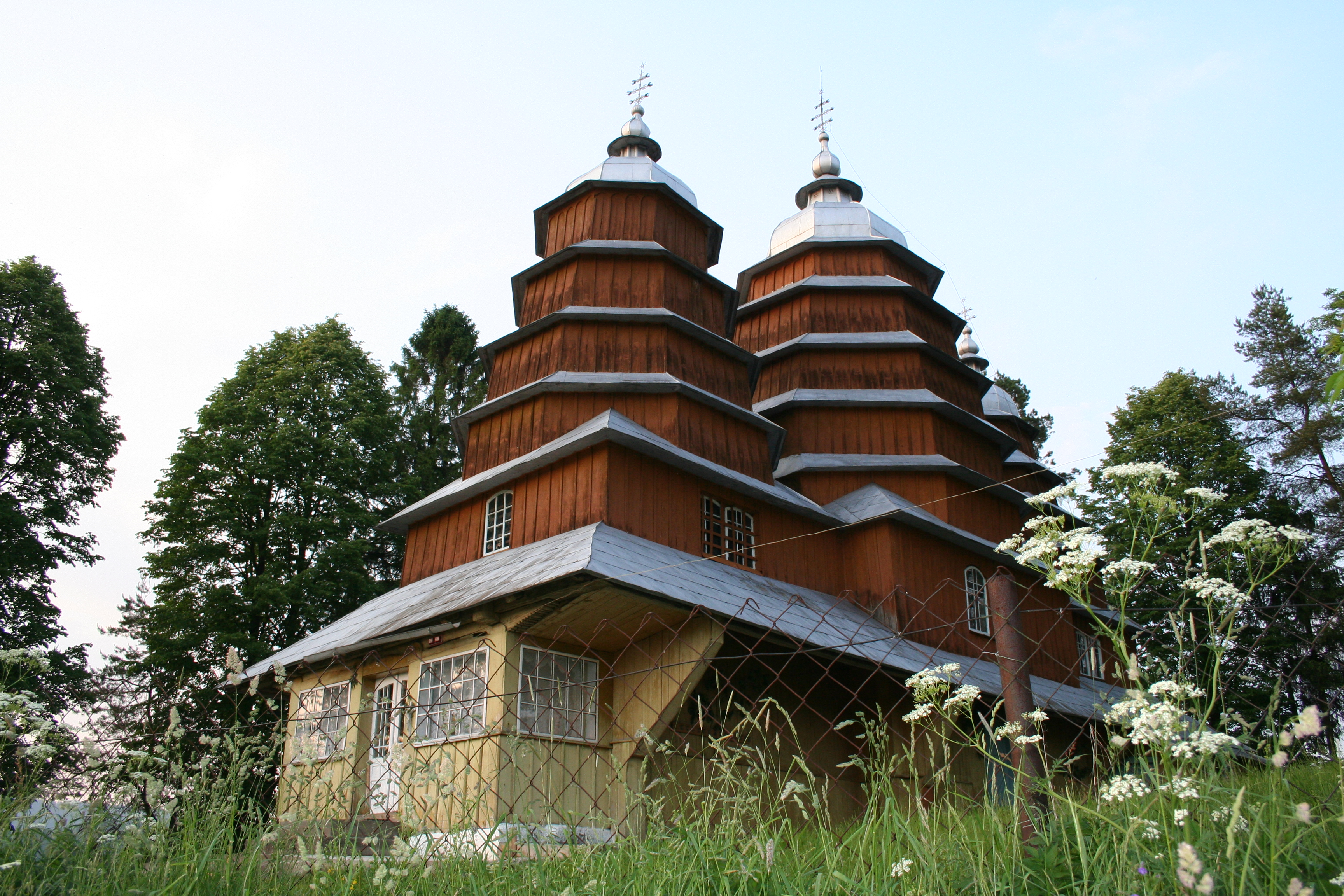
Церква Собору Пресвятої Богородиці села Матків.
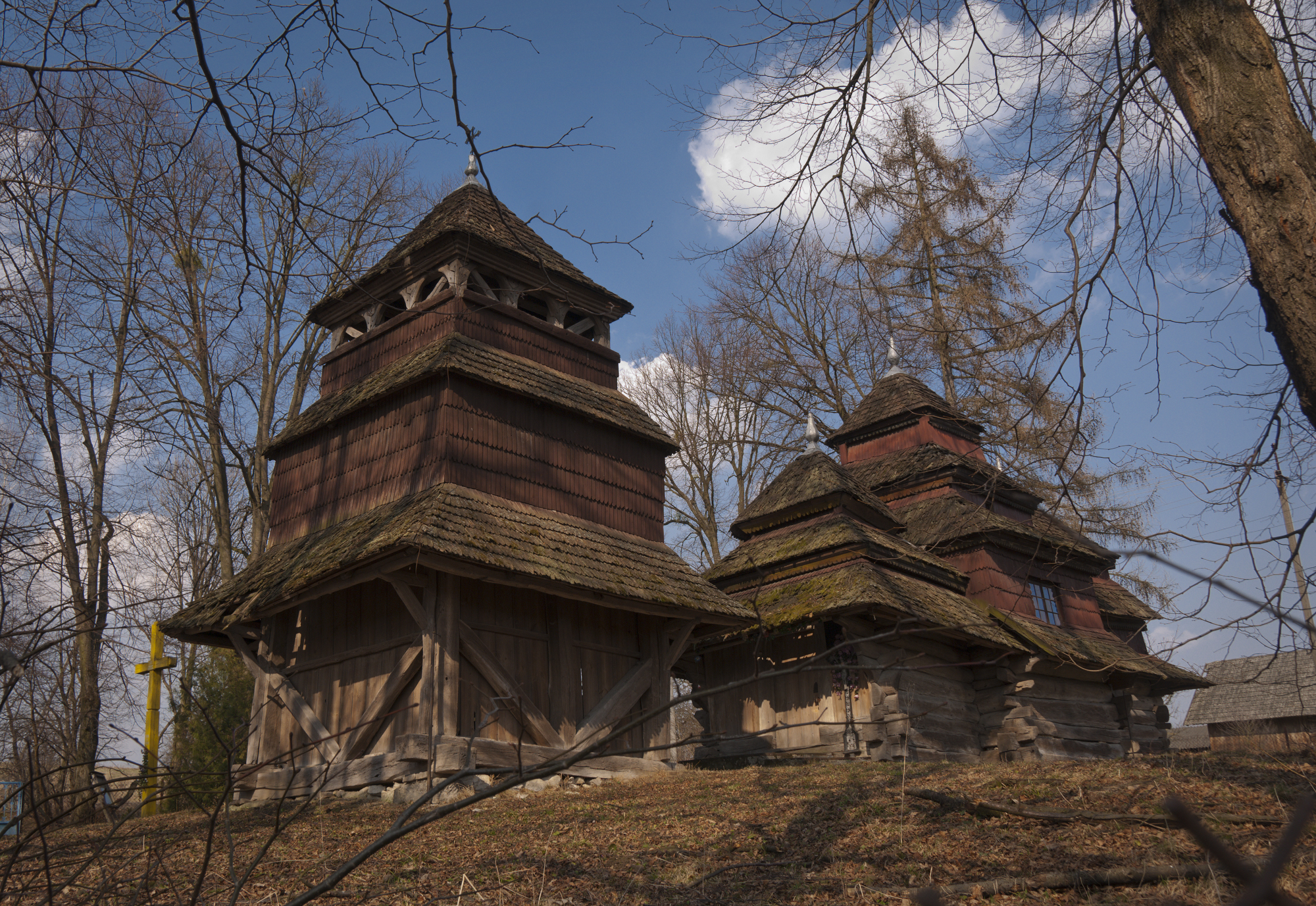
Церква Богоявлення Господнього села Кугаїв.
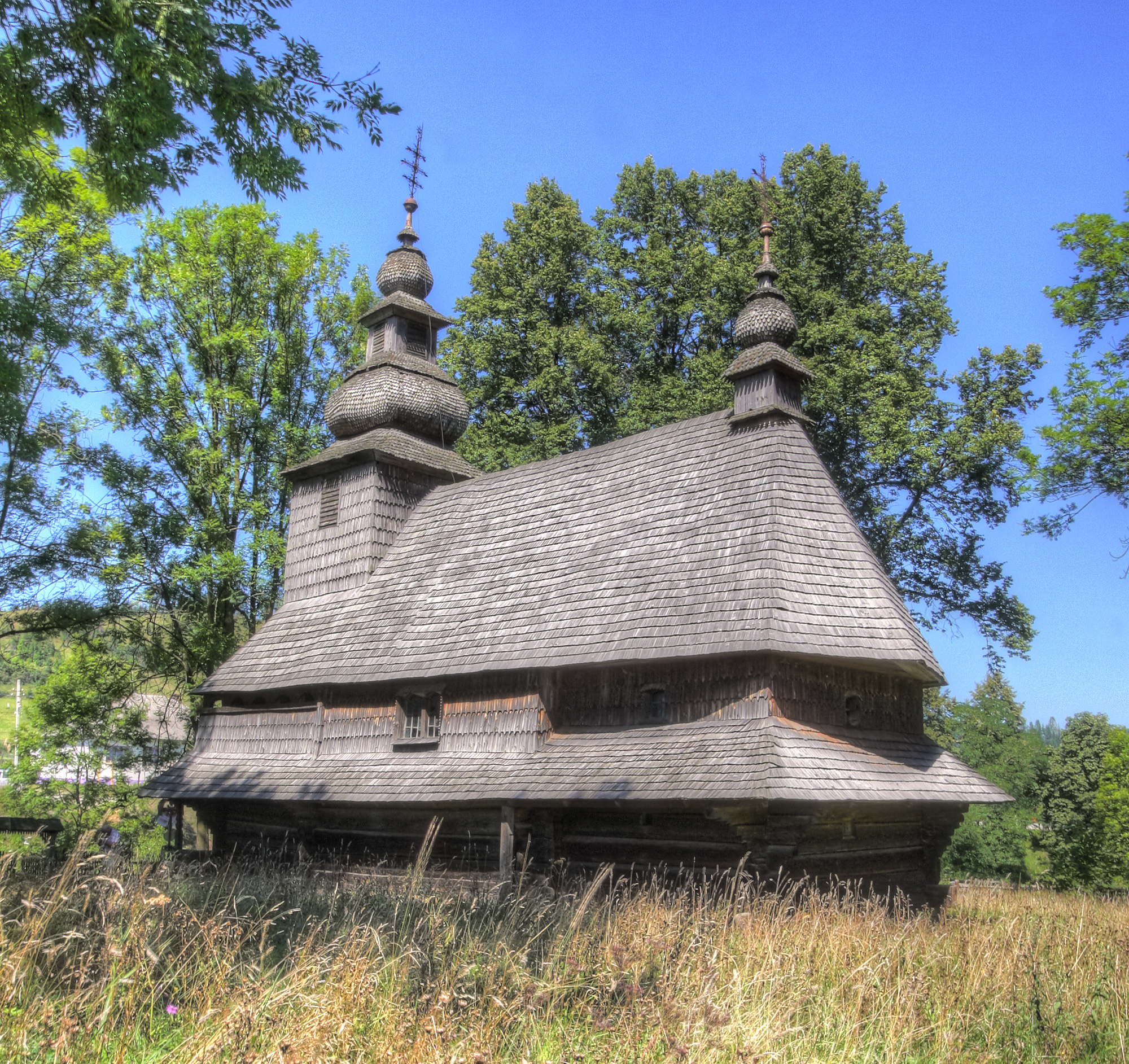
Церква Святого Духа Гукливий.

#### Лемківщина
Основою лемківської церкви є три прямокутні зруби, тобто святилище, нава та бабинець. Нава завжди була найбільшою. Під впливом стилю бароко, нава набула форми восьмикутника. Святилище та нава перекривали балками та зверху покривали — ломаним дахом-наметом. Найхарактернішою рисою лемківської церкви є вежа замість бабинця. Вона стовпової конструкції, з нависною кімнатою над входом та перекрита окремою куполою. Вся церква оббита дошками та покрита гонтом. Інколи на лемківсько-бойківському кордоні були однонавні невеликі церкви, на даху яких знаходилися невеликі вежички або маківки, які символізували тридільність української церкви. Тридільні, на три зруби церкви під одним дахом та з трьома маківками — типова риса бойківської архітектури. Матеріалом для побудови лемківської церкви була ялиця та сосна, рідше бук або модрина і ще рідше дуб або осика. Лемківські церкви з вищими вежами характерні тільки для західної та середньої Лемківщини, а для долини Ослави (Команча та ін. села) характерні церкви без вежі та з низькими чоритиспадовими дахами і з трьома копулями та ліхтарнями на них.
У закарпатських та лемківських церквах зустрічається піддашшя підперте по краях колонами та кронштейнами, що в деяких церквах утворювали навіть так звані «суботки», де люди часто стоять під час літургії.
Лемківські церкви були обшальовані, а найстаріші з них оббиті дошками.

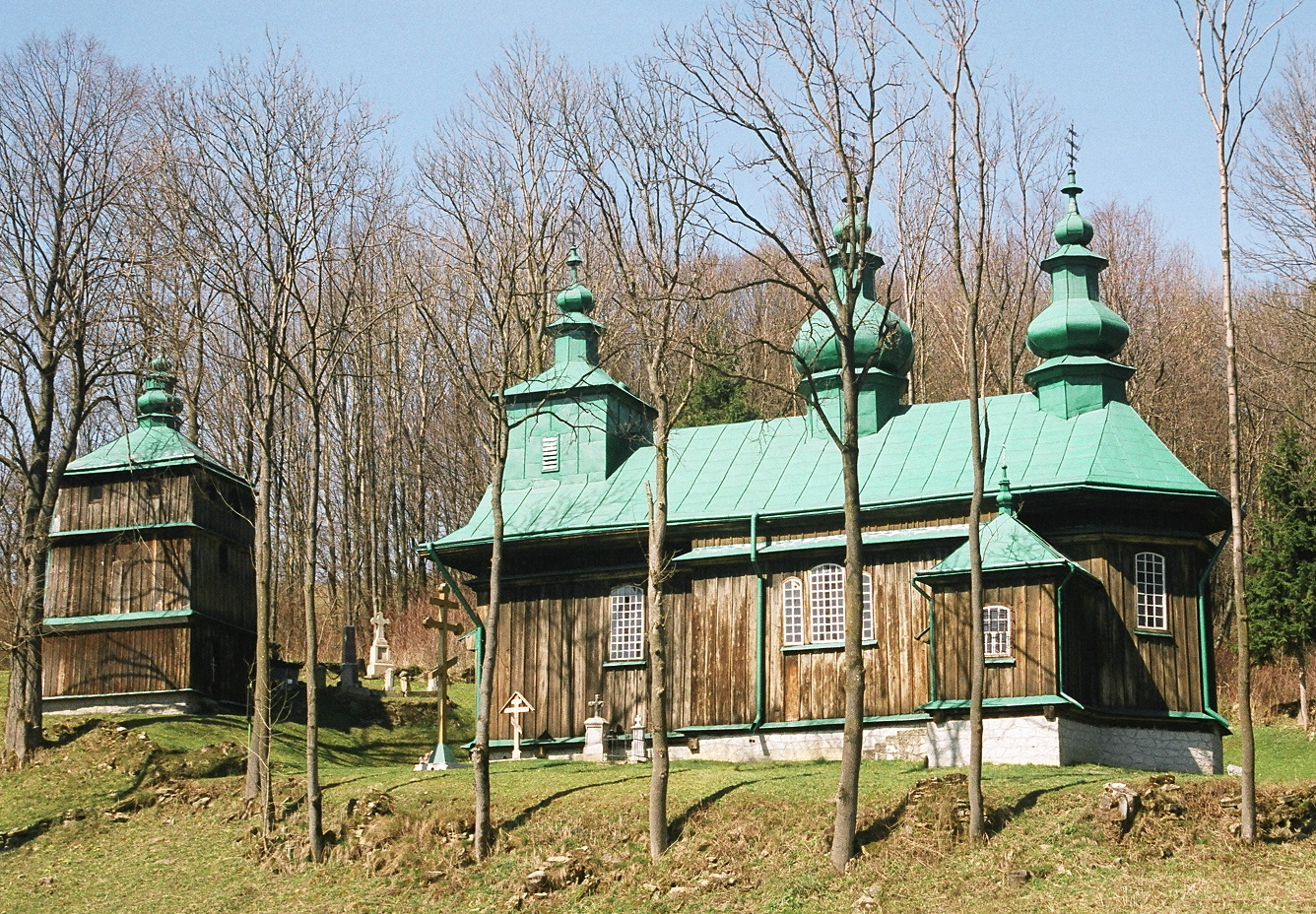
Церква в Щавні
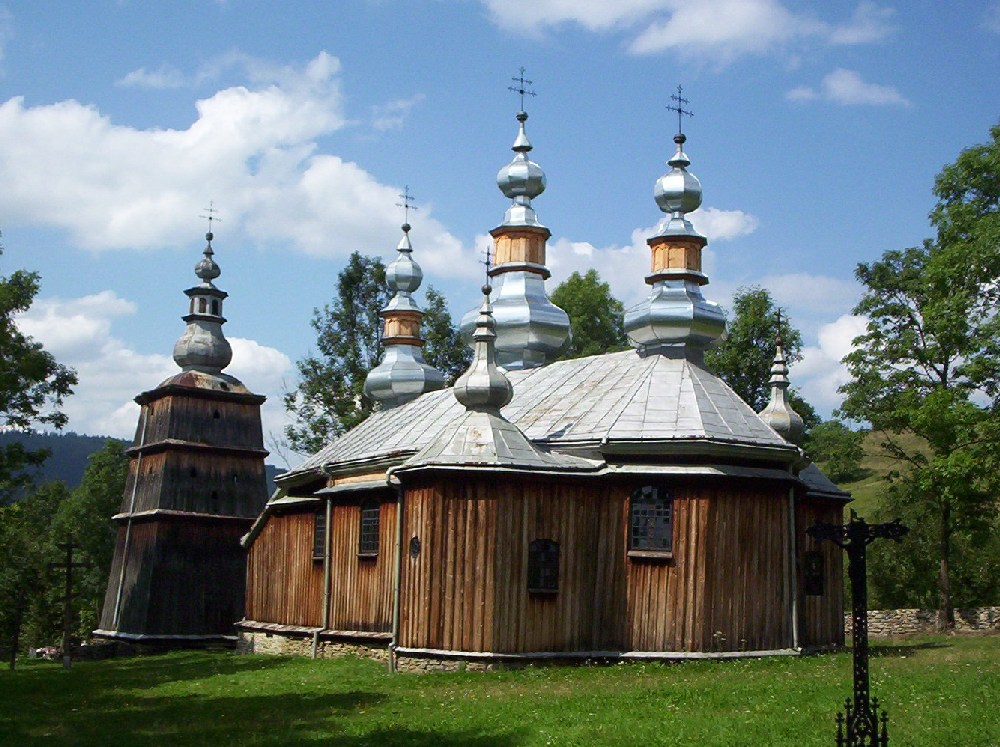
Церква в Туранську
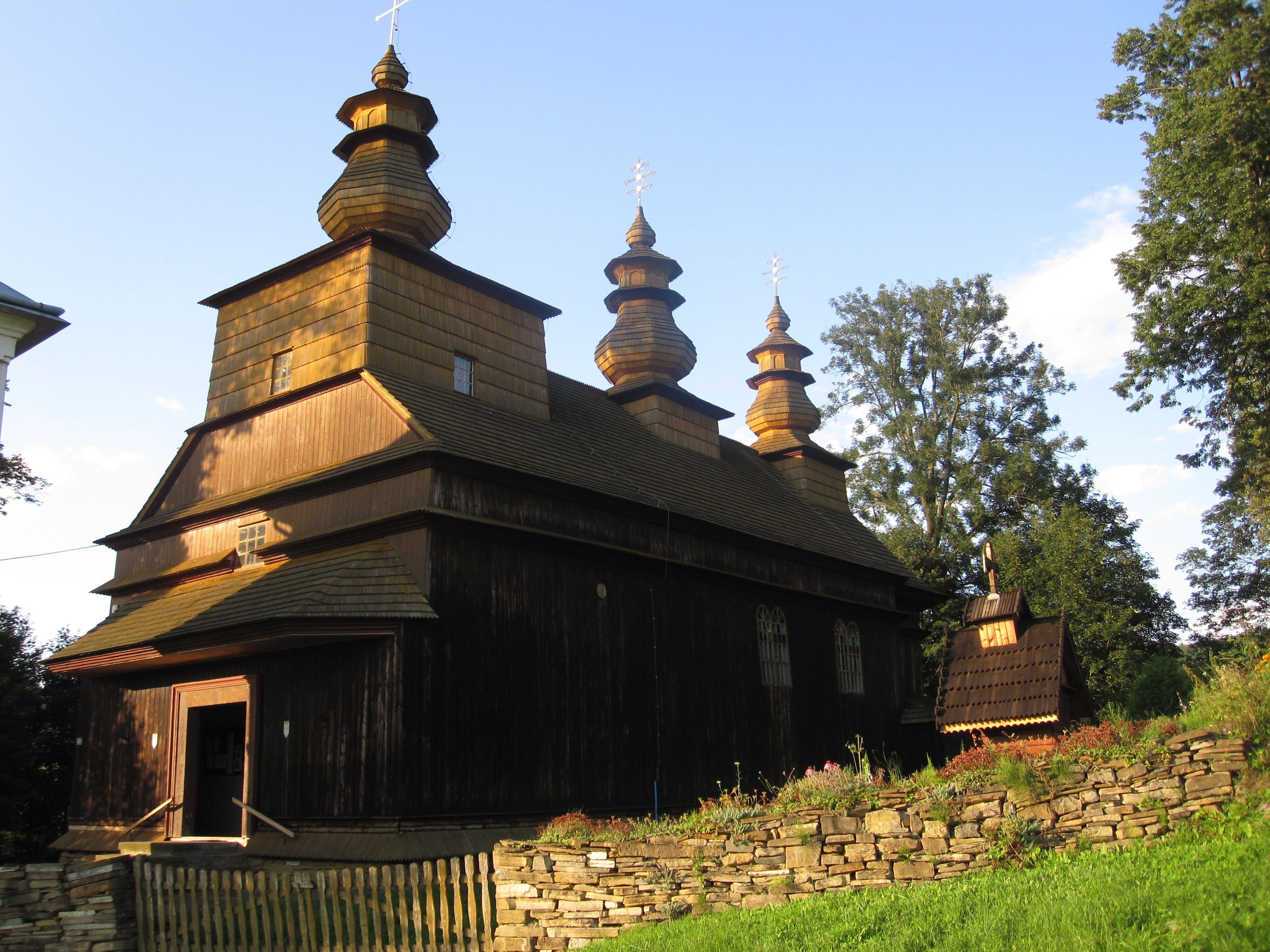
Церква в Віслоку Великому
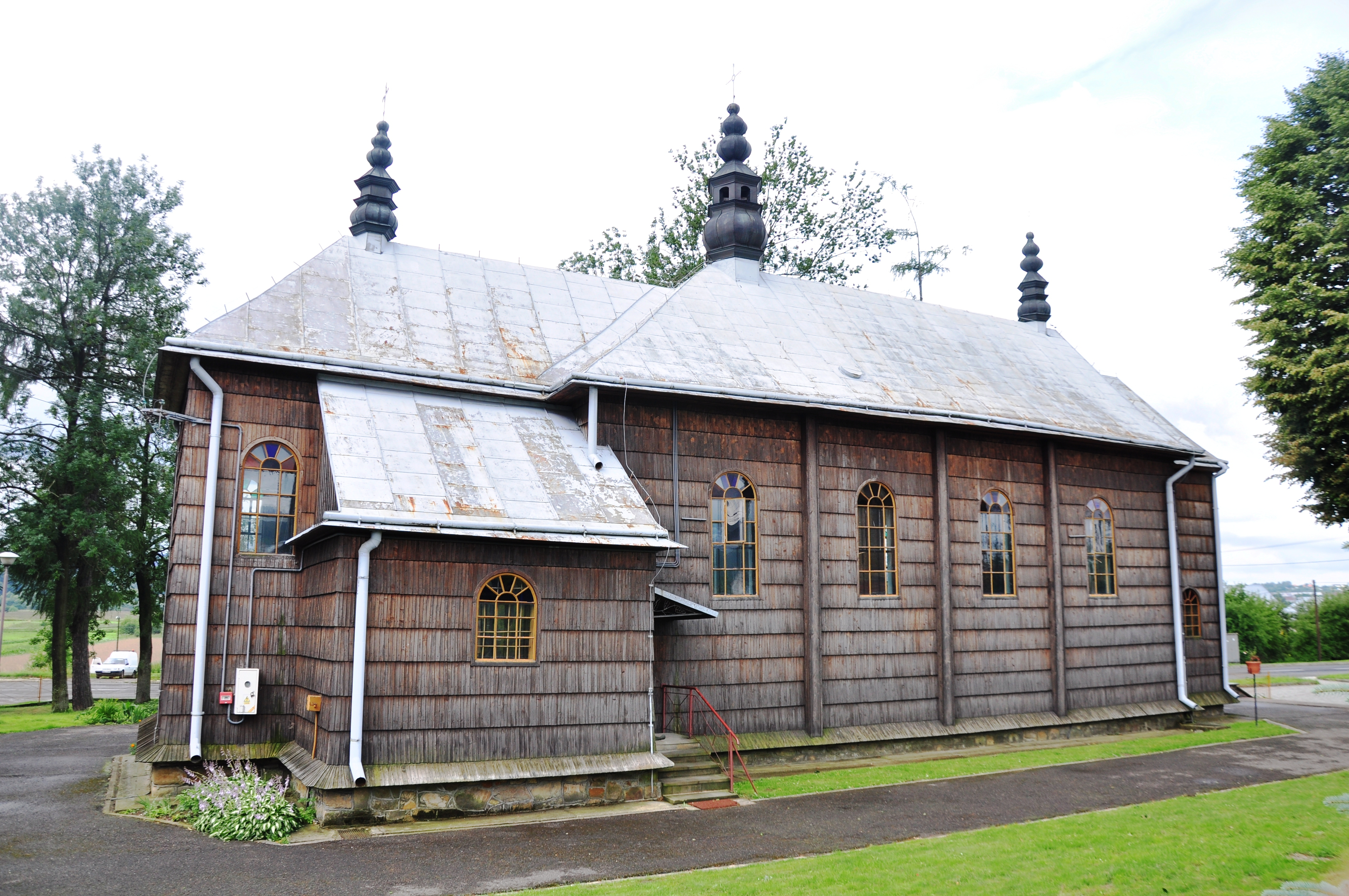
Церква в Сянок, з Ольховець
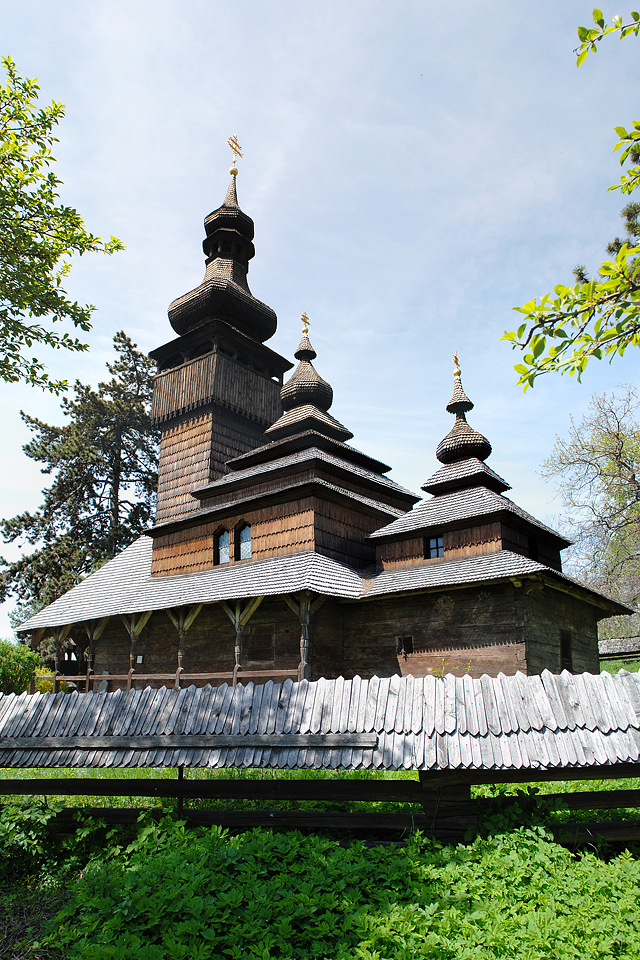
Михайлівська церква з с. Шелестово, Муцкачівський р-н Закарпаття
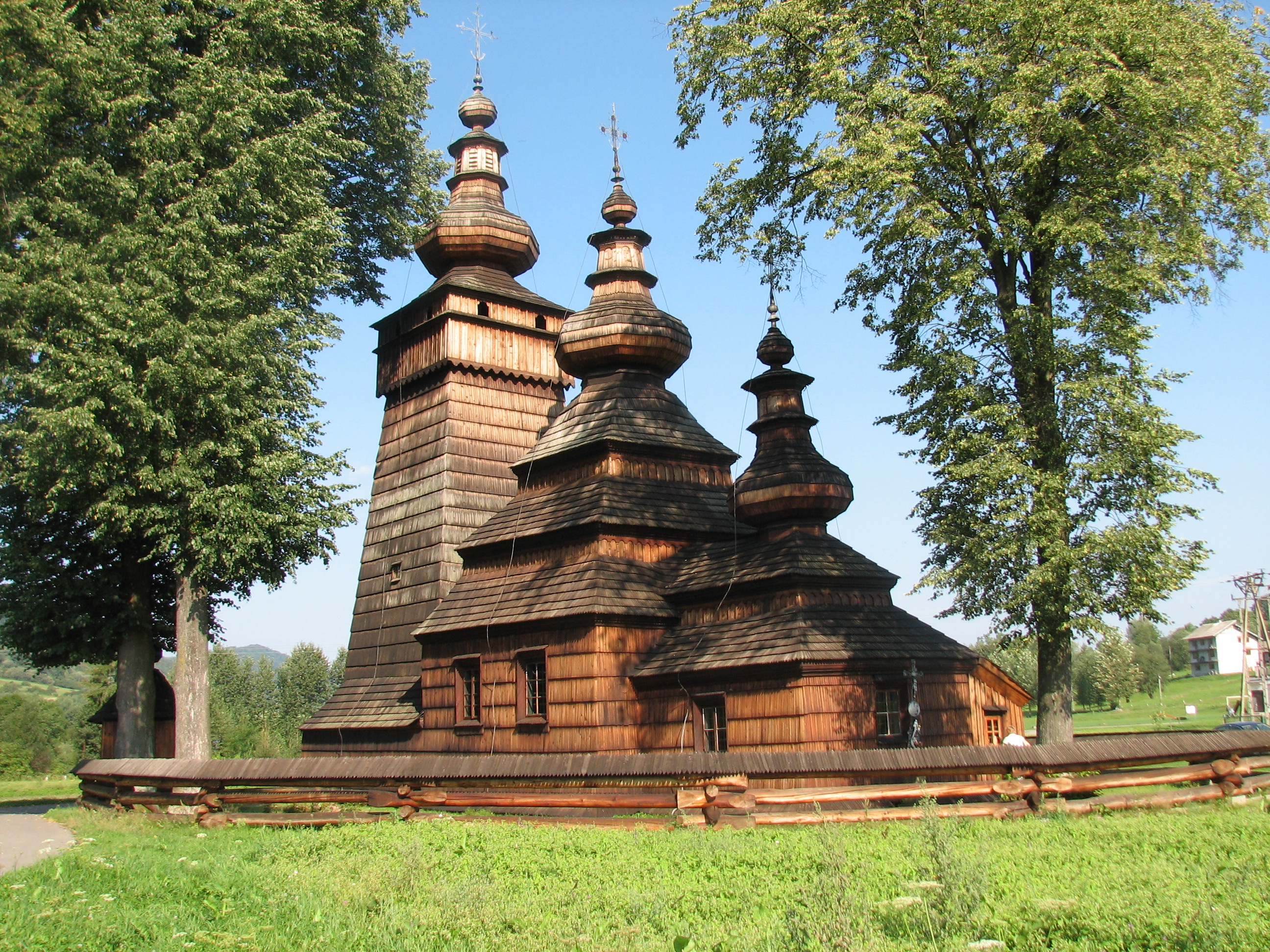
Церква святої Параскеви c. (Квятонь). Світова спадщина ЮНЕСКО
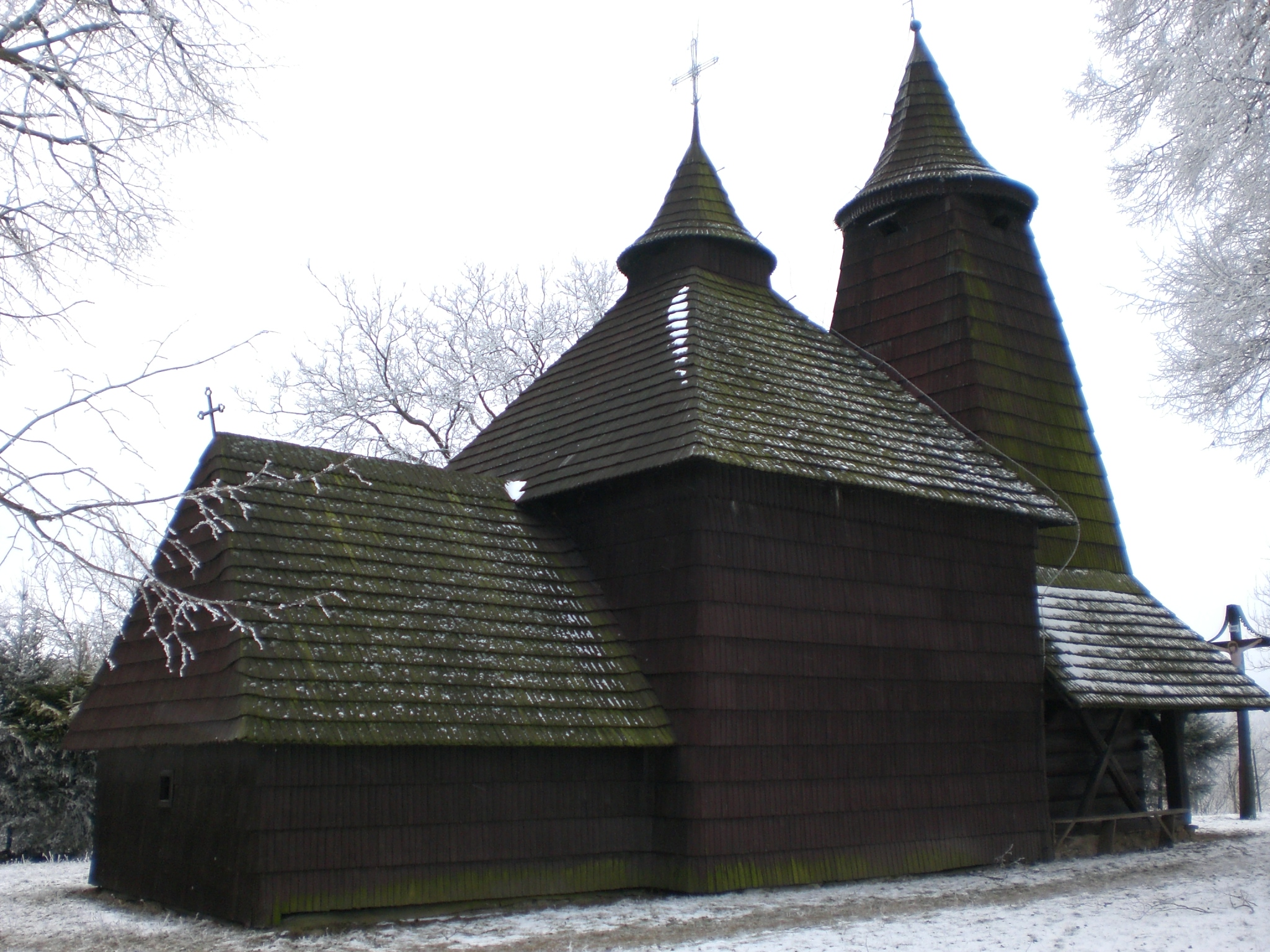
Церква св. Луки на Пряшівщині (XV ст)
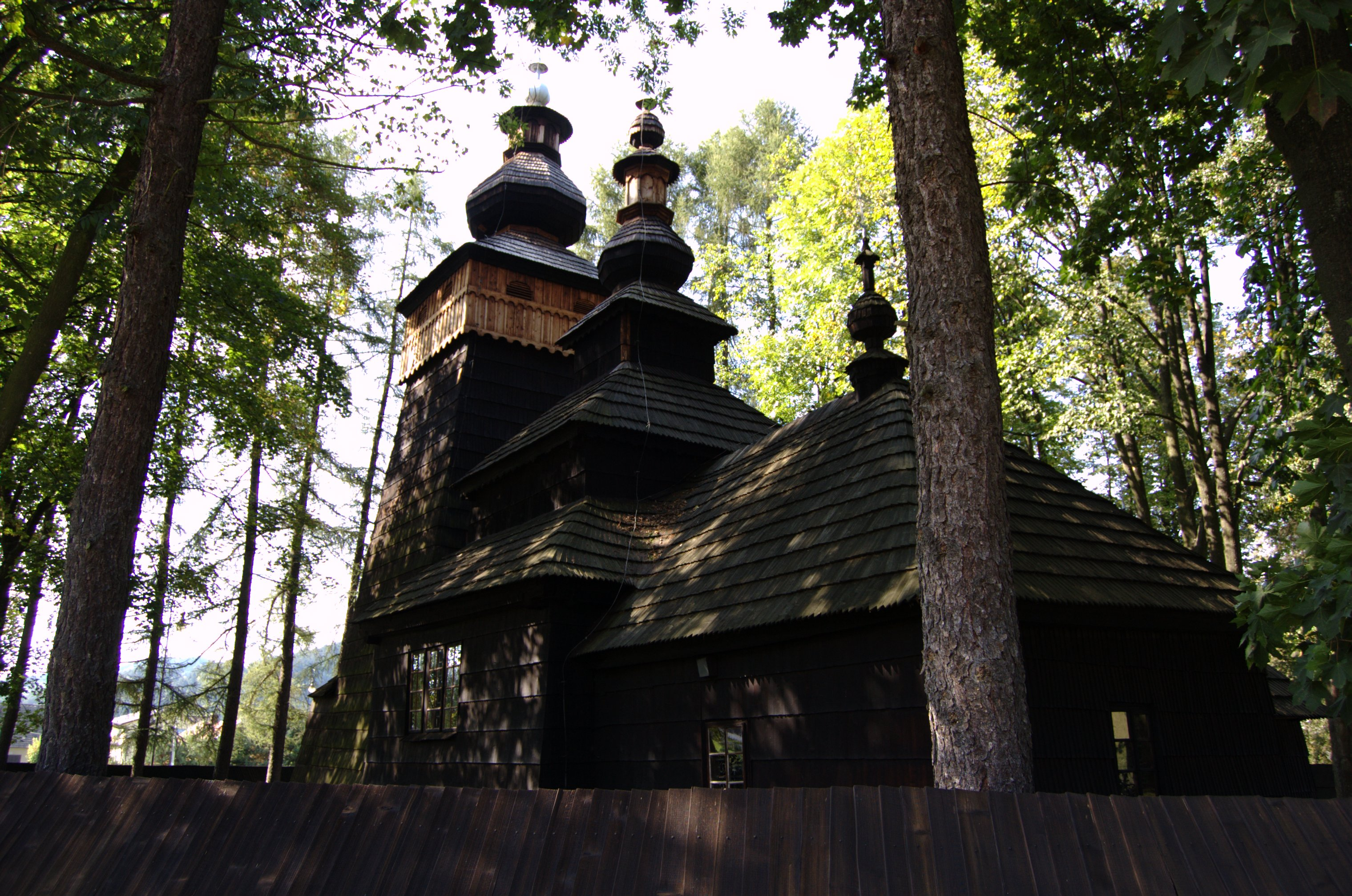
Церква св. Якова (Поворозник) (1612)

#### Закарпаття

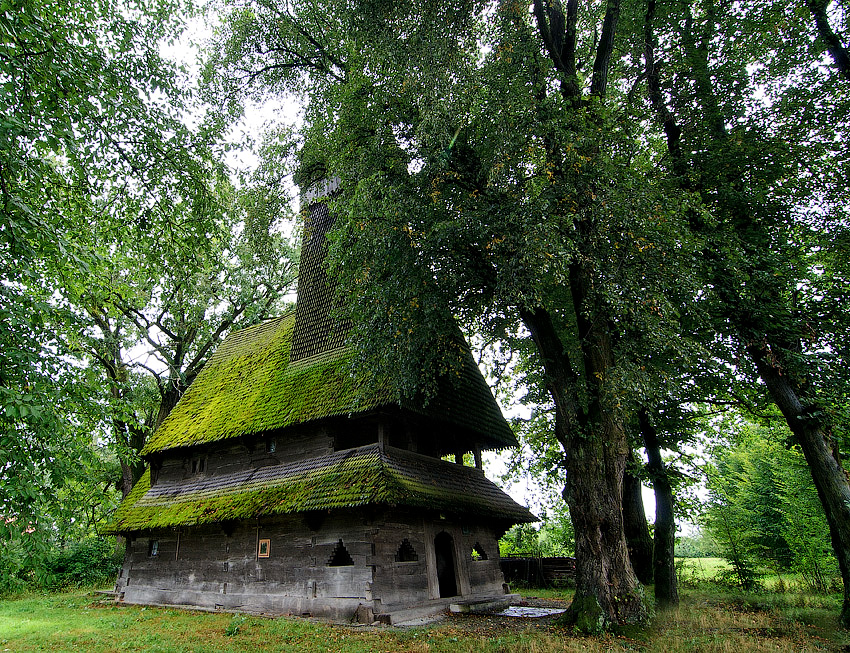
Михайлівська церква в с. Крайниково
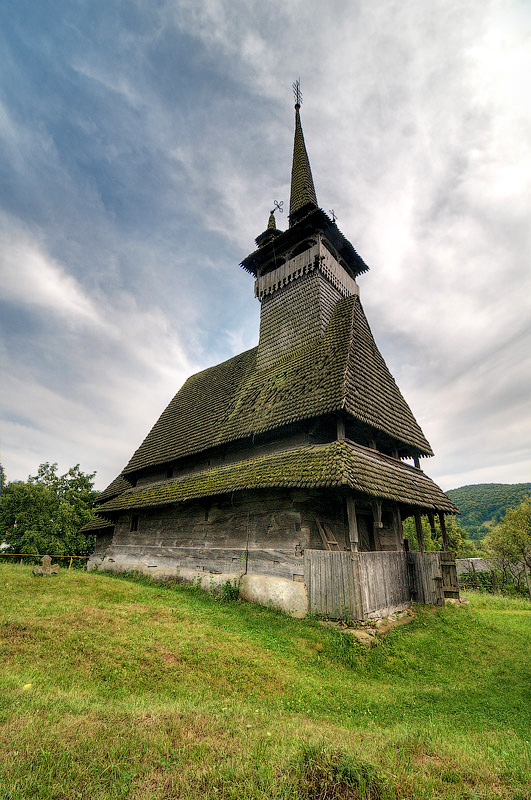
Церква Св.Параскеви в с. Олександрівка
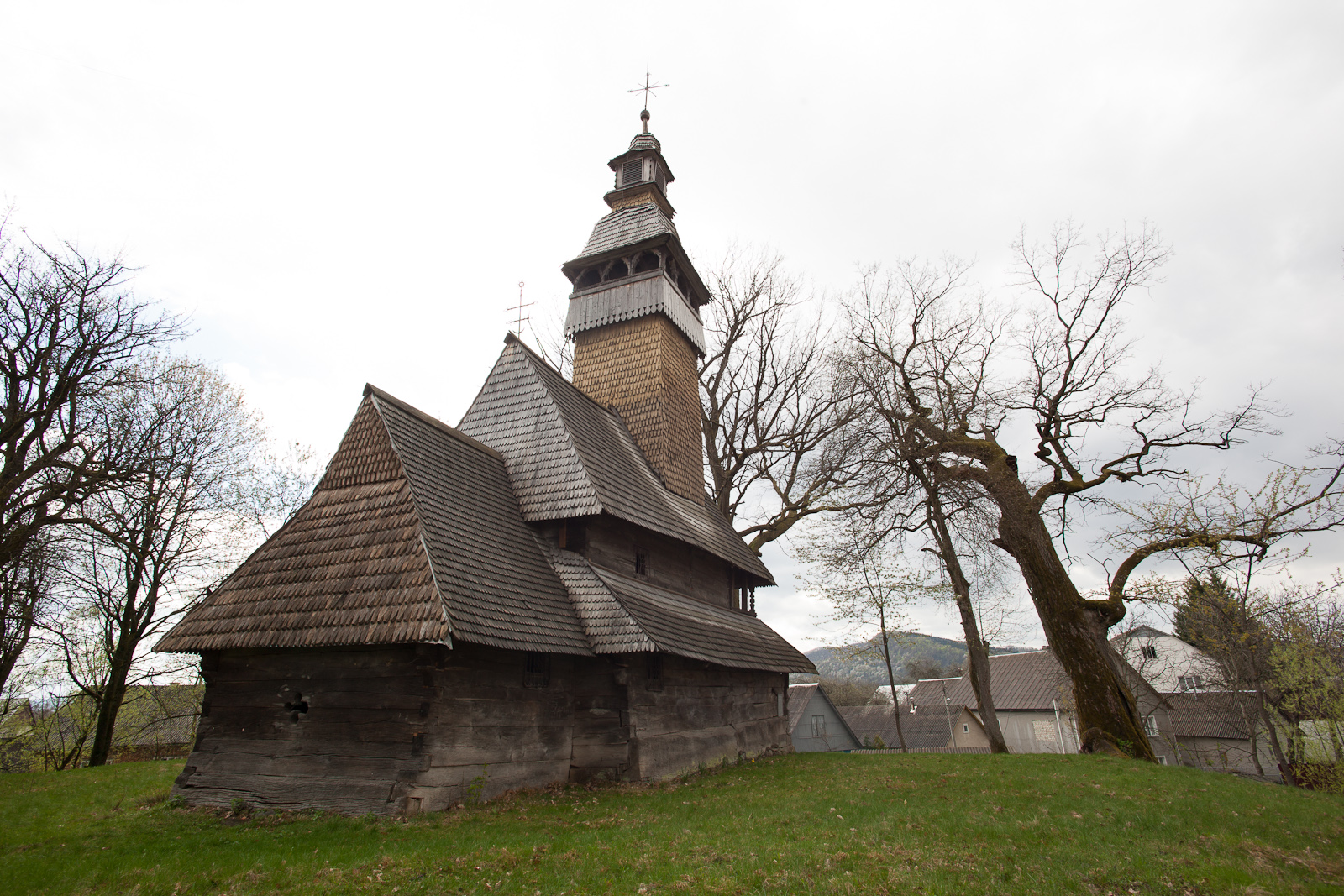
Миколаївська церква в Колодному
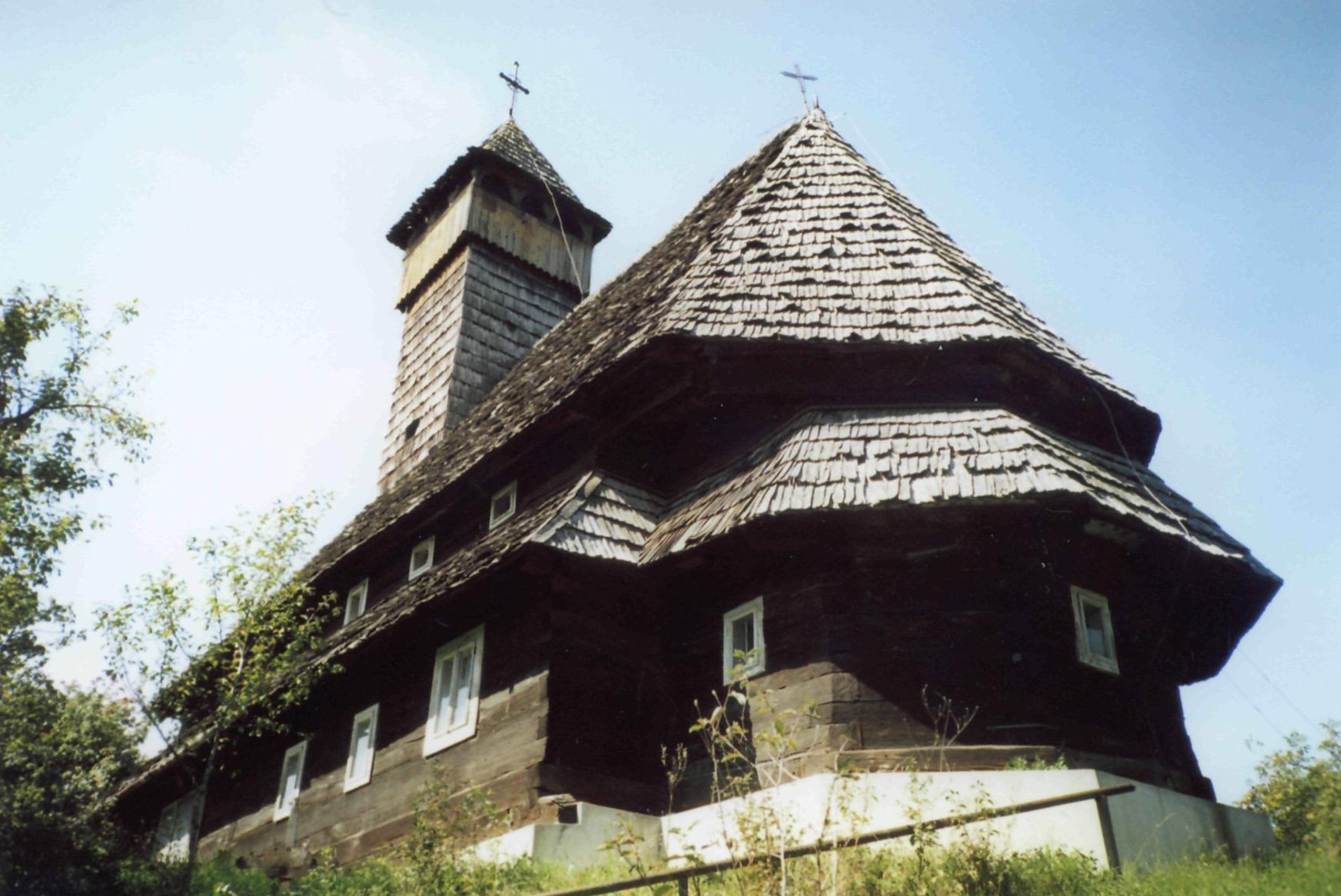
Миколаївська церква (нижня) (Середнє Водяне)
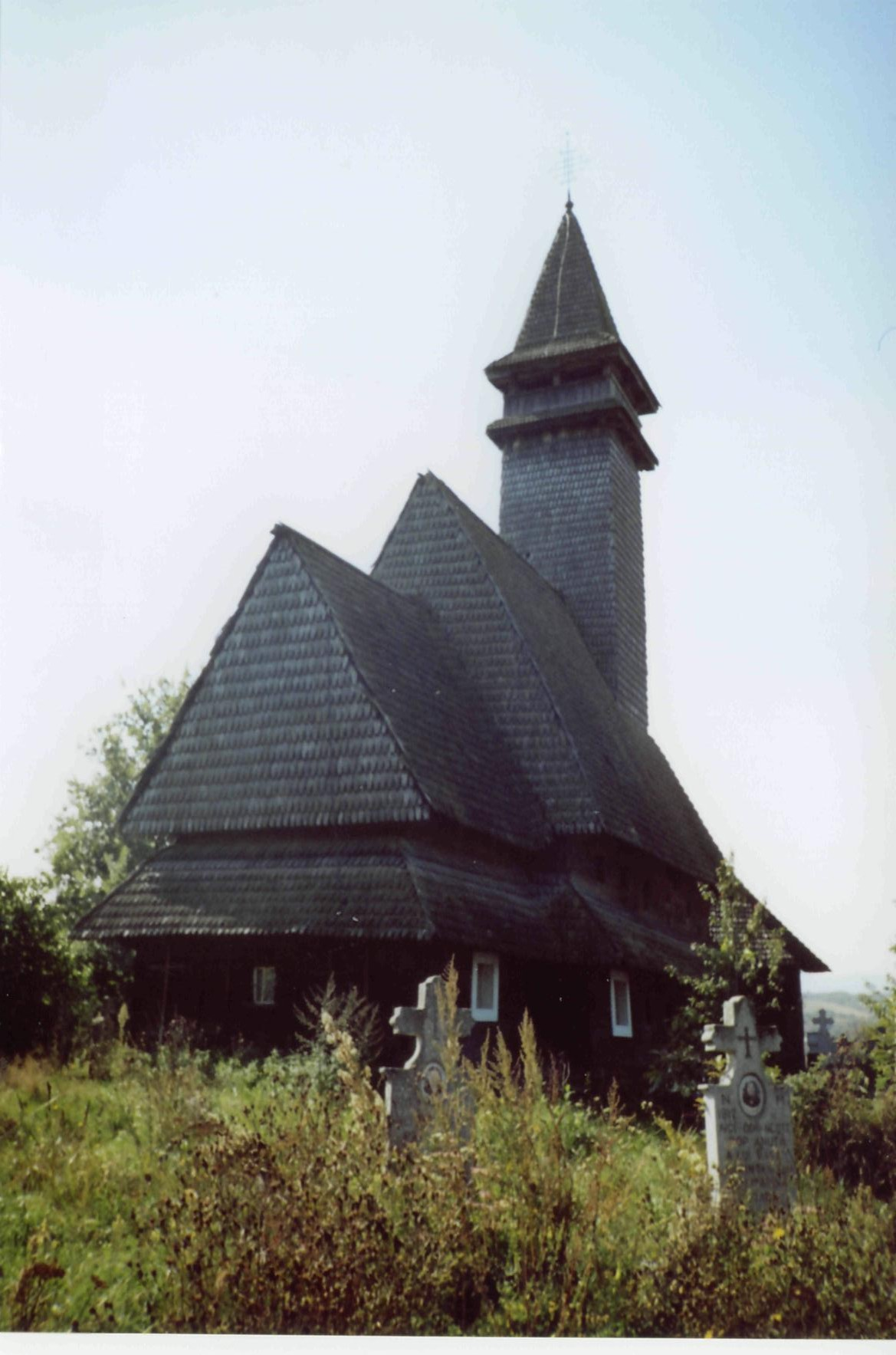
Миколаївська церква (верхня) (Середнє Водяне)
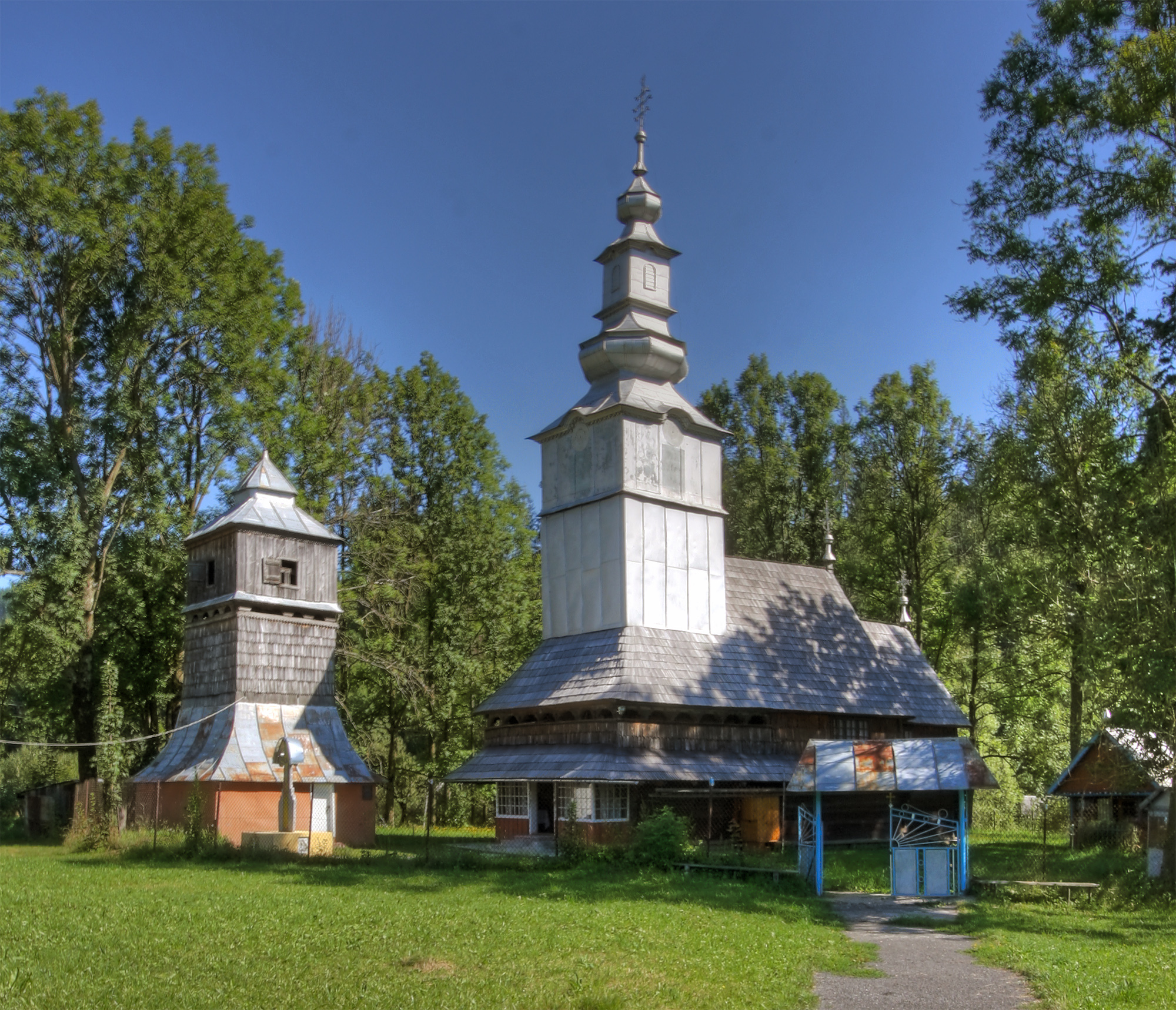
Миколаївська церква (c. Ізки)
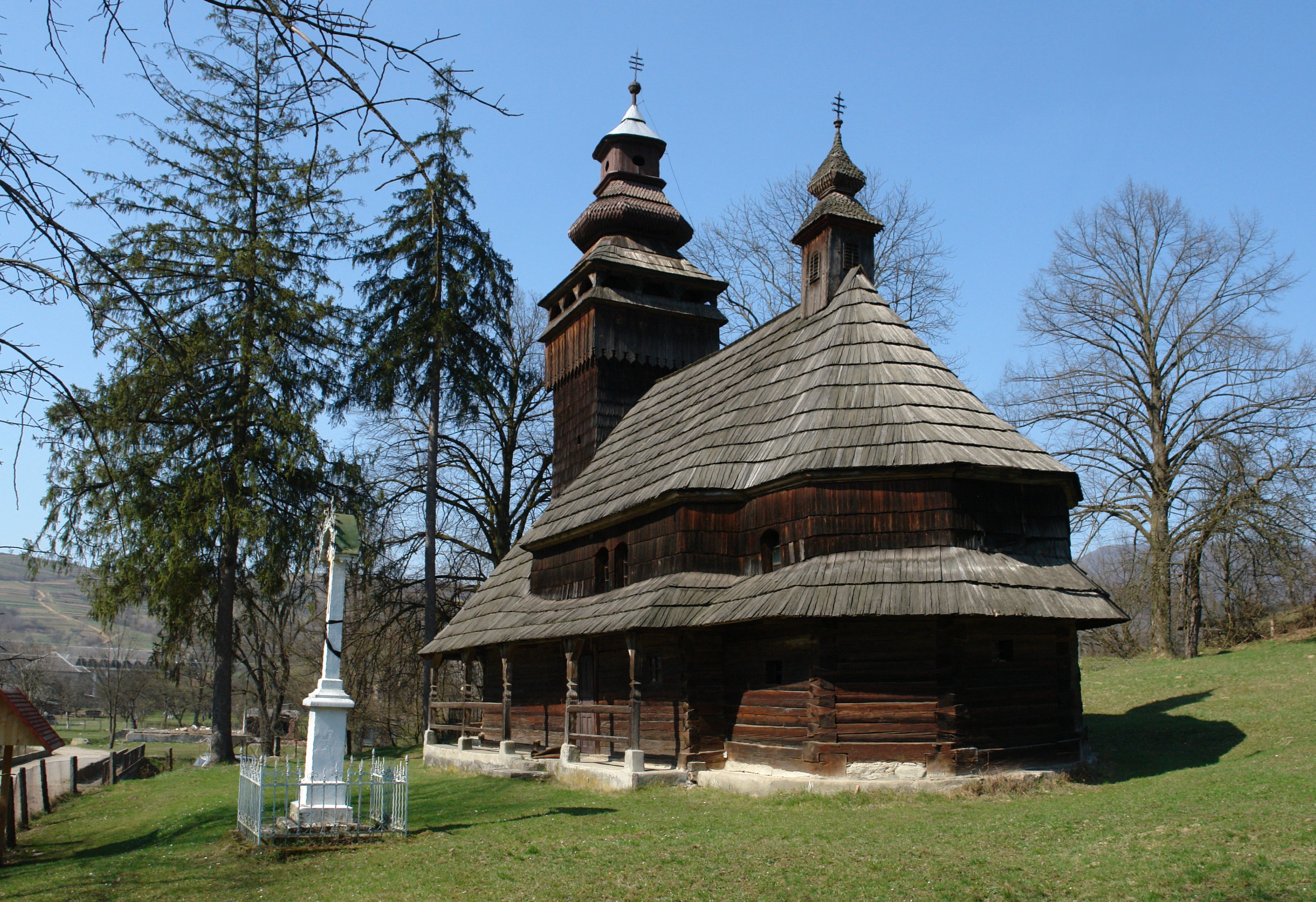
Миколаївська церква (c. Чорноголова)
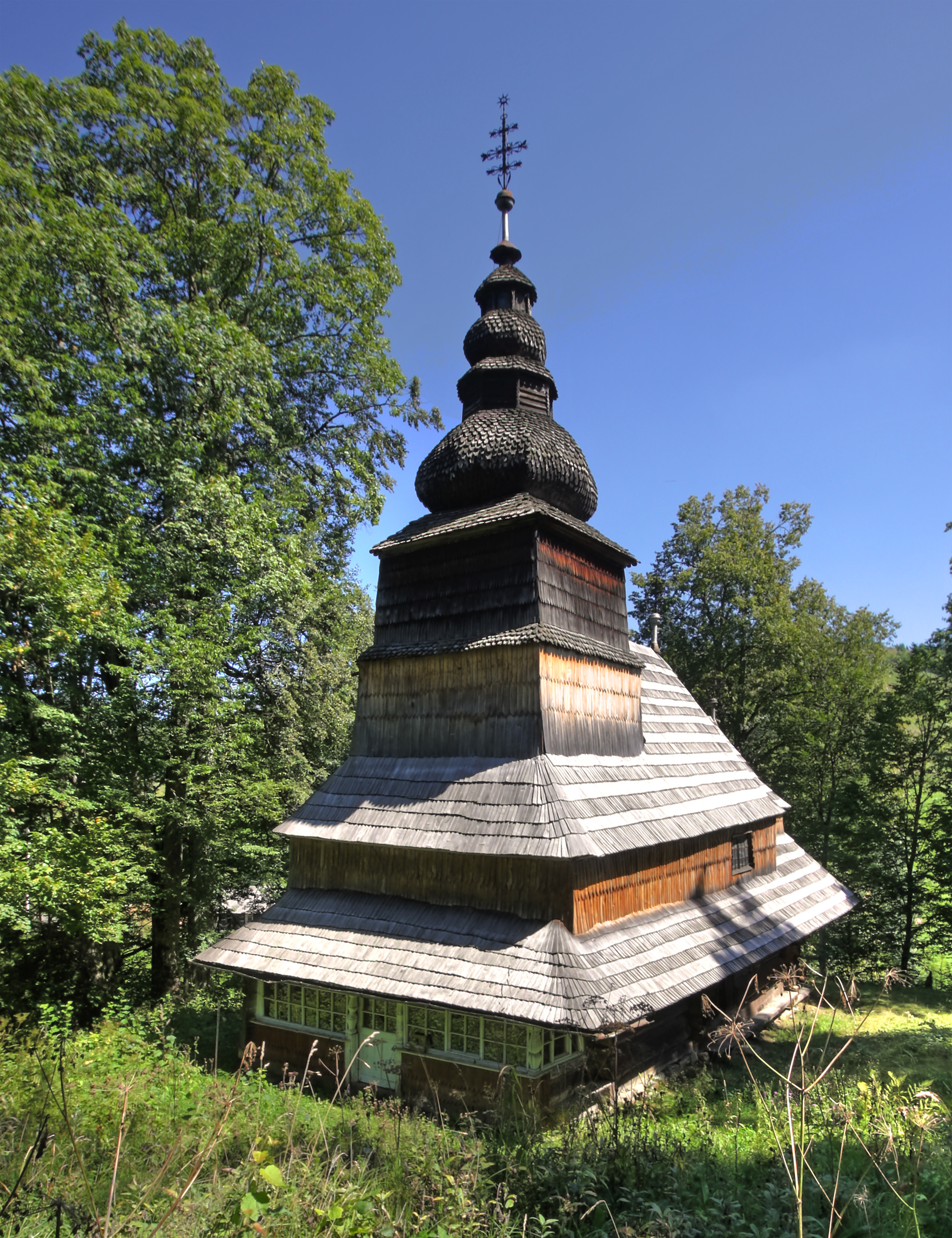
Церква Введення Пресвятої Богородиці (Розтока)
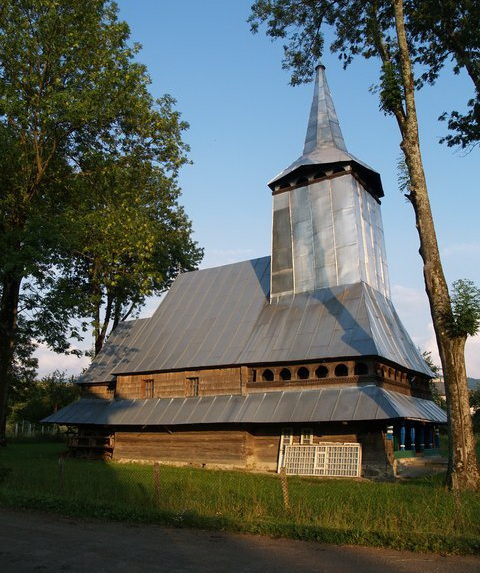
Церква святого Дмитрія (Репинне)
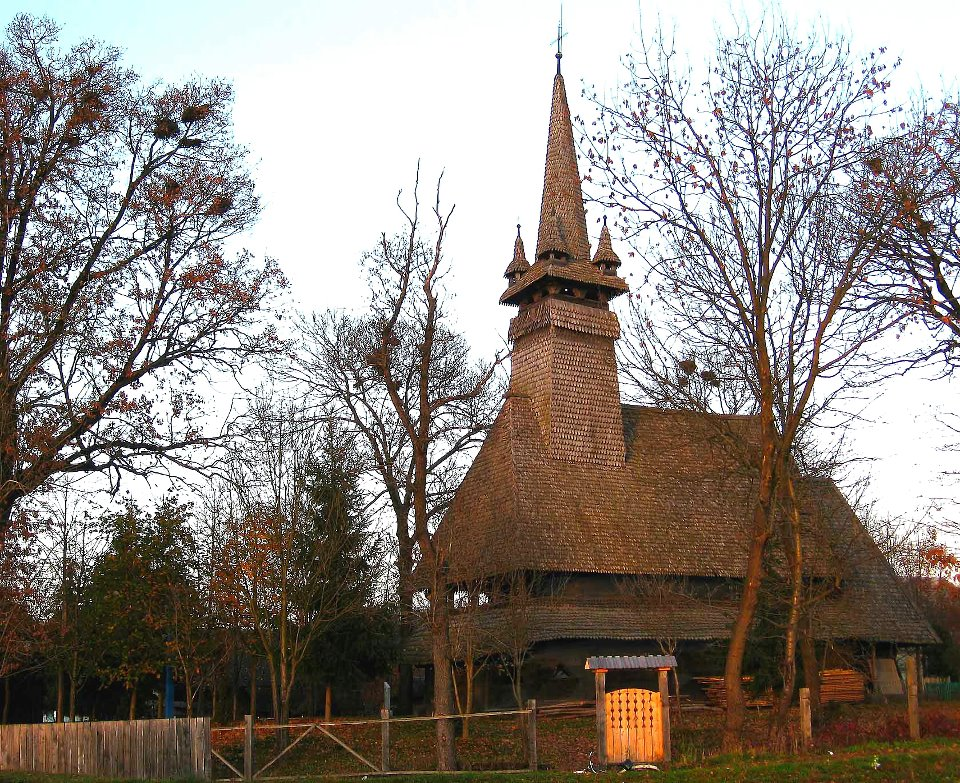
Церква святого Миколая (Сокирниця)
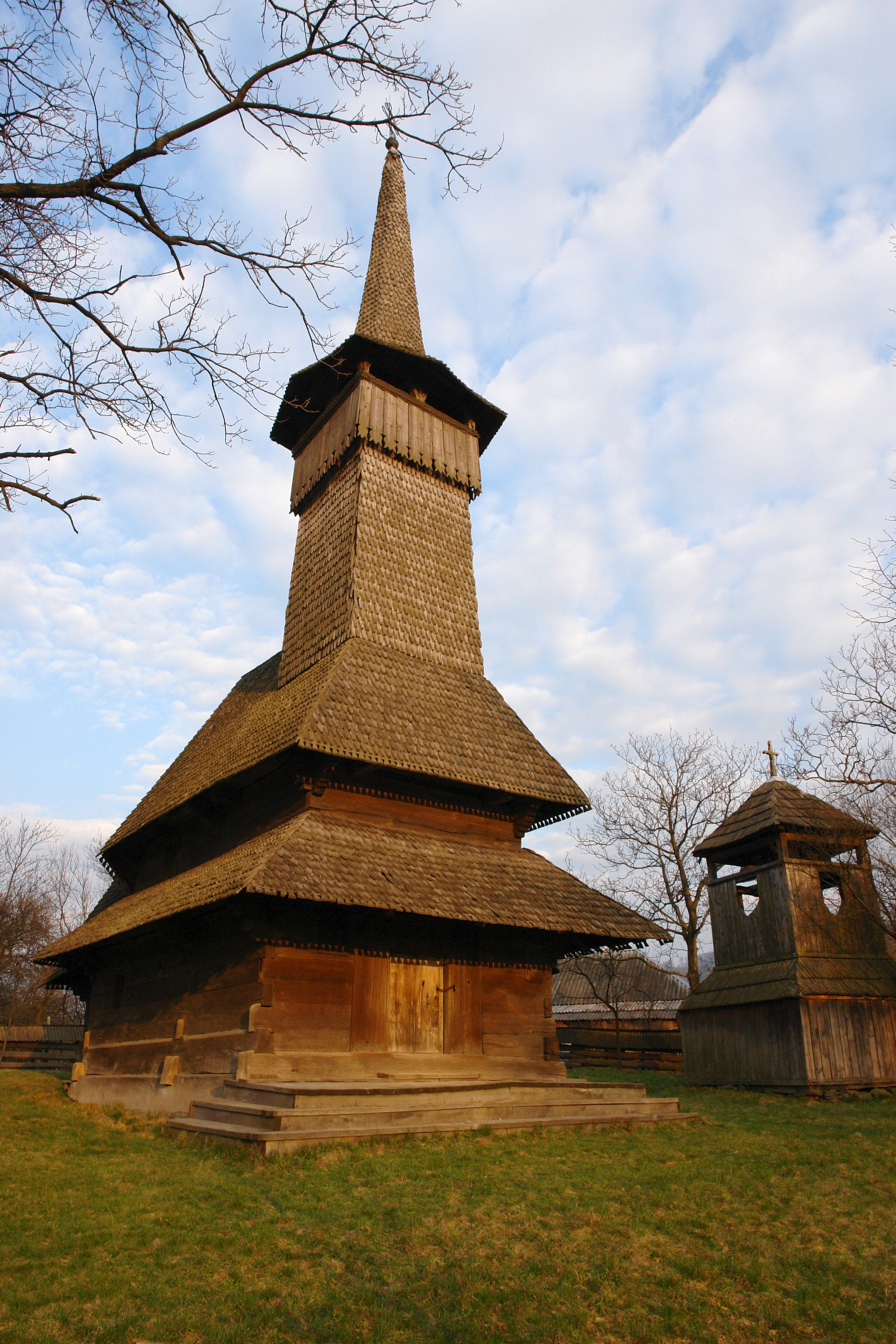
Церква Успіння Пресвятої Богородиці (Новоселиця)
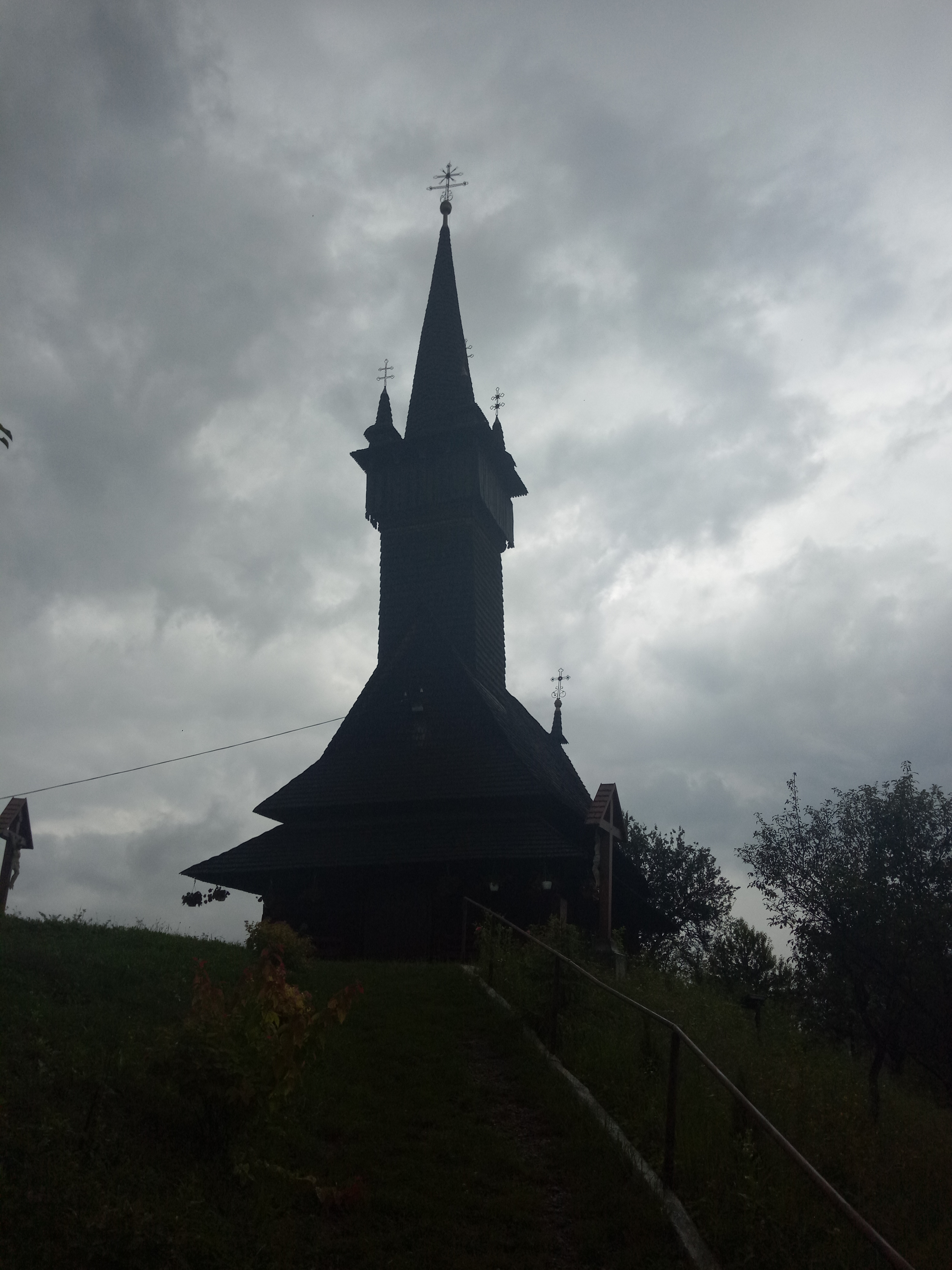
Дерев'яна церква св. Миколи с. Нижня Апша

#### Буковина
Ті храми буковинської архітектурної школи, які збереглись до нашого часу, будувалися переважно під час османської окупації краю. Тому храми зовні нагадують традиційну хату, бо турки-мусульмани не дозволяли будувати інакше. Але й під звичайним скатним дахом буковинські майстри примудрялися заховати ті самі три зруба, нехай і не дуже високі. Лише у віддалених гірських районах, куди не доходили завойовники, ці бані інколи визирали назовні.
Класичні зразки:
- Миколаївська церква в м. Чернівці 1607 р.,
- Троїцька церква із м. Чернівців 1773 р. — нині у Львівському музеї-скансені.

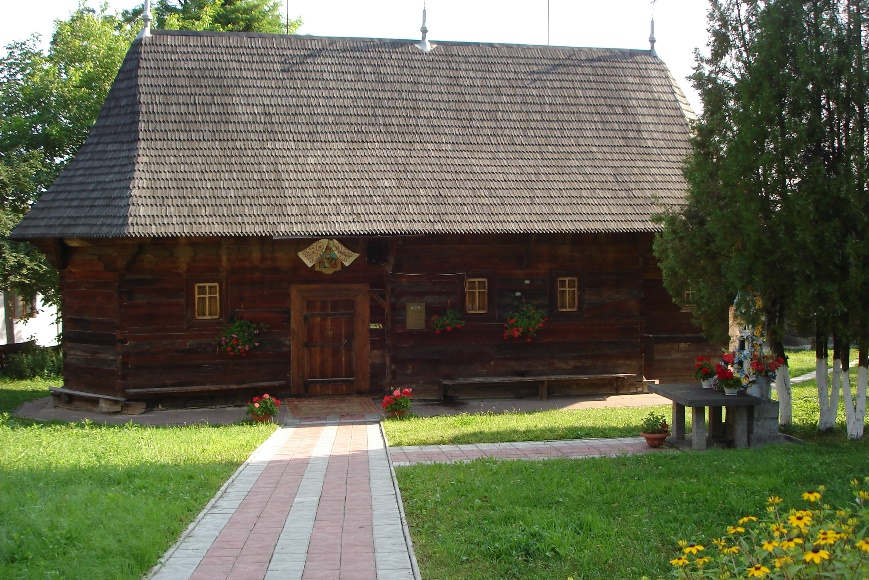
Миколаївська церква у Чернівцях (1601)
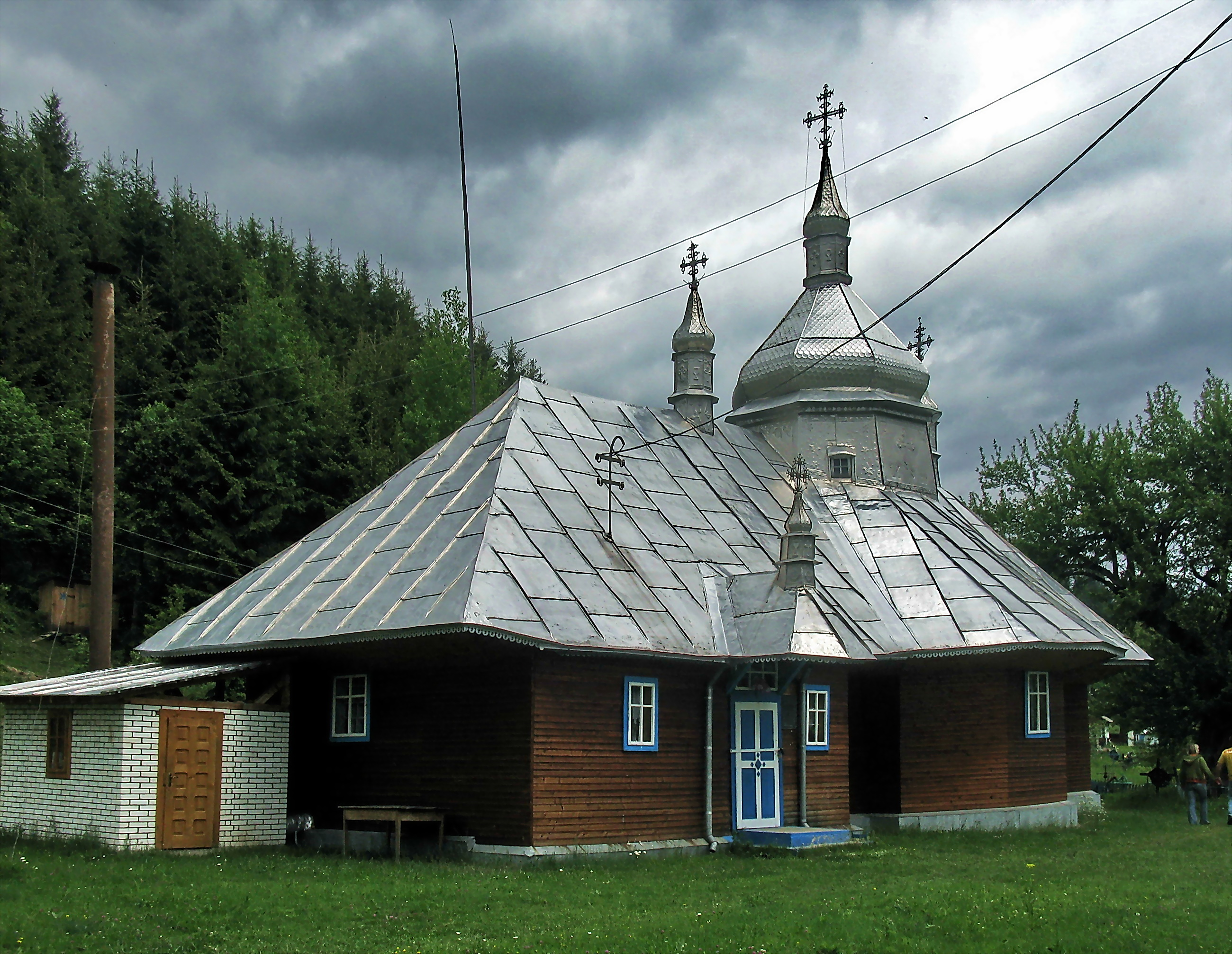
Церква Різдва Богородиці (1630). с. Селятин
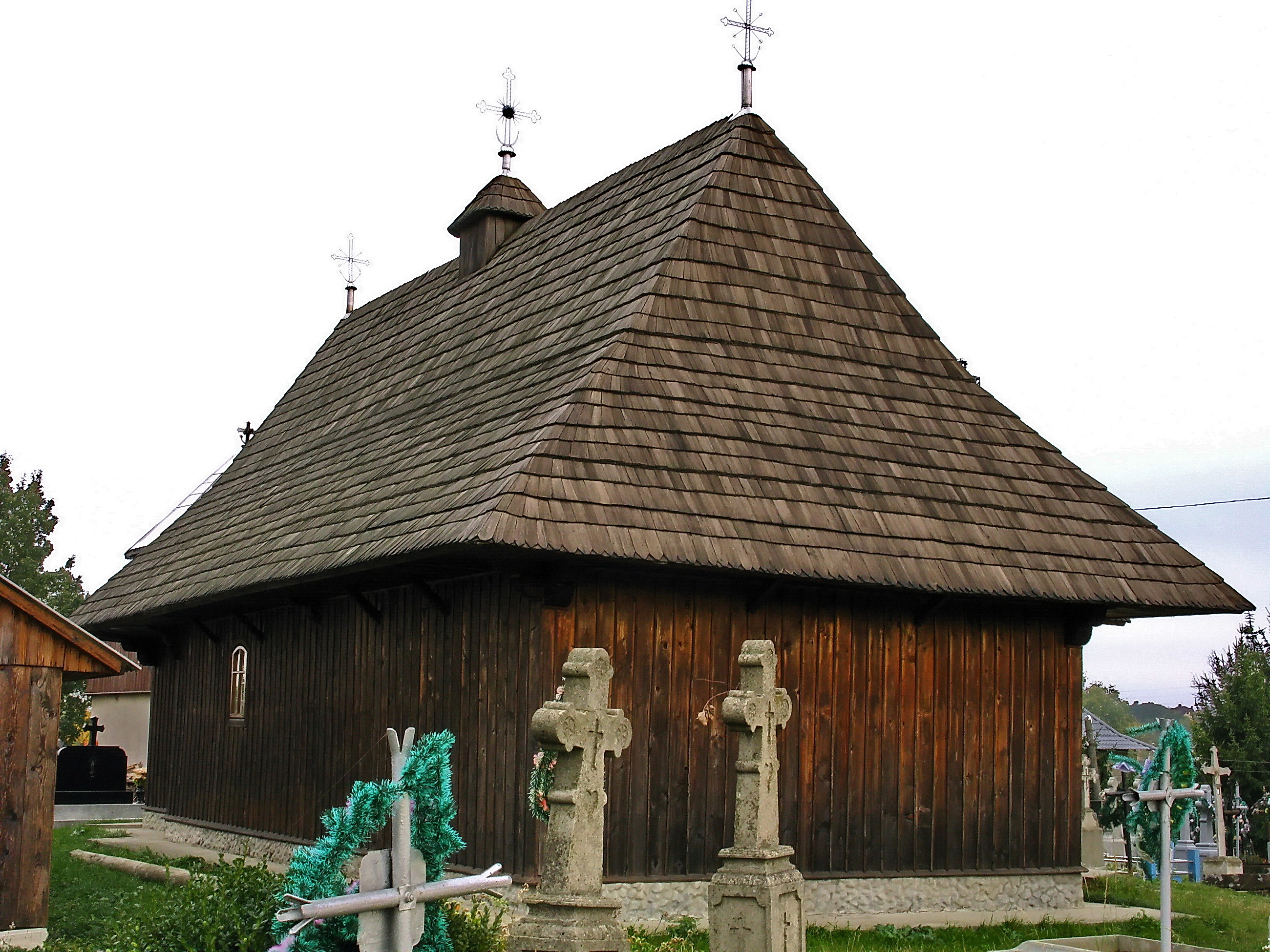
Вознесенська церква (Чернівці)
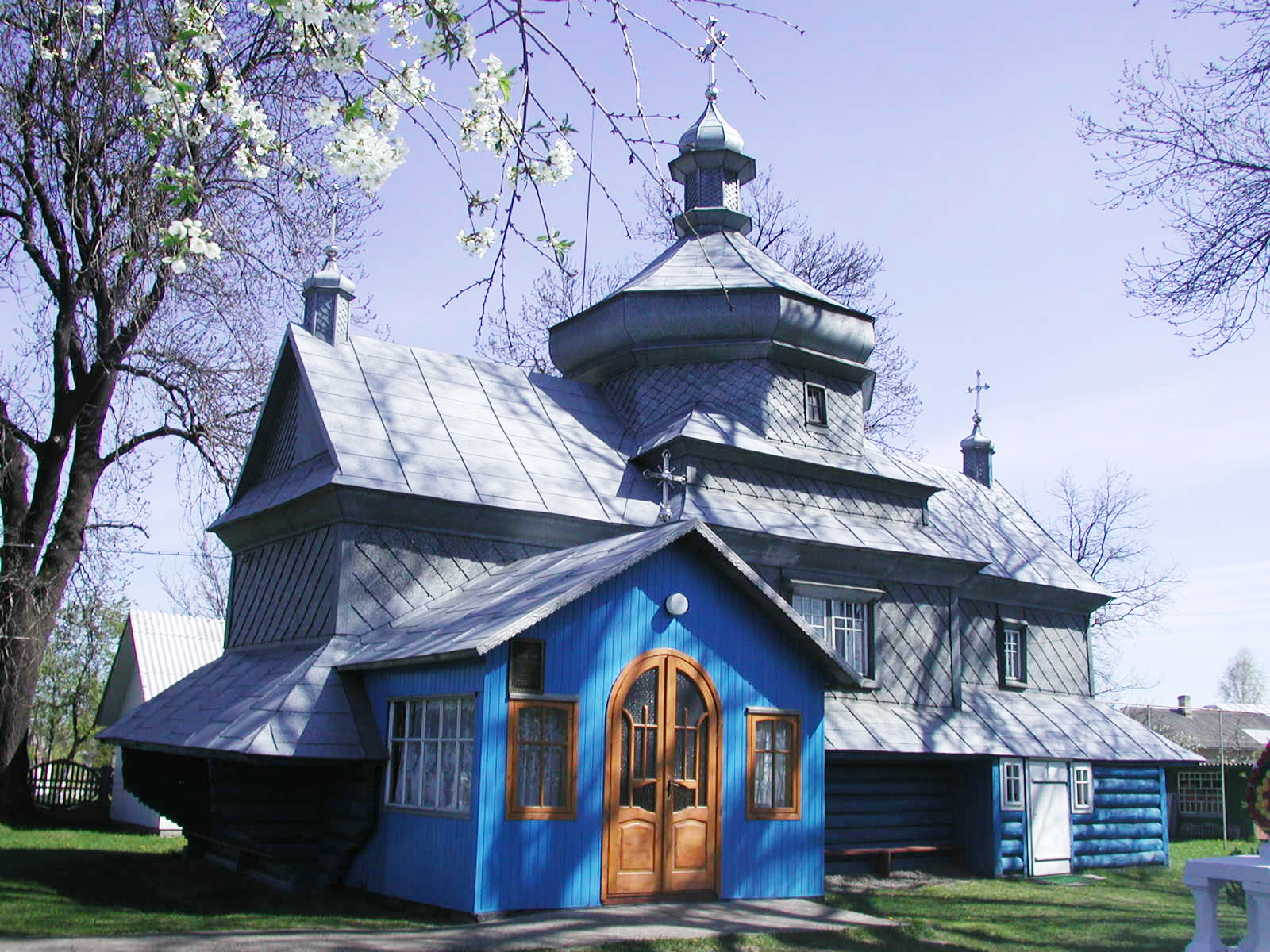
Успенська церква.(к. 17 ст., c. Дубівці (Кіцманський район))
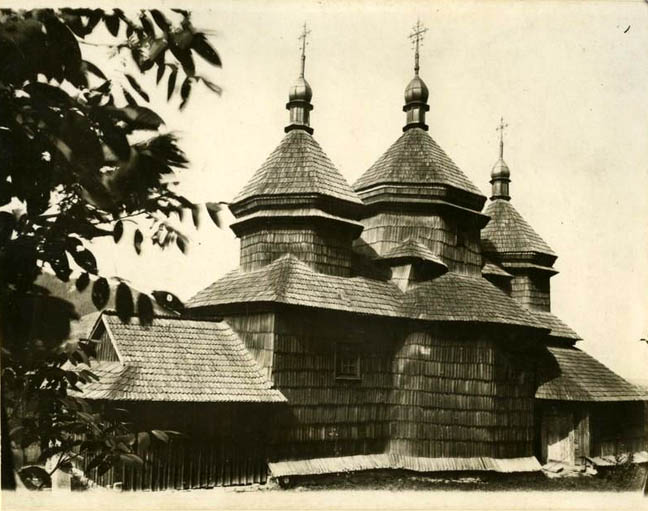
Рівне[уточнити] (Буковина)
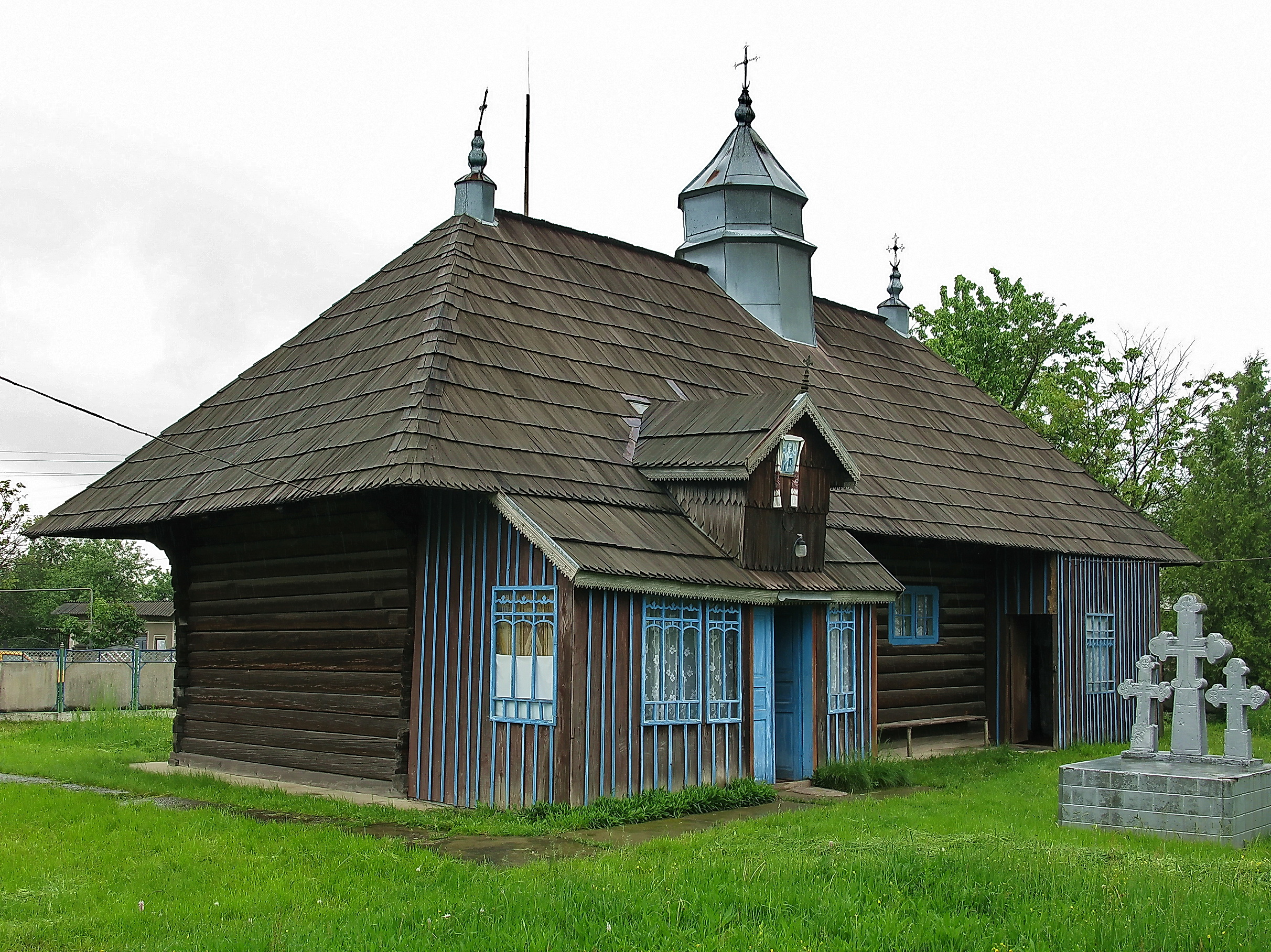
Миколаївська церква (1786 р., c. Берегомет)
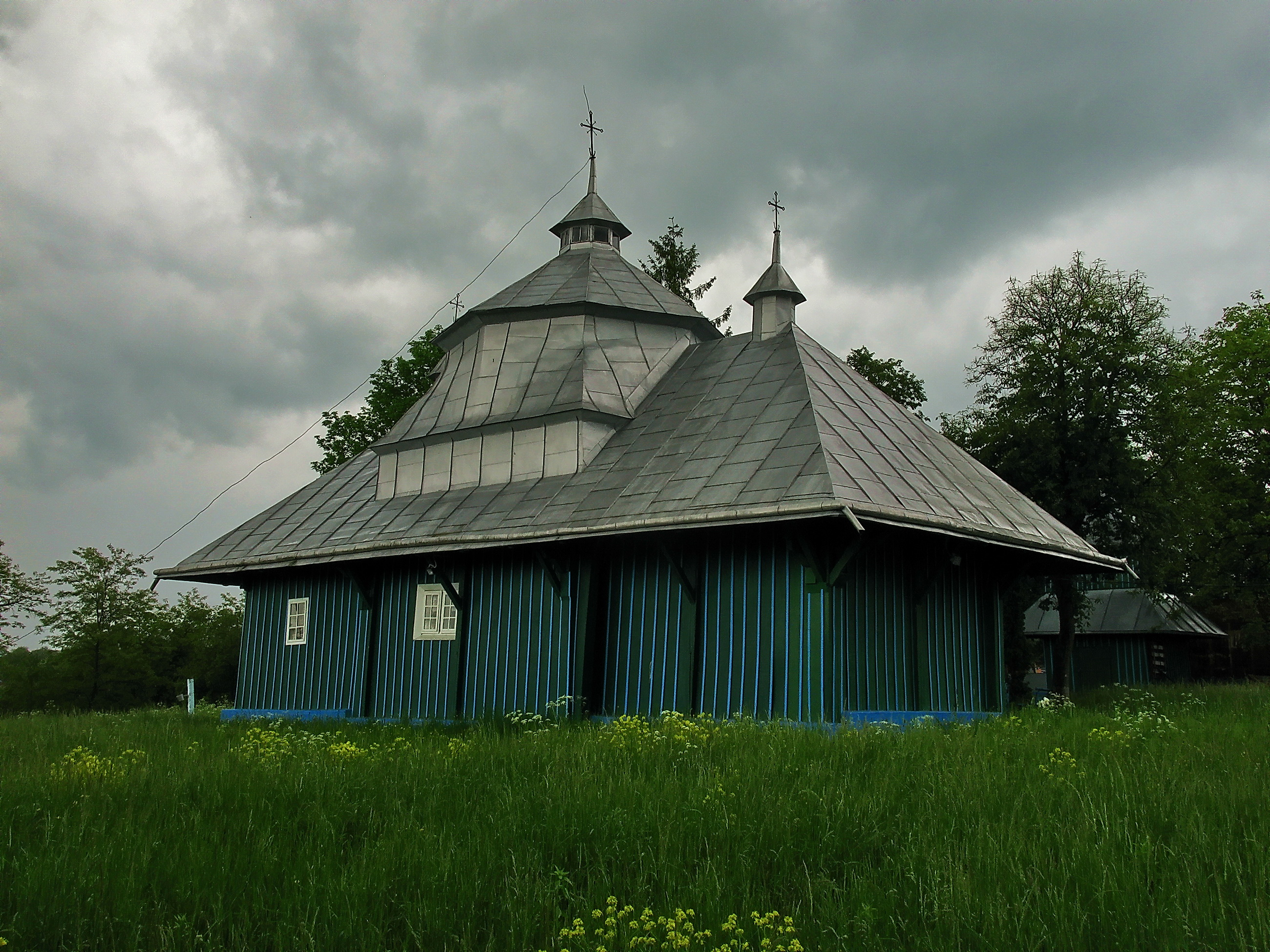
Успенська церква (1778 р., c. Валява)
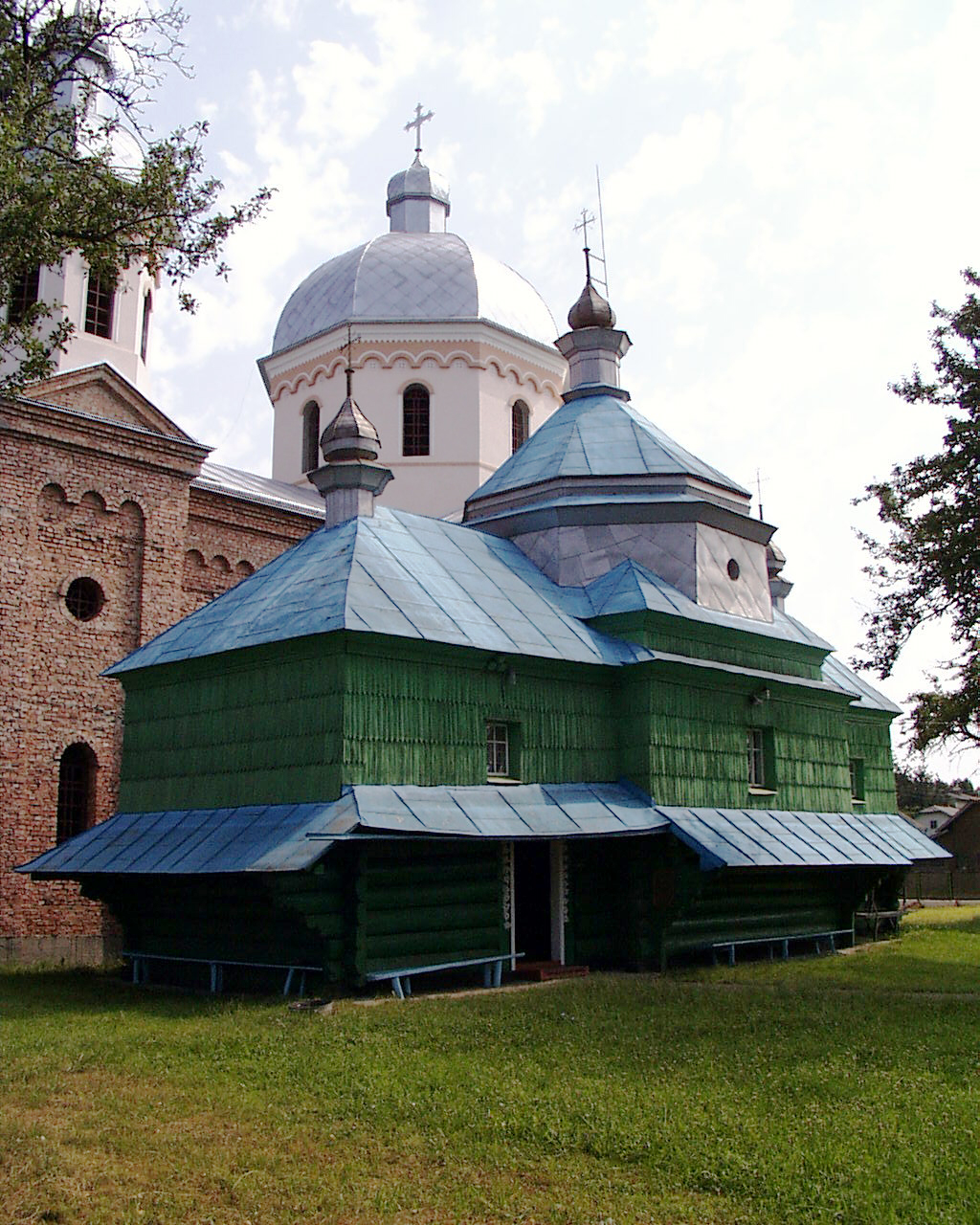
Костянтинівська церква c. Ошихліби (1779)
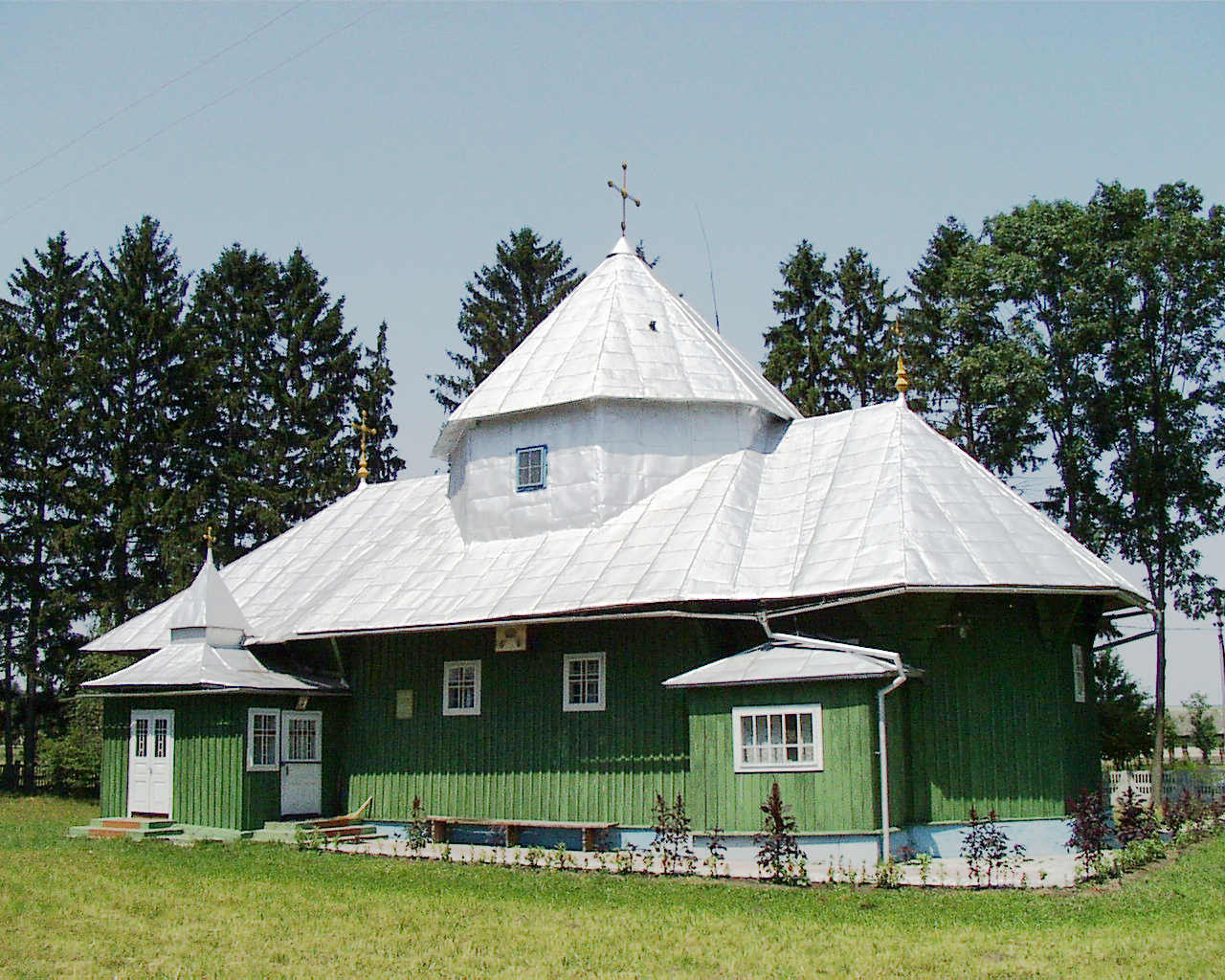
Миколаївська церква. с. Нижні Станівці (1794)
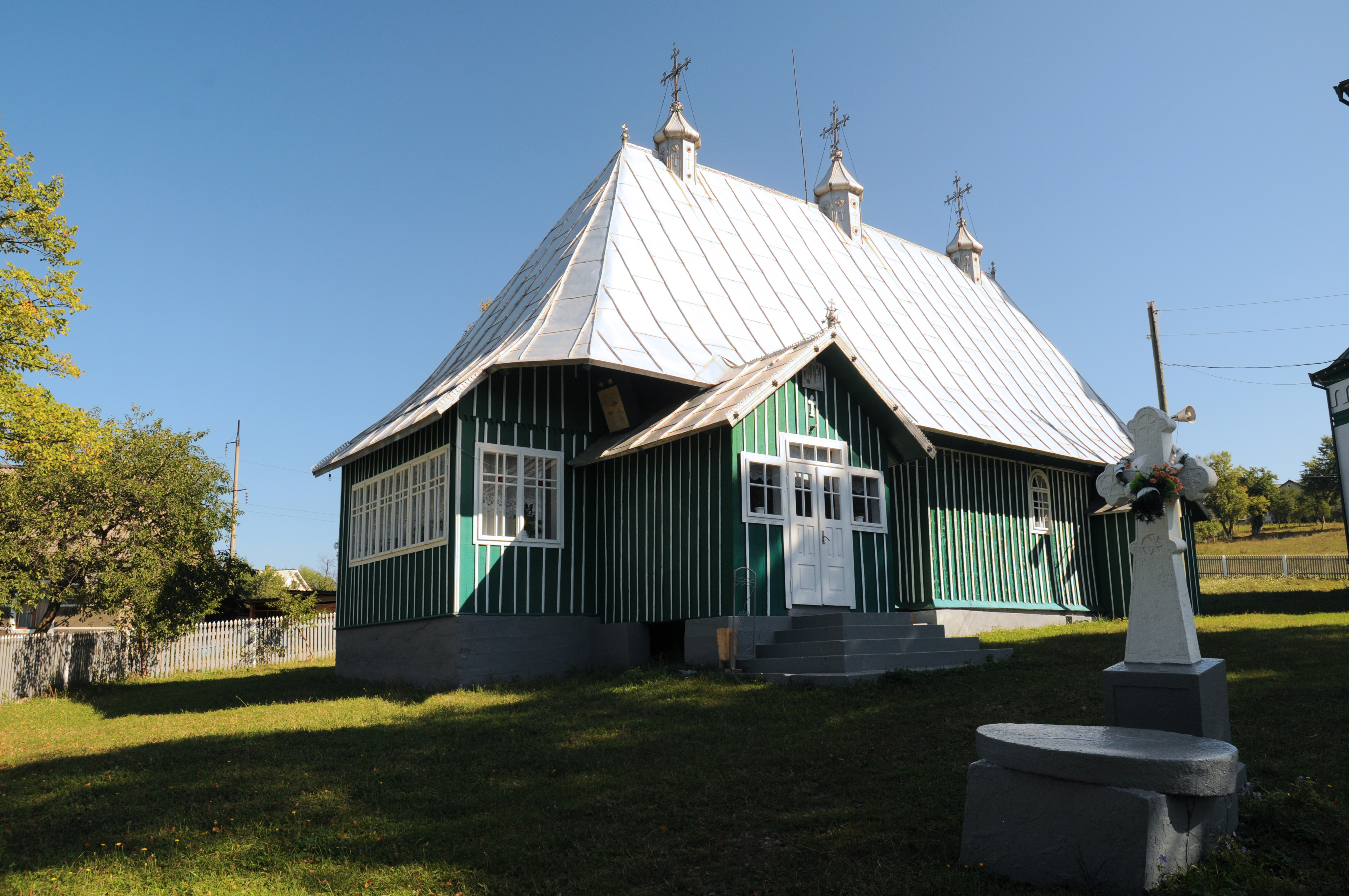
Церква св. арх. Михаїла та Гавриїла (1799) с. Буденець

#### Волинь
Дерев'яне церковне будівництво Волині має кілька типів:
- безверхий поліський;
- одно- чи триверхий волинський;
- хрещатий волинський;
- латинізований тип з однією чи двома вежами.

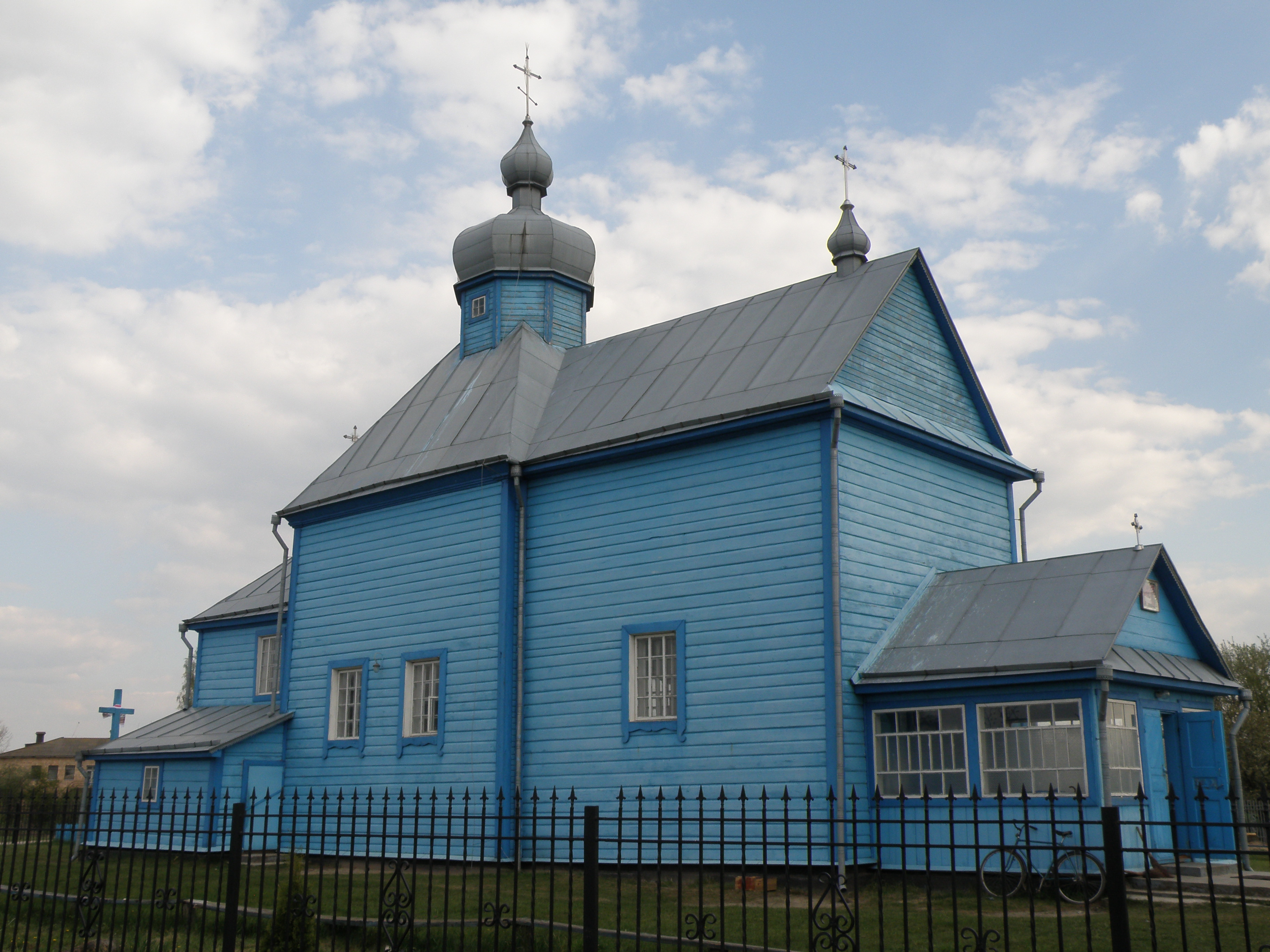
Качин. Успенська церква (дер.) (1589)
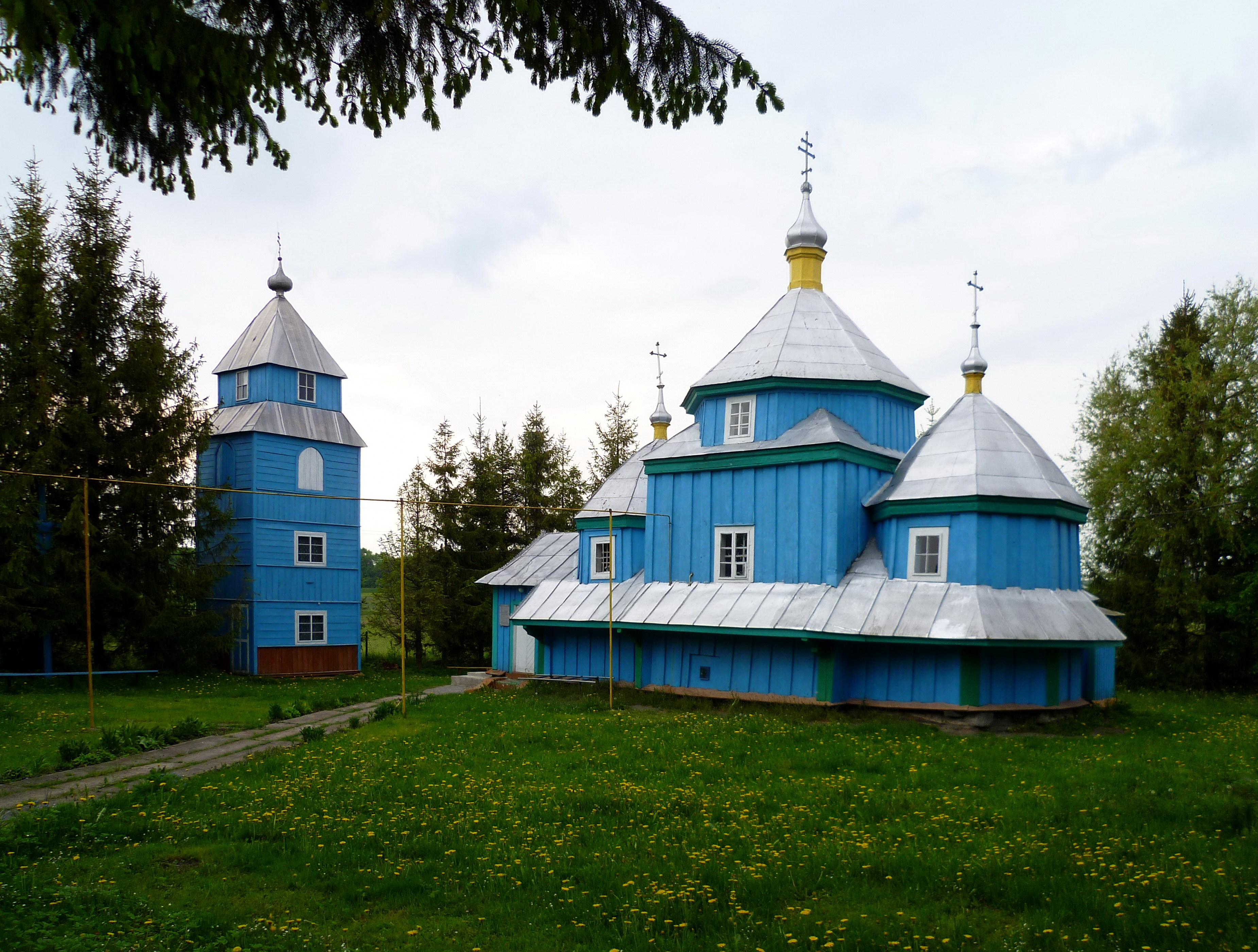
Миколаївська церква (1678 р.)  в с. Борочиче, Горохівського району, Волинської області
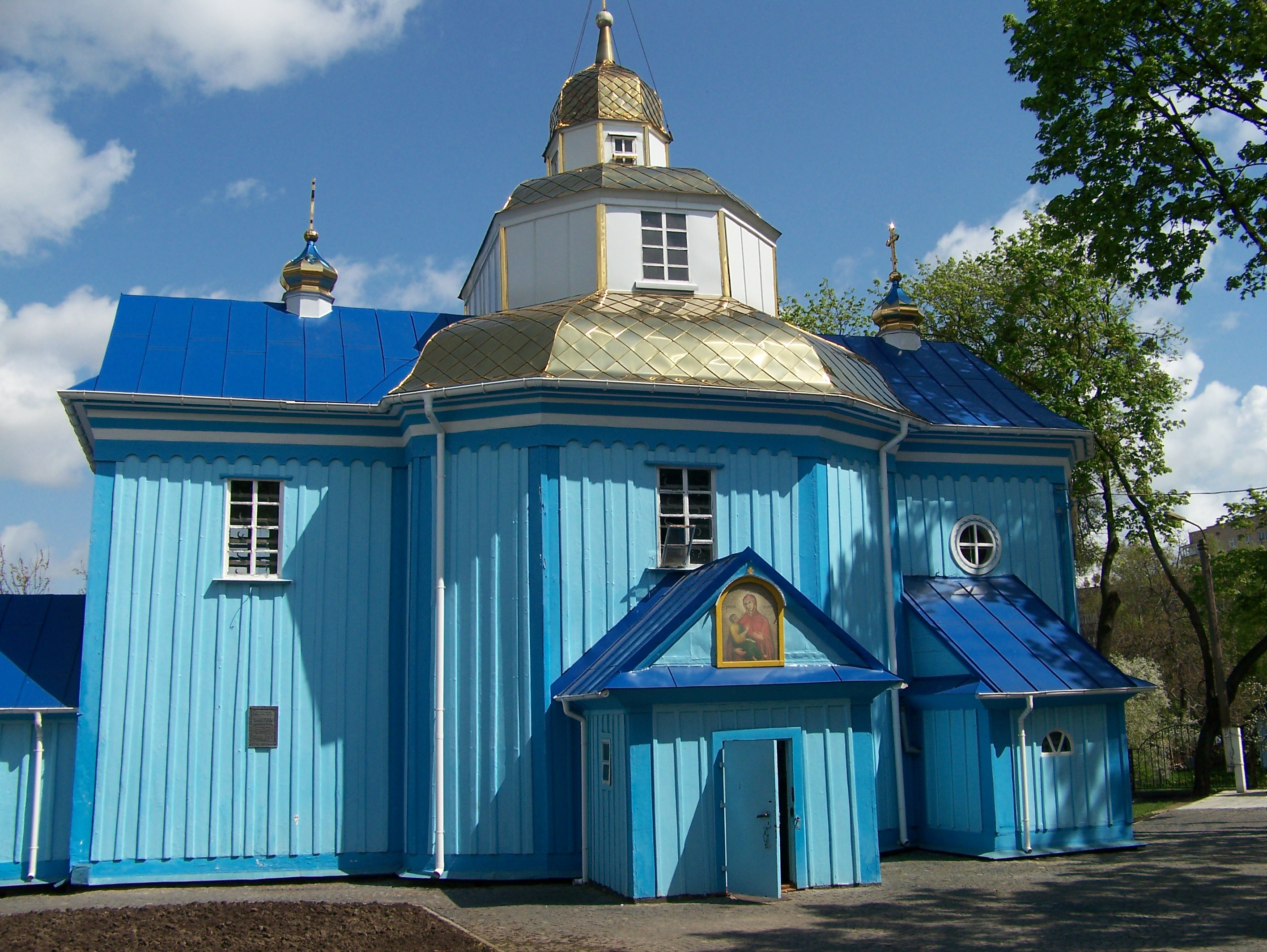
Церква в Рівне
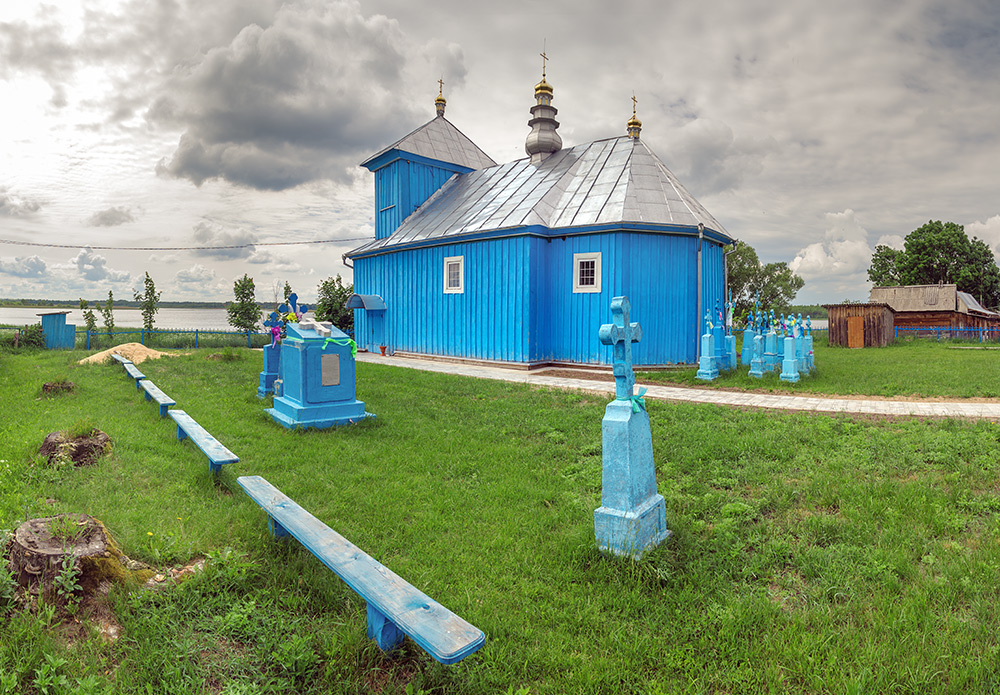
Церква святої Варвари з Острів'я
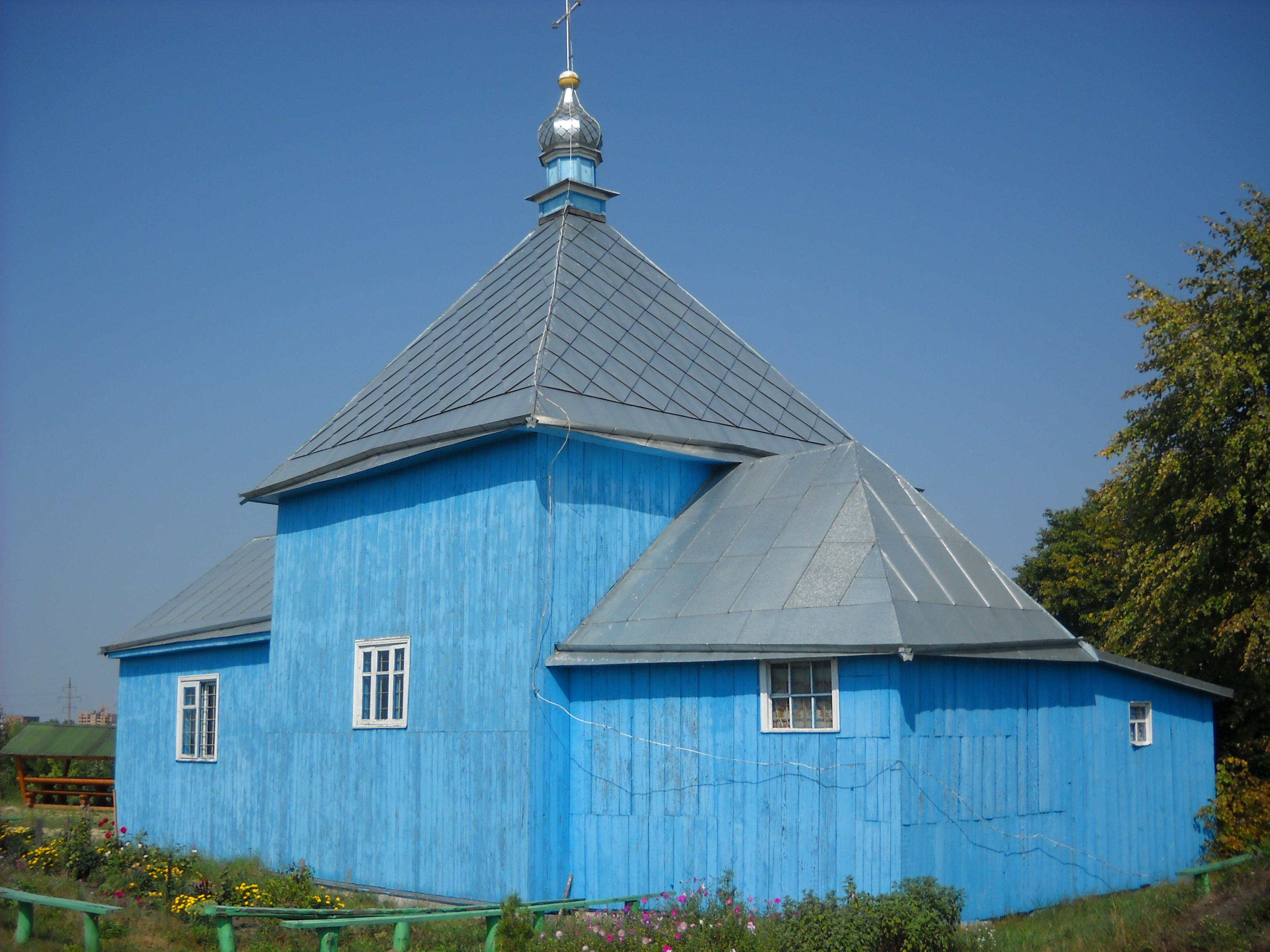
Церква в с. Вербка (Ковельського р-ну)
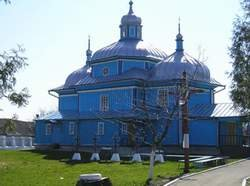
Юрівська церква в Дубно (1700 р.)
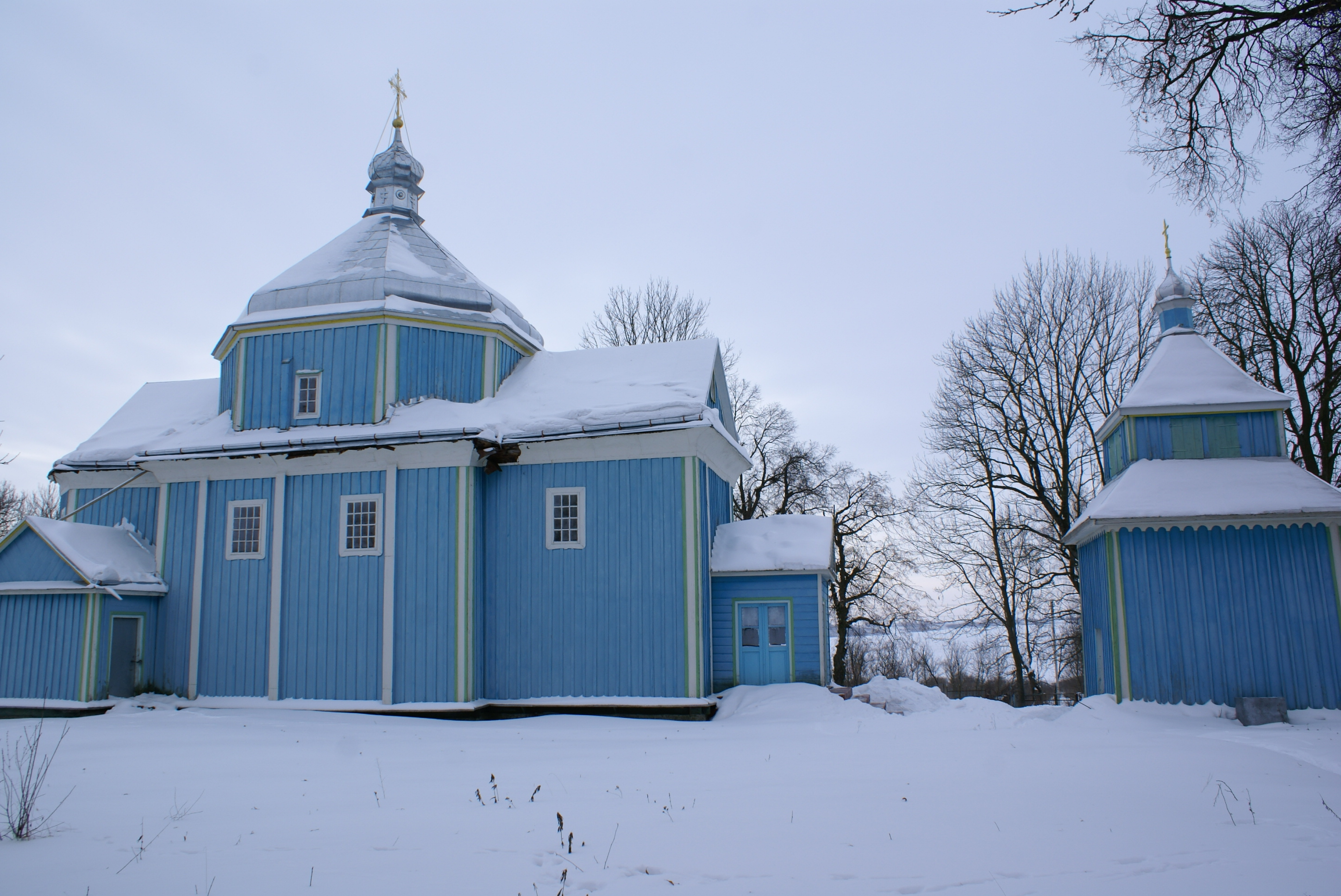
Церква в Радошівці (Шумського р-ну)
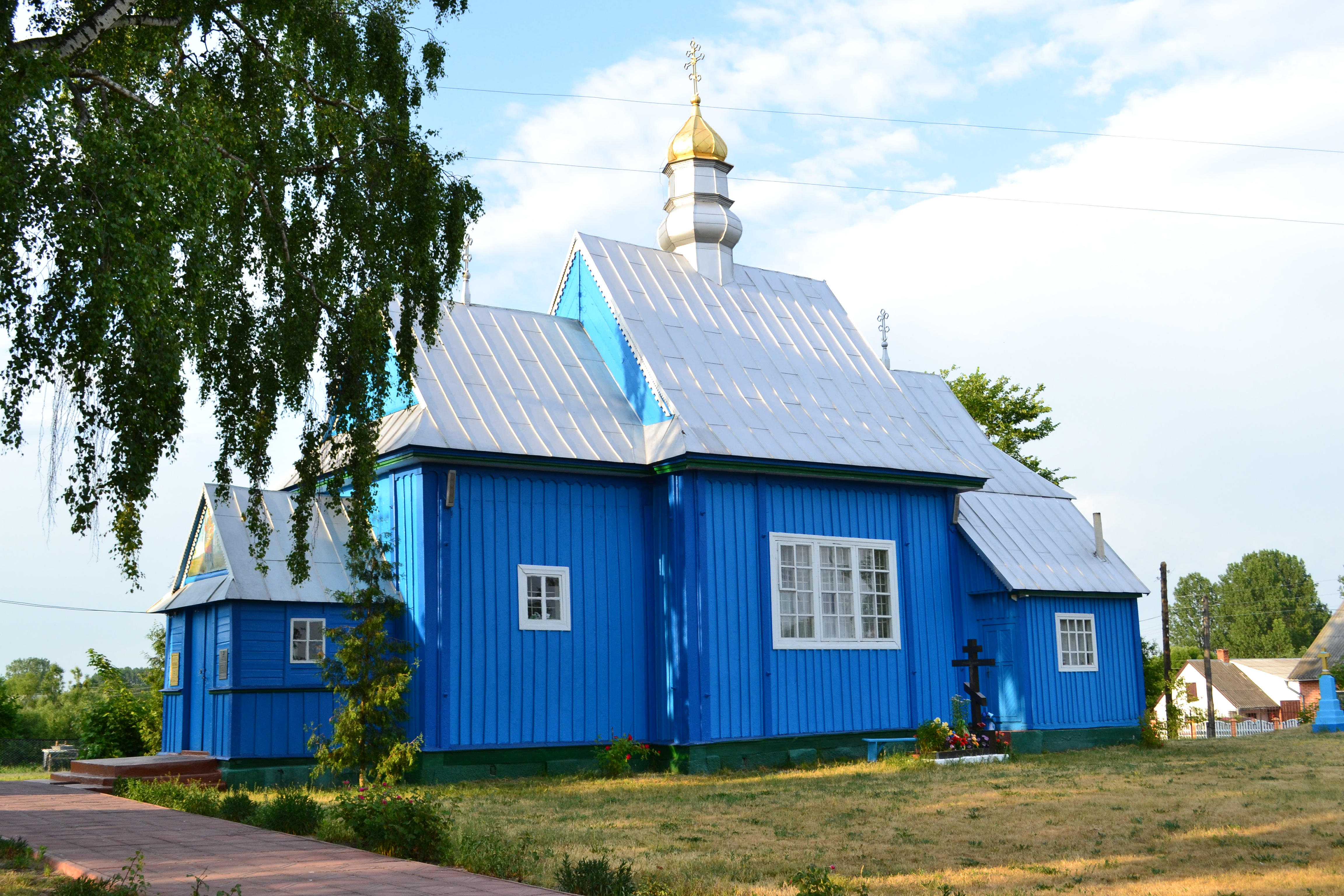
Дмитрівська церква (Згорани)
Церква святого Дмитрія (Гішин)
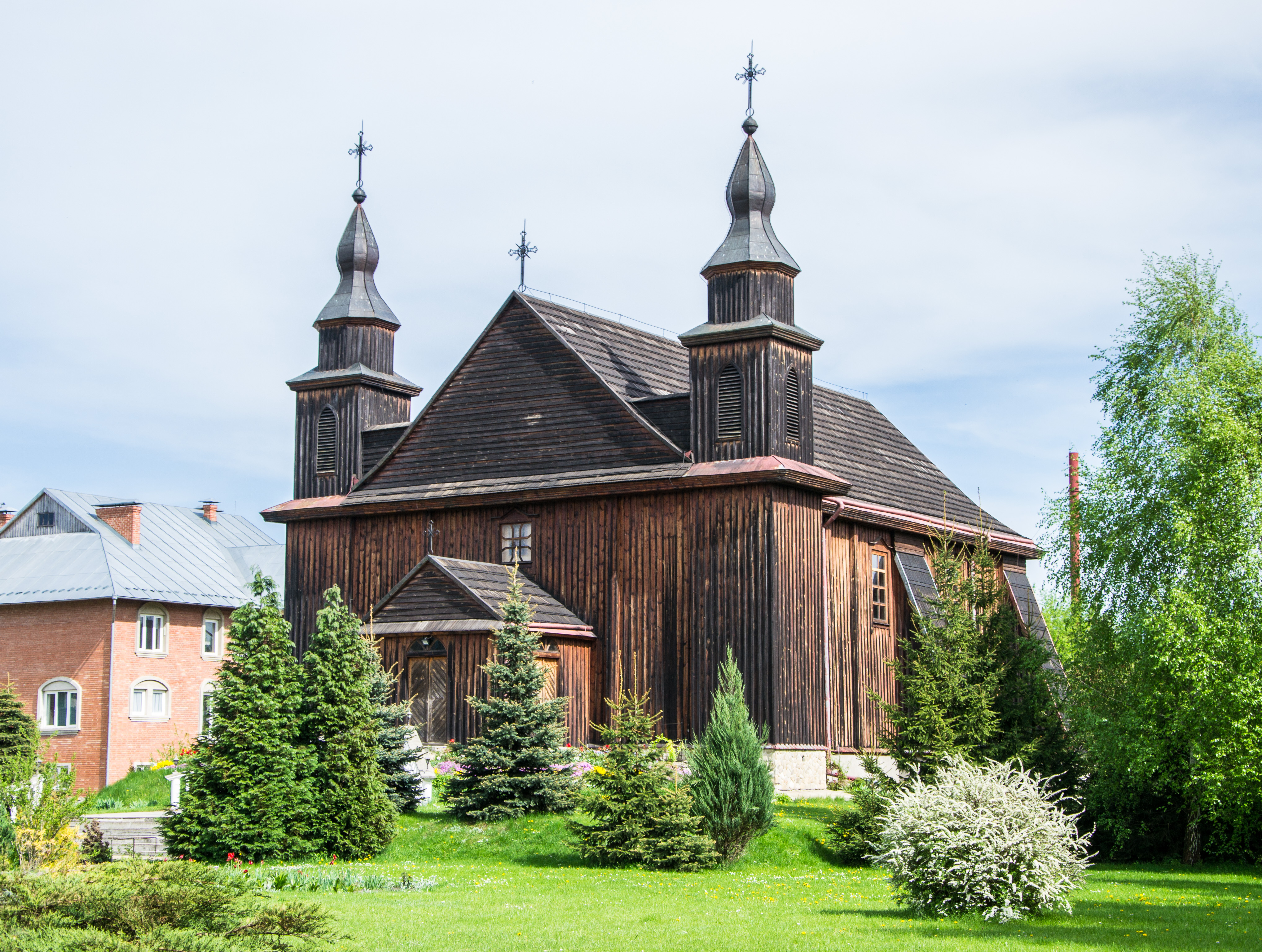
Костел святої Анни (Ковель)

#### Наддніпрянщина
Будови Середнього Придніпров'я (Київщини й Полтавщини) відзначаються великою видовженістю форм і під впливом головним чином стилю рококо (XVII—XVIII ст.) — витонченими й легкими банями. На Полтавщині звертає на себе увагу розвинена форма маківки у вигляді видовженого шолома. Ближче до подільських стилю стоять церкви в селах Київщини: Сніжки, Вишнопіль, Конель 1748 р., а розвиненіші зразки з подвійними вісімками на Київщині — Розсішки (побудована Іваном Гонтою в 1763 р.), Свердликів, Мошурів, Тараща.
Деякі храми несуть у собі елементи значно давніших часів — це церкви так званого клітського типу. Яскравими зразками є Михайлівська церква у Підгірцях та Покровська церква у Креничах Обухівського району, типологічно подібна також Покровська церква у Бороданях Богуславського району.

Петропавлівська церква в с. Конель
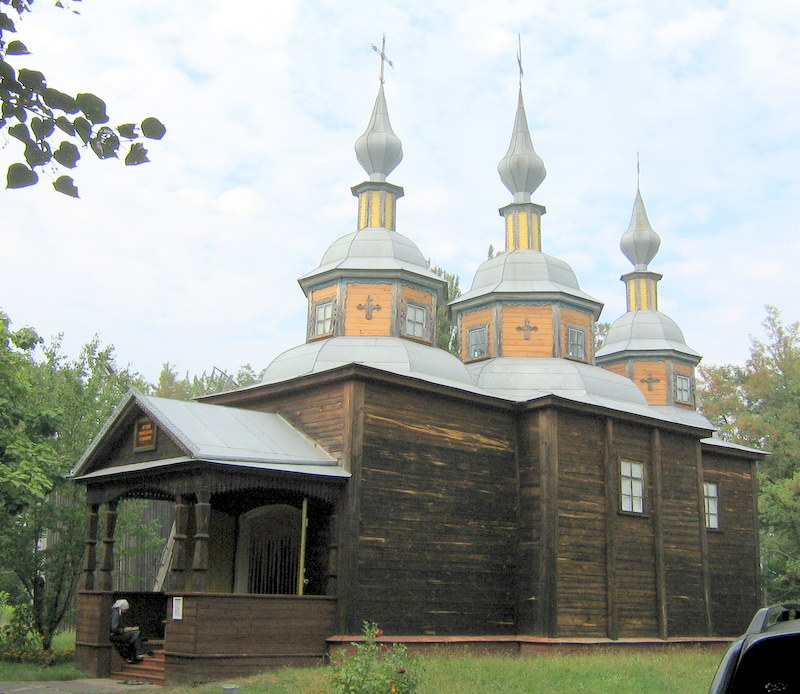
Церква із с. Пищики (Сквирський район) (1651)
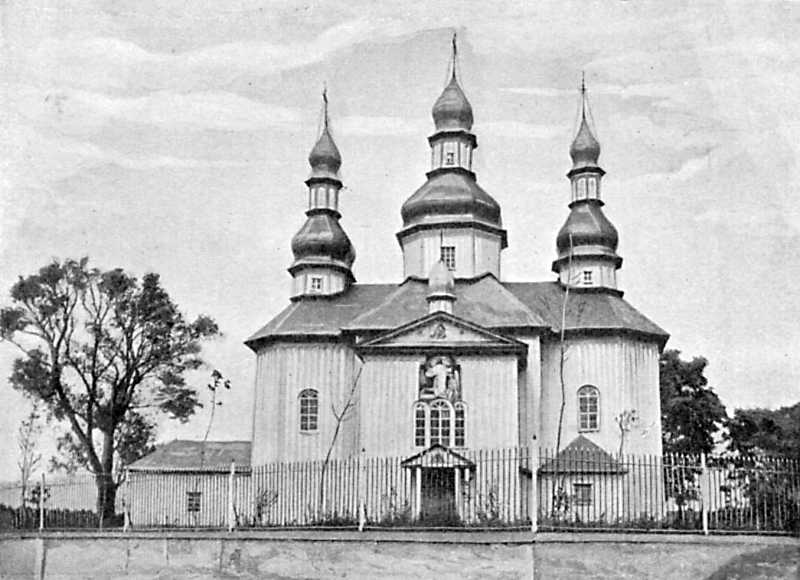
Воскресенська церква в м. Брусилів (1711)
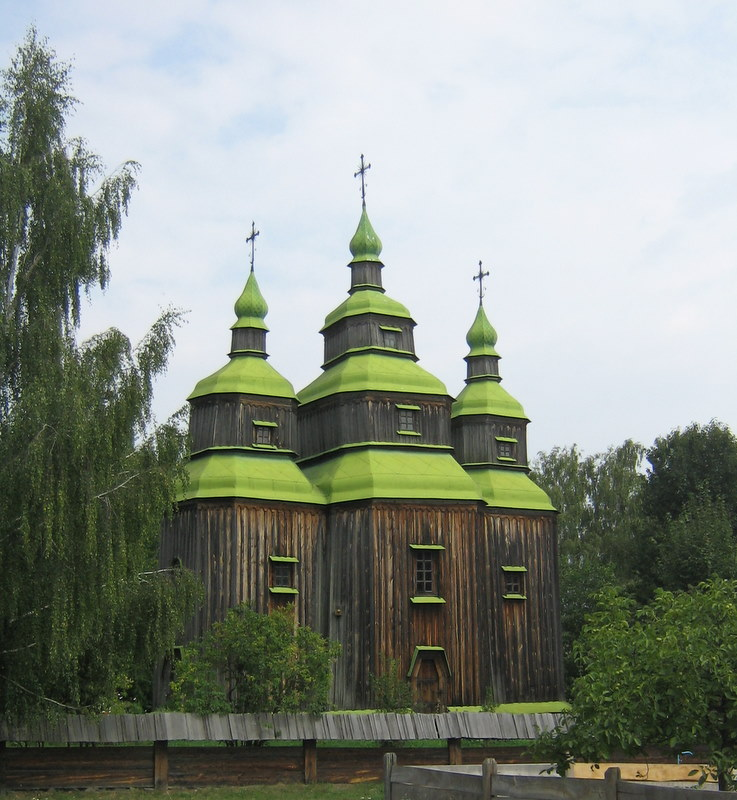
П'ятницька церква з Зарубинців у Пирогові.
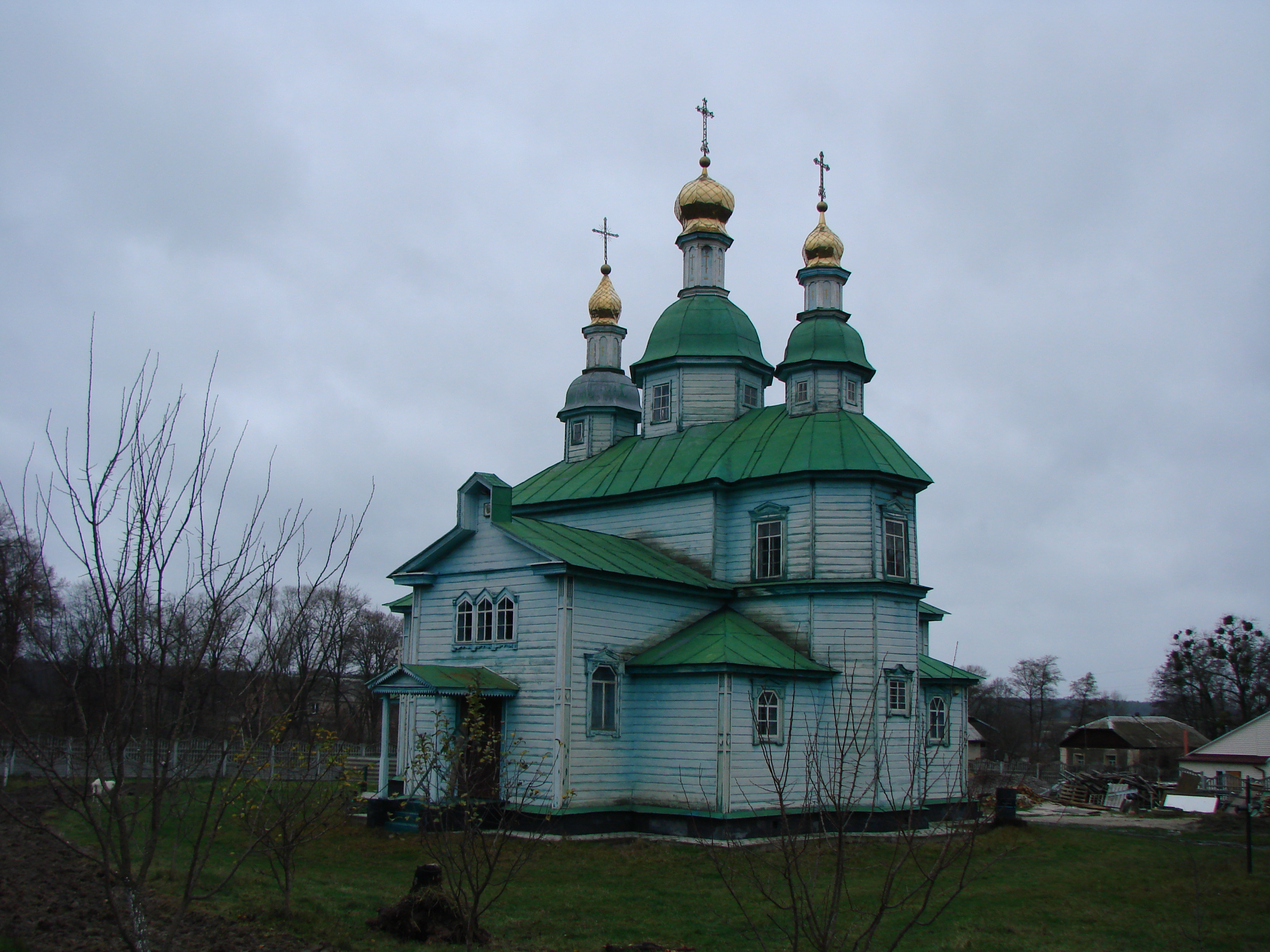
Онуфріївська церква 1705 р. у Липовому Скитку
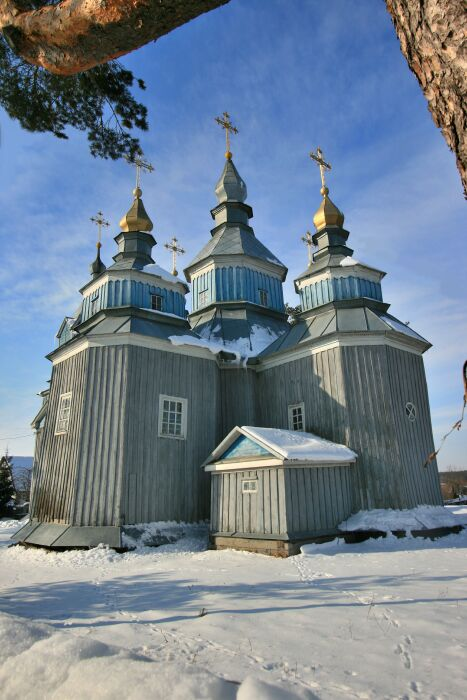
Миколаївська церква 1730 p. Синява (Рокитнянський район)
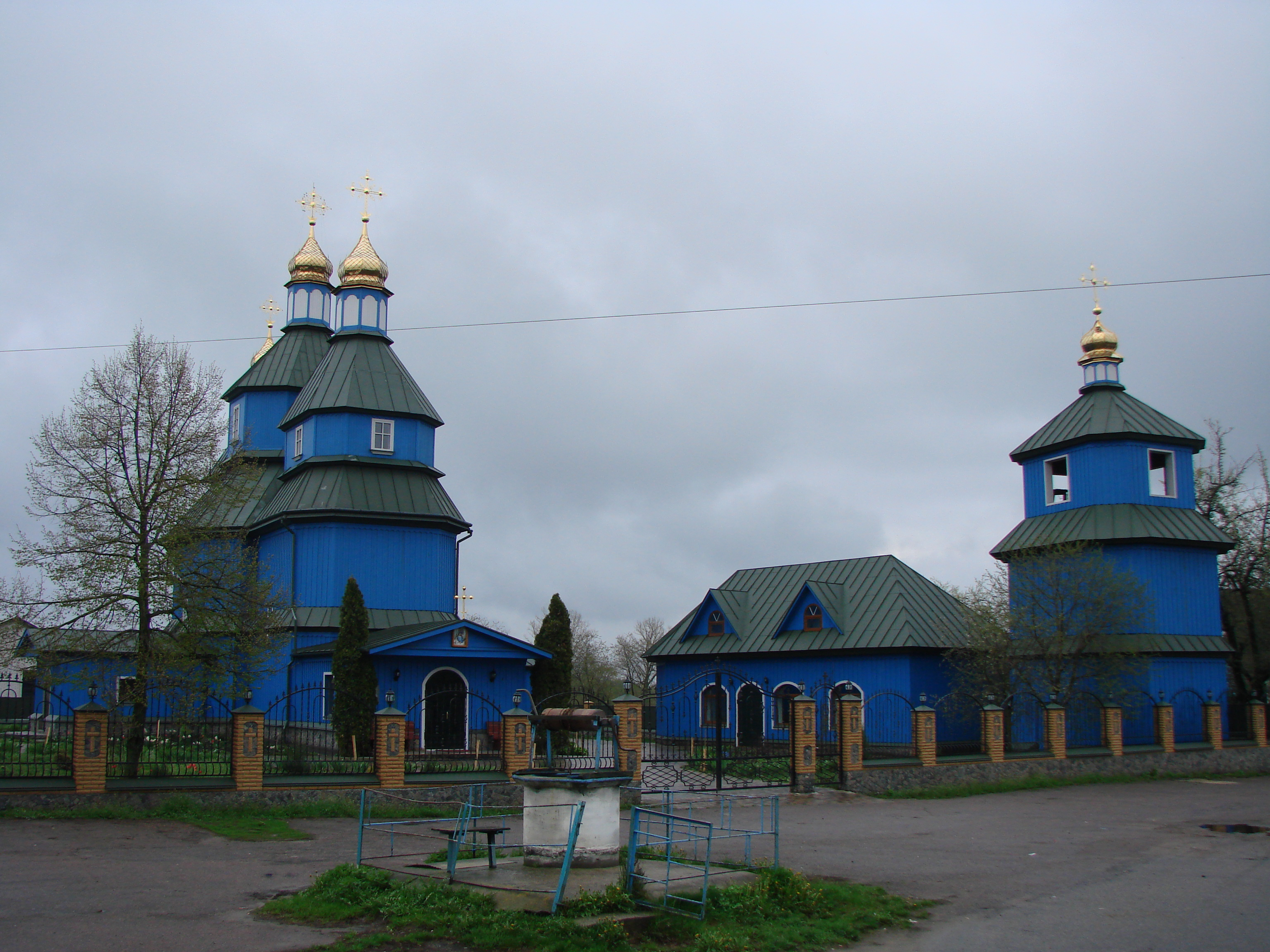
Михайлівська церква 1740 р. с. Острів Рокитнянський район
Михайлівська церква 1742 р. у  селі Підгірці
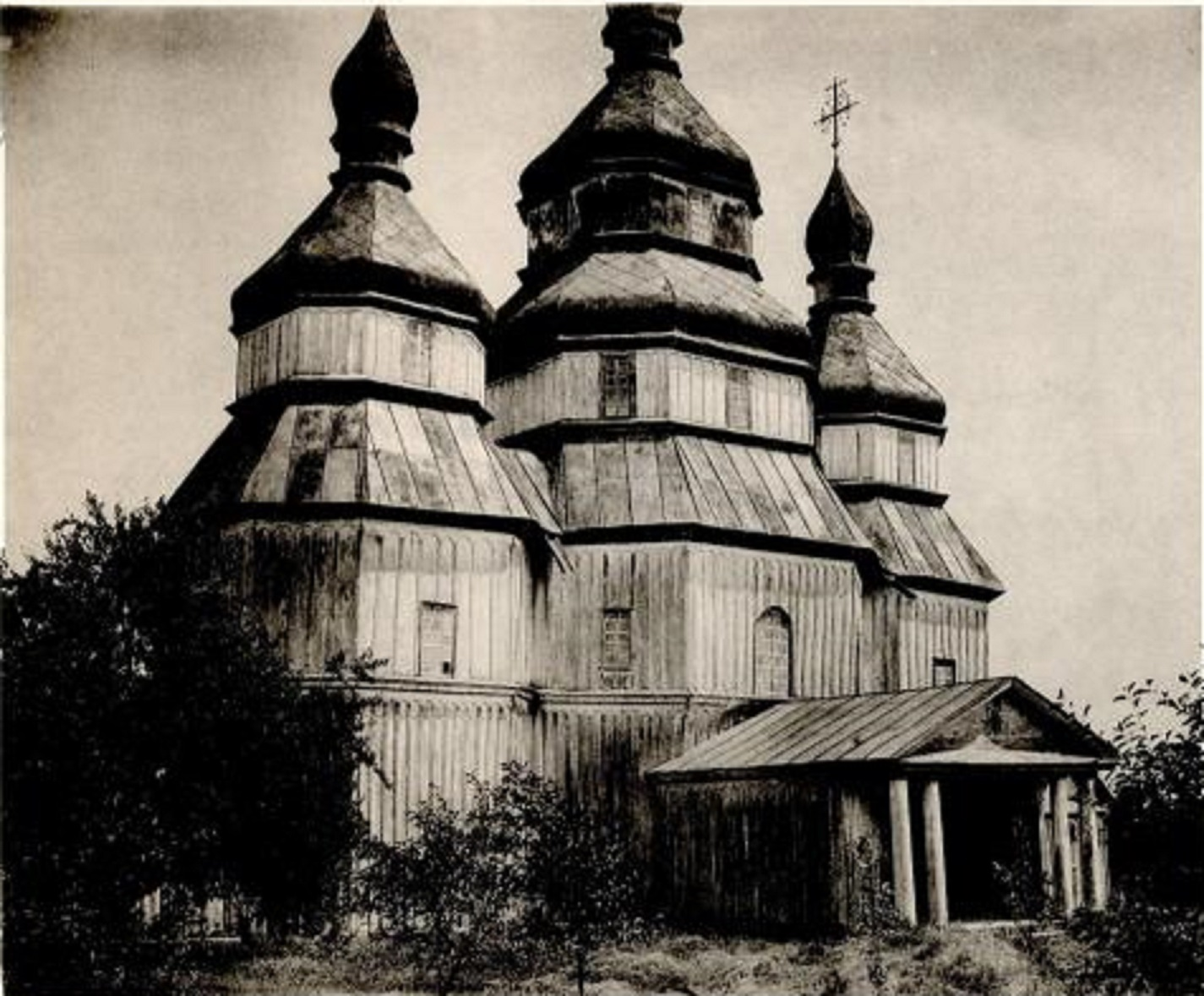
Юрівська церква в Таращі 1753
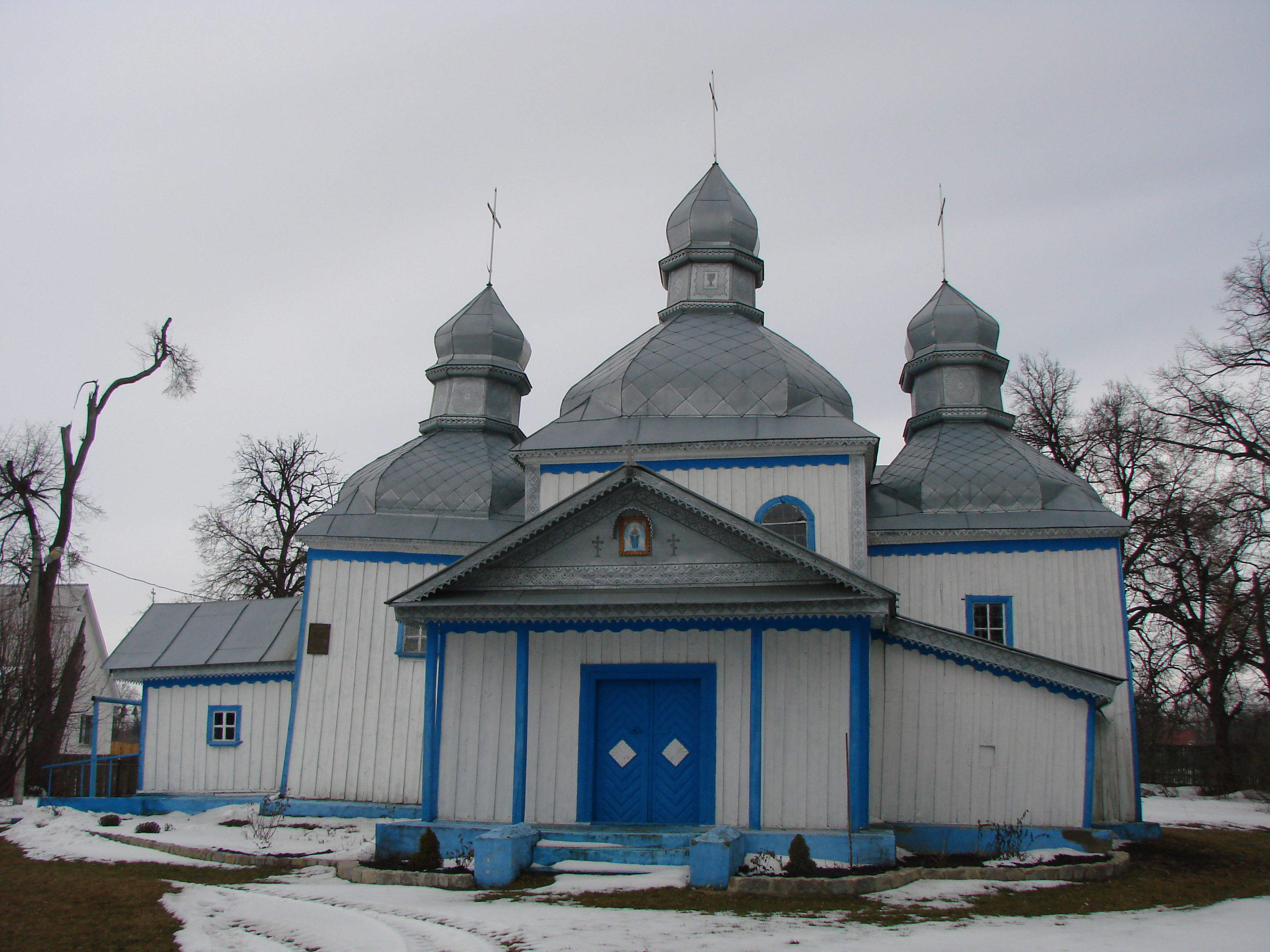
Миколаївська церква 1758 р. у смт Кожанка
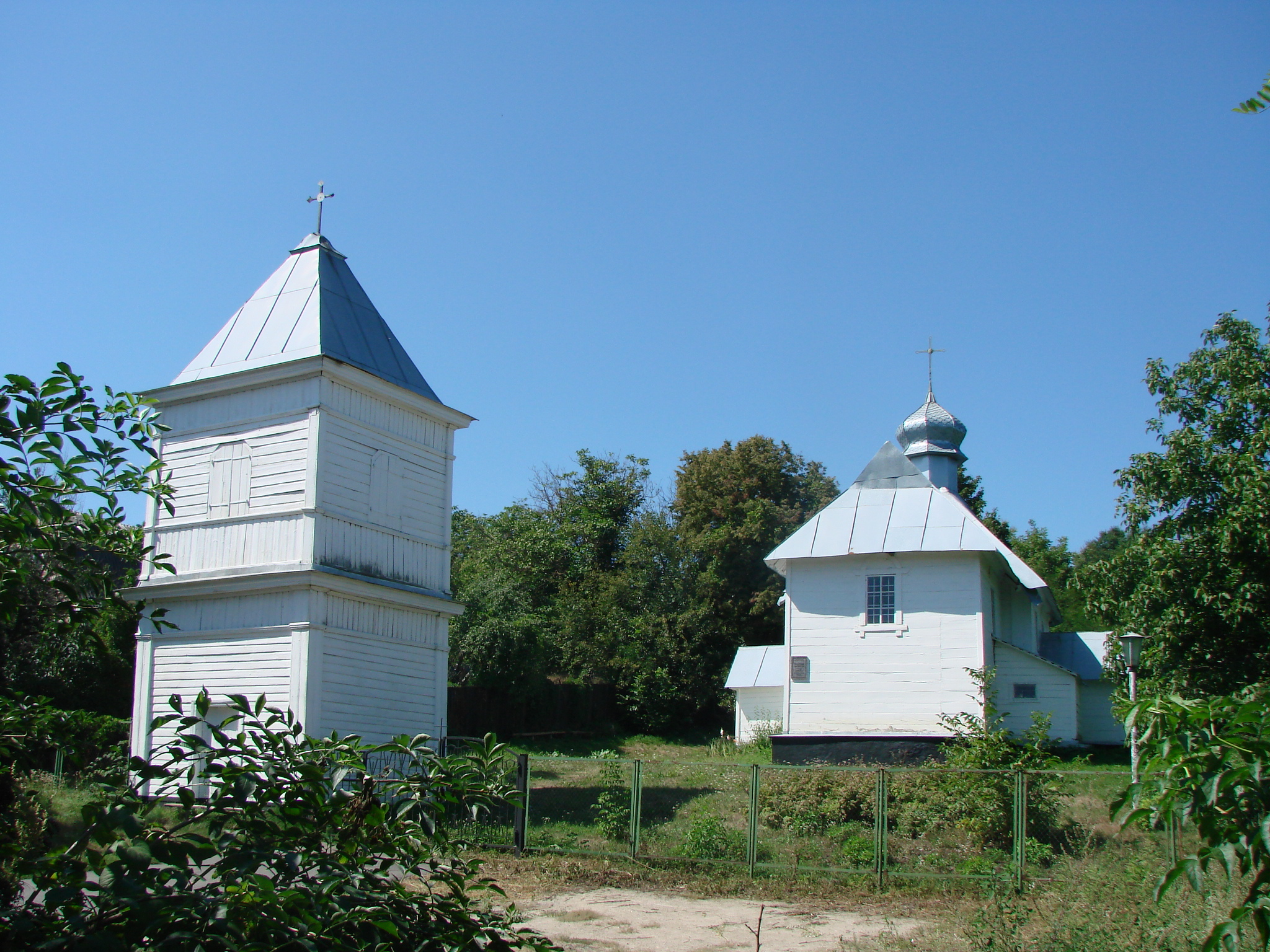
Покровська церква 1761 р. у селі Креничі
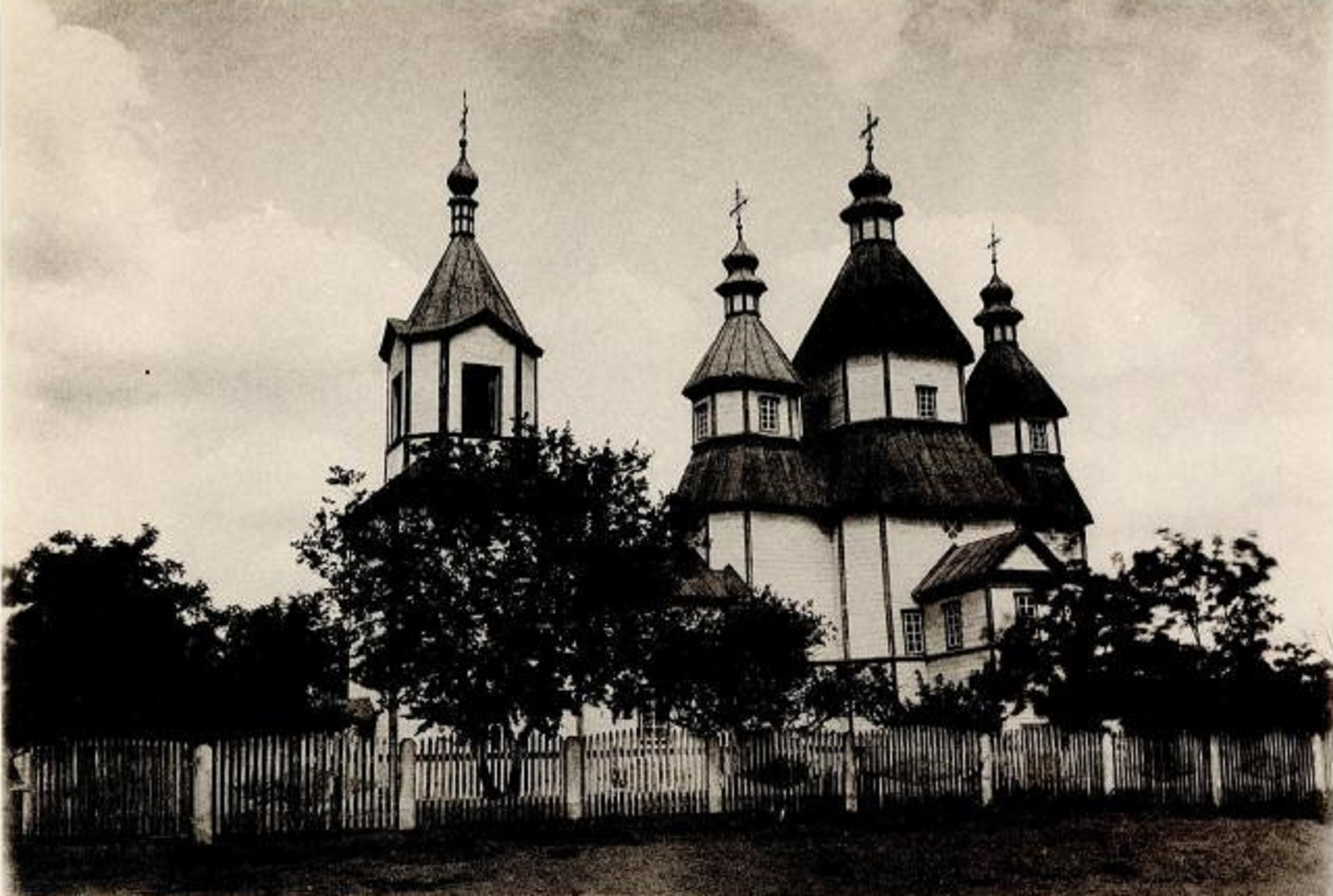
Введенська церква в Трипіллі 1797
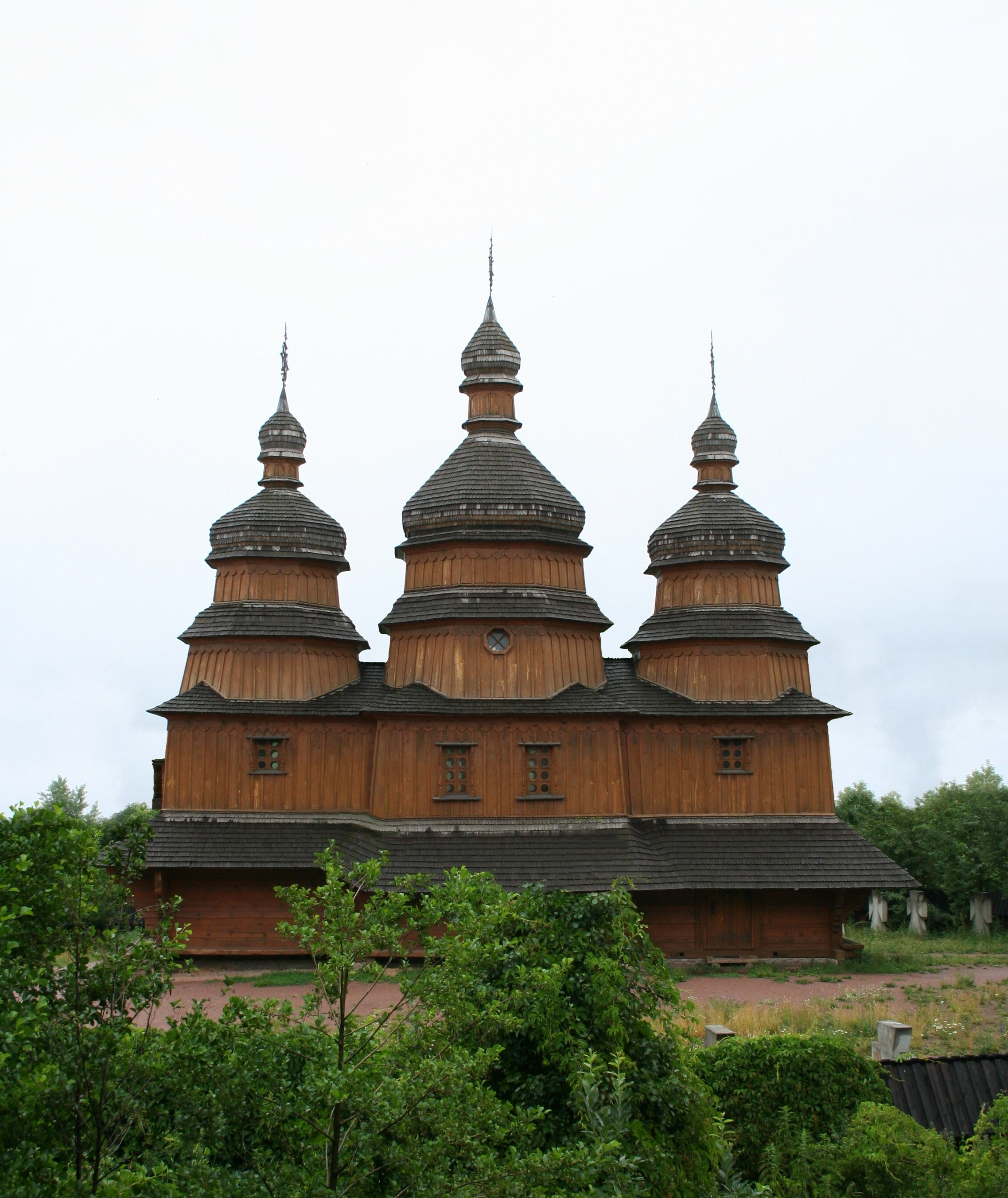
Козацька церква, Київ, Мамаєва слобода.

#### Лівобережжя
На Придніпров'ї та Слобожанщині дерев'яні церкви мали в плані восьмикутні зруби, перекриттям зрубів було чергування зрізаного шатра та восьмериків. Церкви Лівобережжя відрізняються значною висотою самих зрубів або їх верхів. Георгіївська церква в с. Іваниці, тепер Ічнянського району (1654 р) — найдавніша на Лівобережжі досліджена споруда дерев'яної монументальної архітектури Лівобережжя. Вони була тризрубною, одноверхою, сосновою на дубових підвалинах. План складався з чотиригранного бабинця, восьмигранного центру та шестигранного в плані вівтаря. Центральна дільниця в плані майже вчетверо була більша за бабинець, а зруб стін центра майже втроє вищий за зруб бабинця та вівтаря. Такого ж типу були Воскресенська (1694) та Покровська (1779) церкви в Любечі, церква Катерини в Хоружівці та церква в Жукотках.
Інший тип церков Лівобережжя складався з трьох чотирьохкутних зрубів, вівтар та бабинець були нижчі та перекриті стрімким двосхилим дахом. Центральний значно більший зруб був перекритий не восьмериком, а четвериком, цей четверик в свою чергу був перекритий меншим стрімким чотиригранним верхом. Характерною особливістю церков цього типу був нахил стін усіх зрубів всередину. До цього типу належала церква в Моровську.
Найбільш поширеним типом церков др. пол. 17 ст. та пер. пол. 18 ст. були трьохзрубні церкви, з восьмигранним центром, гранчастим вівтарем та бабинцем. Цей період характерний розвитоком верхів центрального зрубу в висоту. До церквів цього типу відносяться: Вознесенська церква в Сосниці (1705), Введенська церква в Бериславі (1726), Юрія в Лозовому, Різдва Богородиці в Воронькові (1736), Вознесенська в Деріївці (1749), Різдва Богородиці в Грем'ячі (1747), Михайла в Коровинцях (1752), Юрія в Лебедині (1765), Трійці в Левченках (1768), Михайла в Жадовому (1769), Різдва Богородиці в Шалівці (1772), Юрія в Великому Усті (1772), Михайла в Бабайковому (1773), Юрія в Петриківці (1775), Миколи в Вереміївці (1775), Введення в Введинці (1777), Покрови в Кролевці (1779), Миколи в Красній Луці (1783), Миколи в Солоницівці (1789), Покрови в Малих Будках (1791), Воздвиження в Коропі (1797).

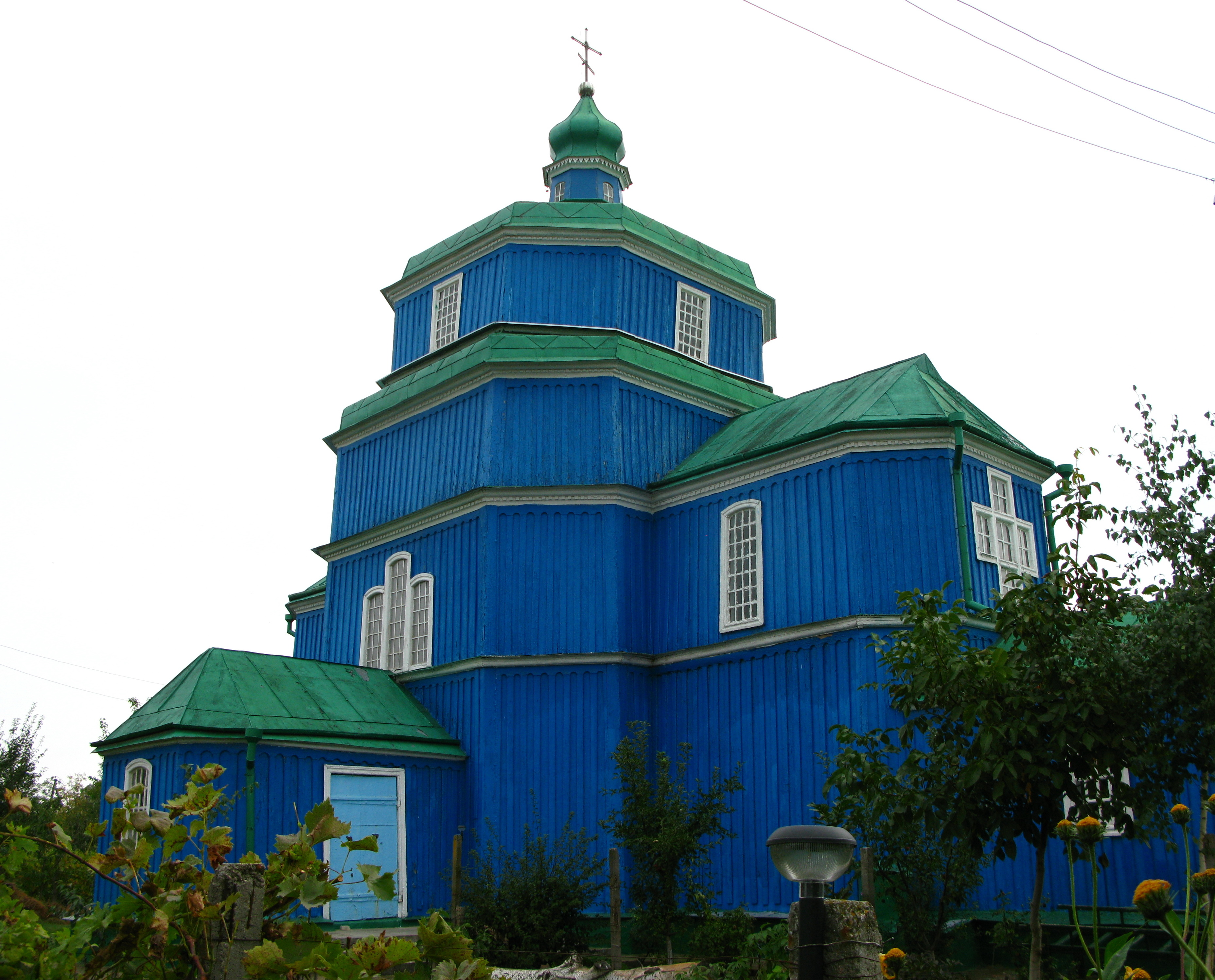
Свято-Введенська церква (:Берислав) 1727 p.
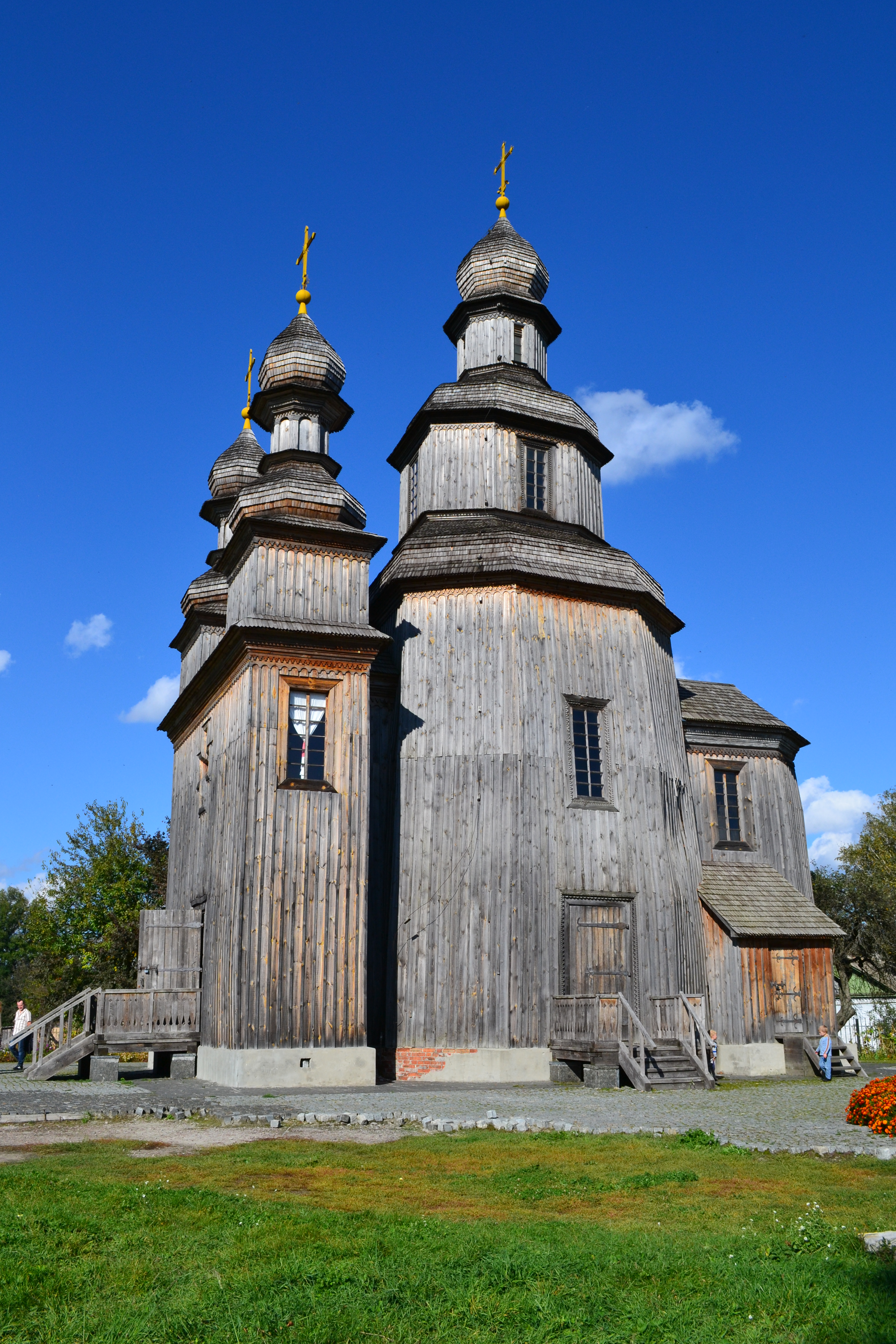
Георгіївська дерев'яна церква в Седневі (Чернігівського району)
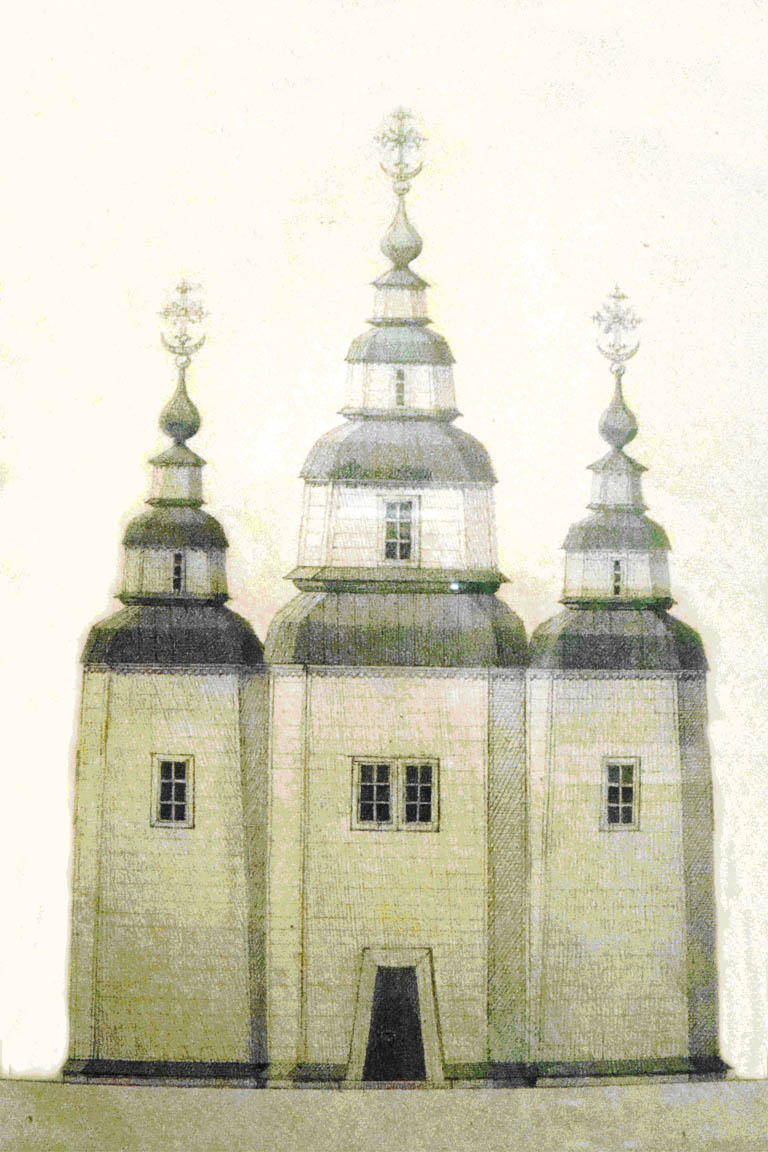
"Миколаївська церква у Лохвиці" П. Д. Мартинович
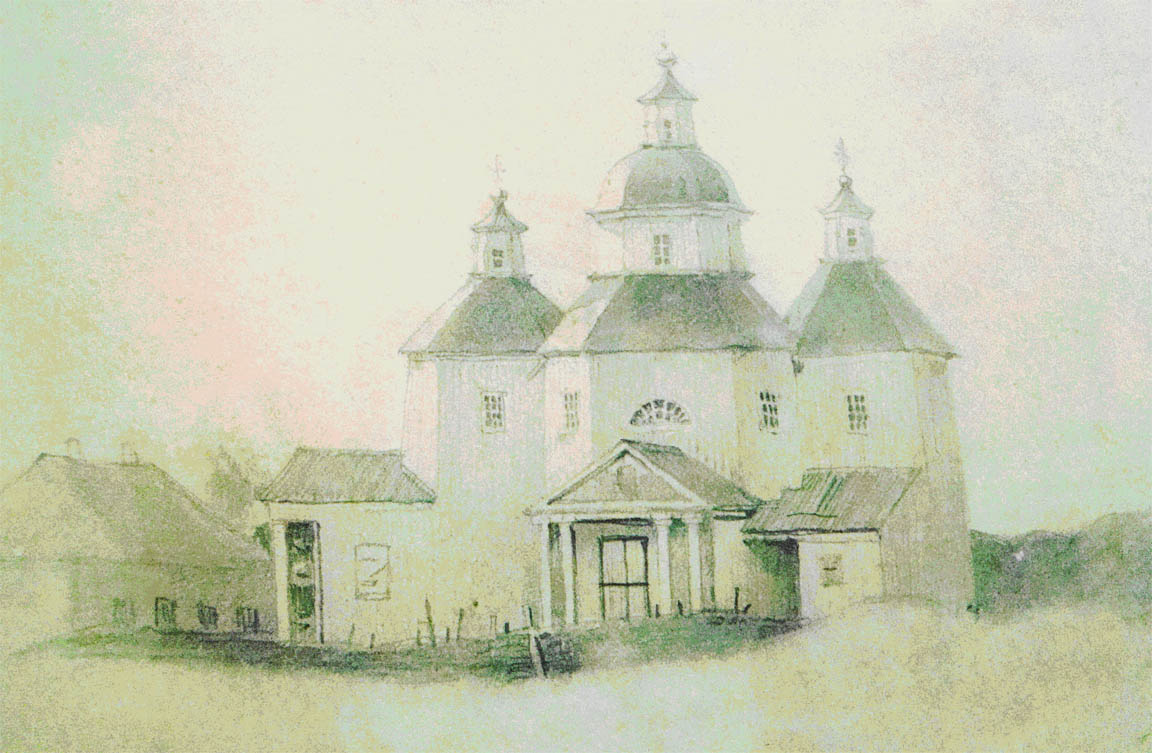
Миколаївська церква в Вереміївці
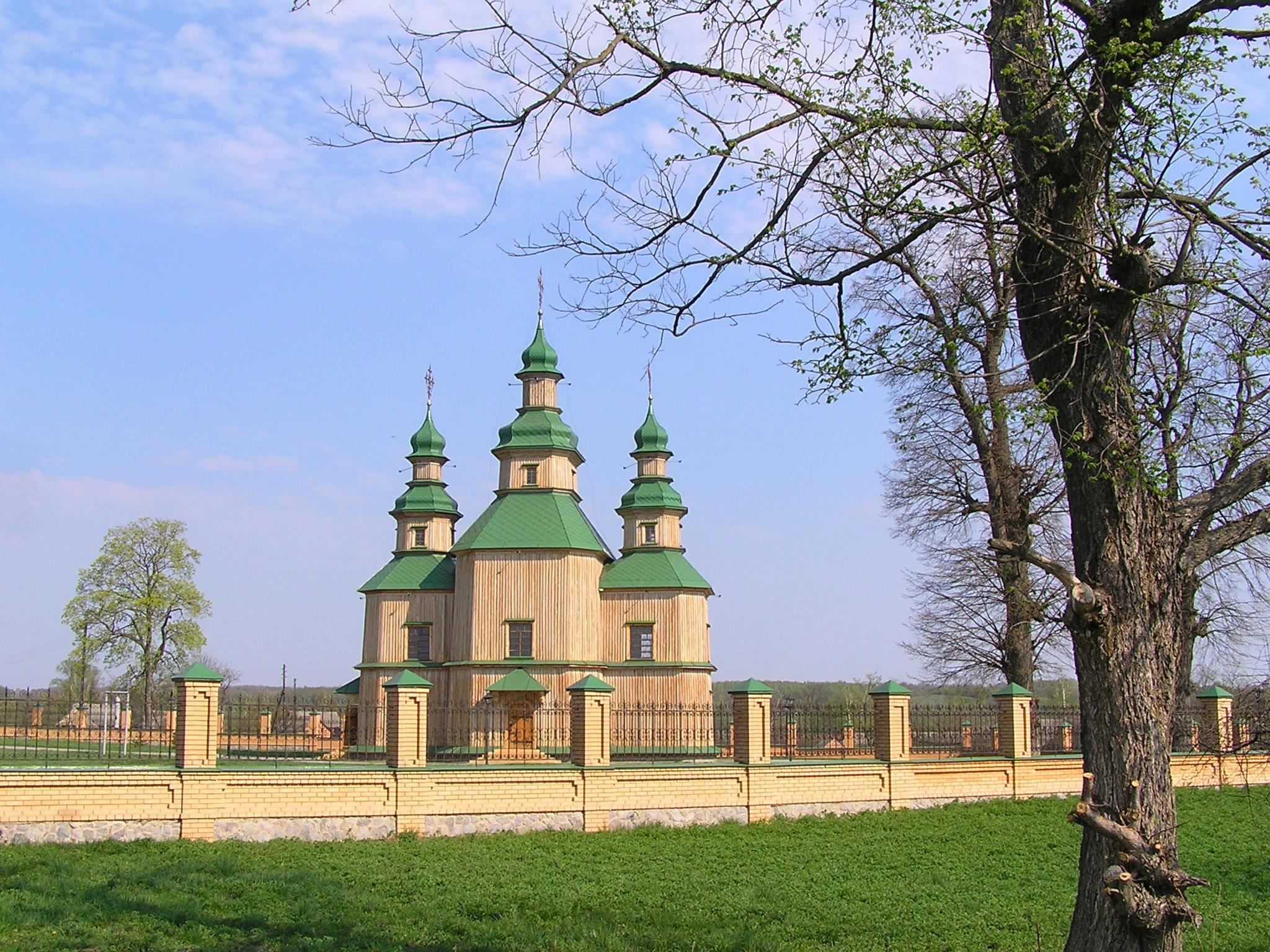
Троїцька церква 1773 р. (відновлена) с. Пустовійтівка, Роменський р-н
Миколаївська церква (Новгород-Сіверський)
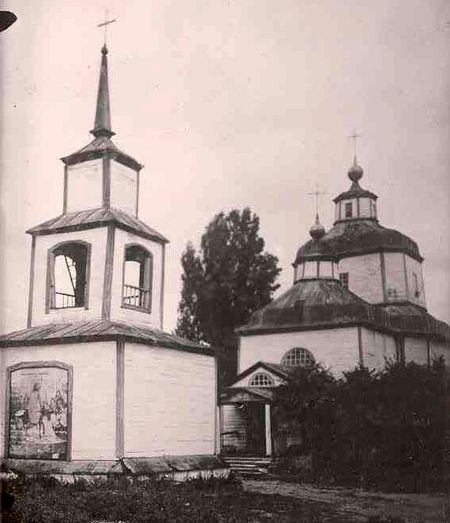
Церква с. Боровеньки, Кремінського р-ну, Луган. об-ті

## Дерев'яні храми України у творах мистецтва
- Українська колядка історико-військового змісту «Ци спиш, ци чуєш, пан господарю» містить слова про будівництво тридільного храму (найімовірніше, тризубоподібного):

«Церков збудовав з трьома вершечки,
З трьома вершечки, з двома оконці.
Єдним оконцем сонінько сходить,
Другим оконцем місяць заходить,
Райськими дверми господар ходить.»
- Український письменник Олесь Гончар зробив дев'ятидільний Троїцький храм у Новомосковську Дніпропетровської області головним образом свого відомого роману «Собор», темою якого є зв'язок між ставленням людей до збереження таких старовинних пам'яток і моральним станом суспільства.

## Храми в українській геральдиці
- Трибанна церква зображена на гербі Борзнянського району Чернігівської області.
- Дев'ятидільний Троїцький храм зображено на гербі міста Новомосковська Дніпропетровської області.
- Тридільний однобанний храм зображено на гербі міста Бровари Київської області.

## Проблеми збереження
Про українську дерев'яну сакральну архітектуру, способи та проблеми збереження старовинних храмів розповідається в документальному фільмі телеканалу «Глас» «Дерев'яні храми: вічний монолог» [Архівовано 4 березня 2016 у Wayback Machine.].